# Hradec Králové hlavní nádraží
Hradec Králové hlavní nádraží je železniční stanice v Hradci Králové. Nádraží je železničním uzlem, trati odtud směřují do Velkého Oseka, Chocně, Pardubic, Jaroměře a do Turnova.
Stanice je elektrizovaná. Nádražní budova z roku 1935 je majetkem státu, oproti původní budově z roku 1857, je o několik metrů blíže městu. Název Hradec Králové hlavní nádraží nese stanice od roku 1952.
Hlavní nádraží je situováno v části města Hradec Králové-Pražské Předměstí, na adrese Riegrovo náměstí 914/2.

## Historie

### První nádraží

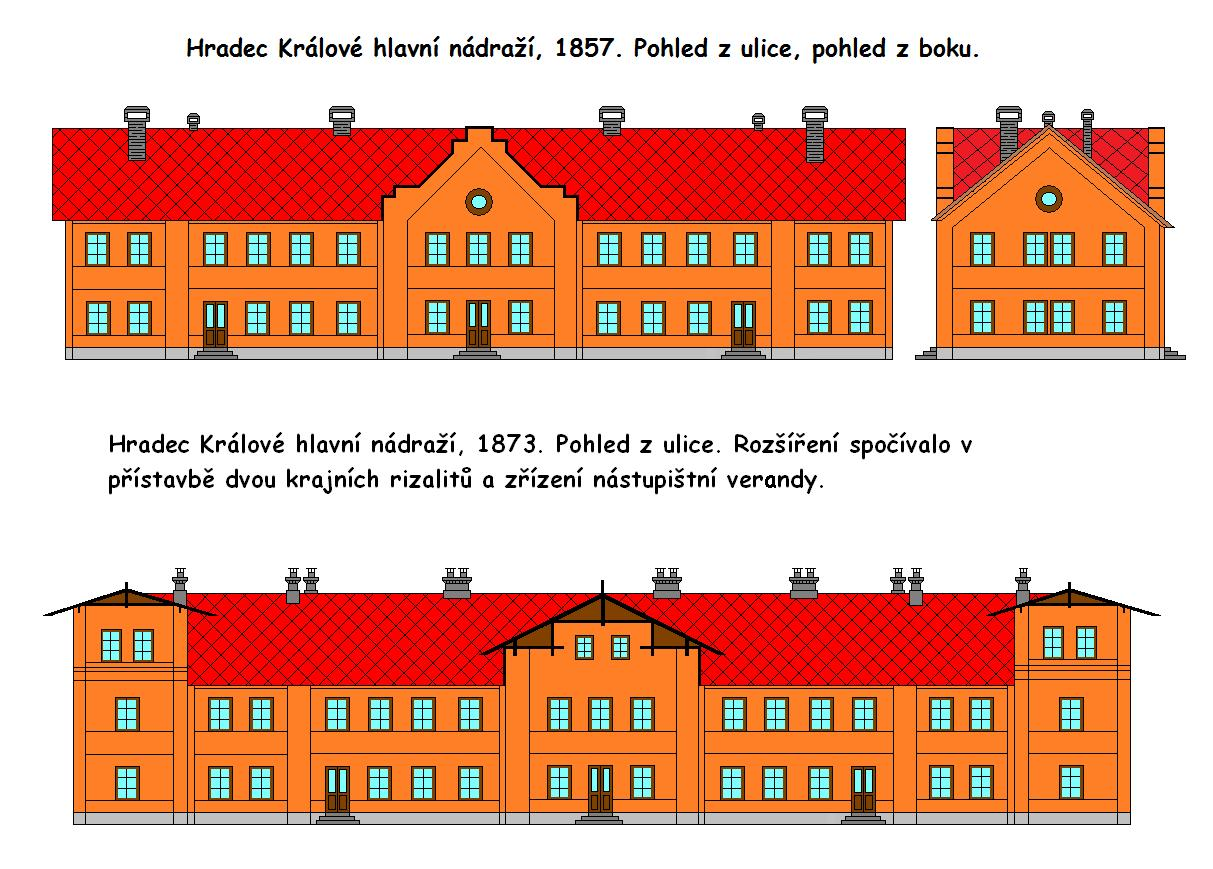
Původní hrázděná budova z roku 1857 a po přestavbě v roce 1873. Rozšíření spočívalo v přístavbě dvou krajních rizalitů a zřízení nástupištní verandy.

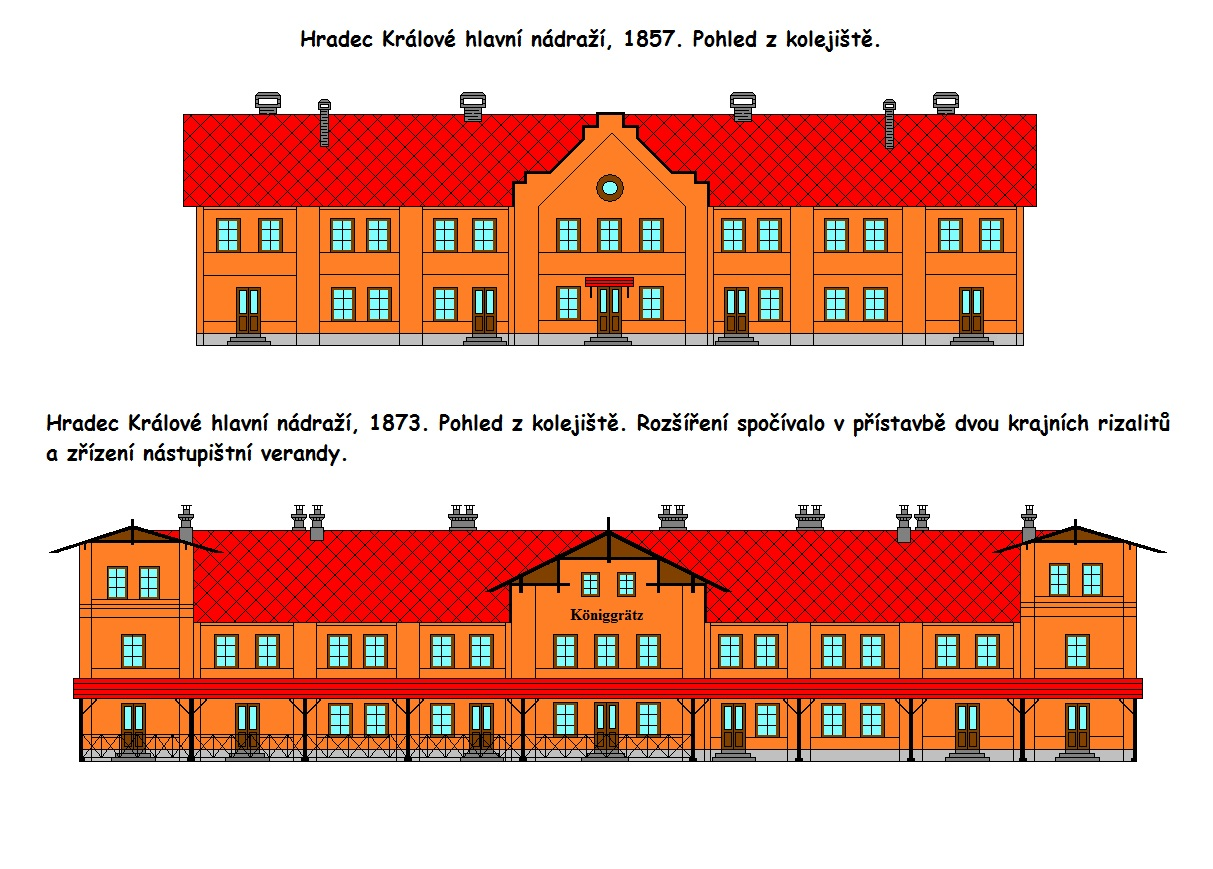
Pohled z kolejiště.

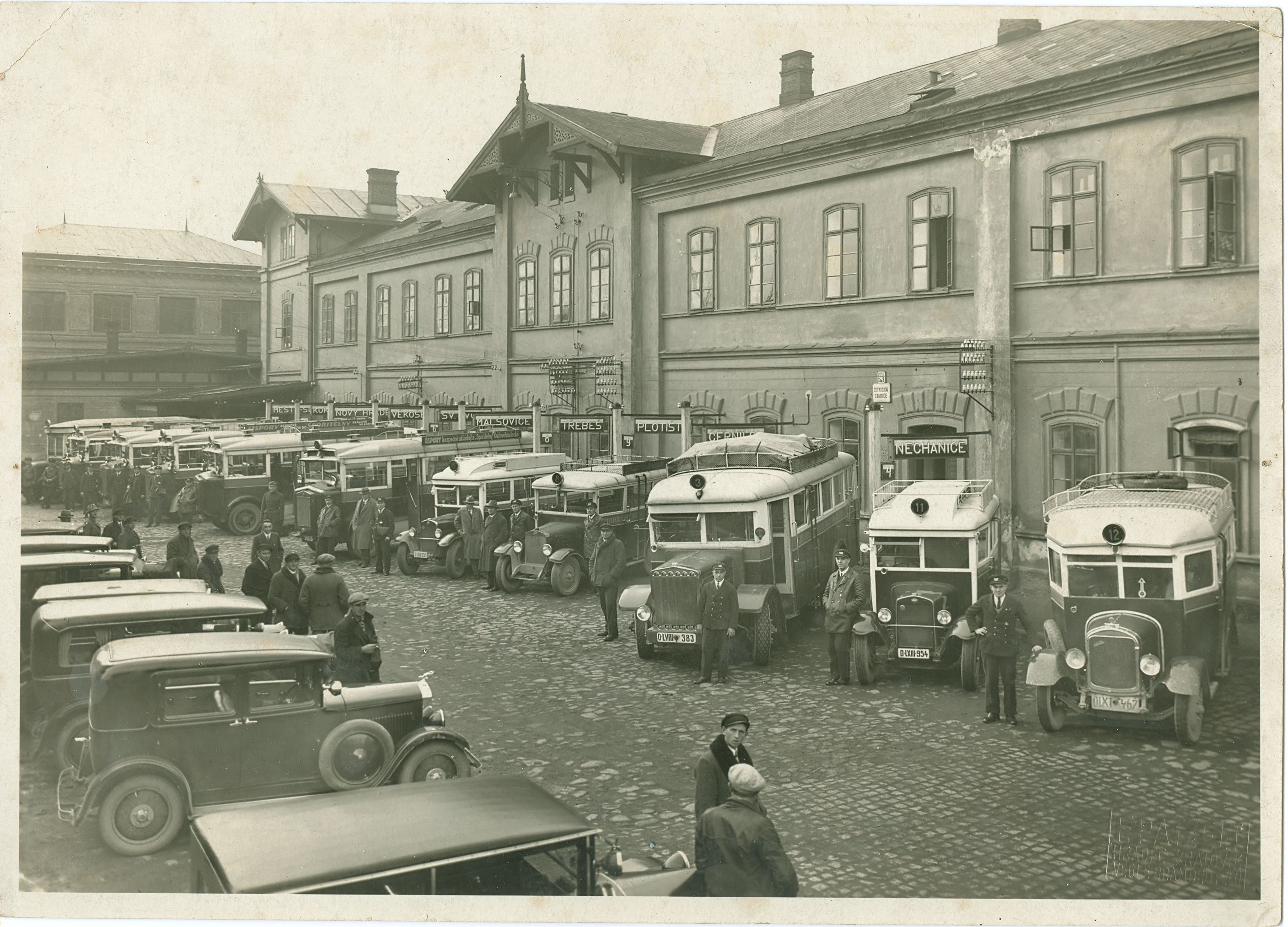
Autobusy a taxíky před starým nádražím v roce 1929. Tato nádražní budova se nacházela někde na úrovni dnešního druhého nástupiště, byla postavena v roce 1871 (část budovy pocházela z roku 1857). Na levé straně vystupuje druhá budova, která byla přistavěna v roce 1893.

První železniční stanice v Hradci Králové s ne příliš reprezentativní staniční budovou byla vystavěna v roce 1857 na hranici katastrů Kuklen a Pražského Předměstí na pozemku zvaném „husinec“ (jednalo se o bývalé pastvisko), byť kuklenští radní žádali výstavbu stanice na území jejich obce a to bez ohledu na potřeby města Hradce Králové. Kukleny v té době měly několik továren a mlýnů, obec trvala na tom, že Hradec Králové se nikdy nestane průmyslovým městem. Do poloviny 19. století sloužilo město Hradec Králové jako bastionová pevnost, tehdejší železniční stanice byla vystavěna až za ochranným pásmem pevnosti ve vzdálenosti asi 1,5 km od pevnostního mostu, pevnostních nábřežních zdí, proto postrádala reprezentativní staniční budovu. Veškeré úsilí obyvatel zhatily požadavky vojenské správy. V té době to bylo chápáno jako ohromná prohra, avšak oddálená výstavba stanice později napomohla rozvoji města.
Jednalo se o železniční stanici s jednopatrovou hrázděnou výpravní budovou v novogotickém slohu, kterou navrhl Vincenc Daniel (zatímco většinu budov na Jihoseveroněmecké spojovací dráze navrhl František Riesemann). Ve své době nesla název Königgrätz a spadala do II. třídy. Skromná hrázděná stavba byla zvolena čistě z vojenských účelů, z obav, aby při případném válečném konfliktu nepadla do rukou nepřítele a nestala se tak jeho strategickým zázemím. Po úmyslném zapálení by budova velice rychle vzplála, hrázděné zdivo puklo, požár by budovu zcela zlikvidoval.  Stavební projekty vznikaly v liberecké stavební kanceláři dráhy a to v letech 1855 až 1856 pod vedením Jana Schebka, který také řídil stavbu dráhy.
Skutečný rozvoj železnice nastal až po zrušení pevnostního pásma. Do té doby byla doprava zajišťována poštovními dostavníky a formany, cesta do Prahy trvala několik dní, také se jezdilo do Brna, Vídně a Uher, železnice byla v podstatě jediným konkurentem a to ještě po dlouhou dobu.
Mezi hlavní důvody této stavby patřil požadavek na železniční spojení mezi Pardubicemi a Libercem a propojení pevností Hradec Králové – Josefov, rovněž blížící se prusko-rakouská válka.
Dne 3. října roku 1857 přijel do prostoru stanice první parovůz, který nesl jméno „Pardubitz“, česky „Pardubice“ (č. 290). Týž den odpoledne přijel z Pardubic i parovůz „Königgrätz“ (č. 291, „Hradec Králové“), spřažený s vozy první, druhé a třetí třídy. 22. října projel po dráze kolaudační vlak, který byl doprovázen zástupci společnosti Jihoseveroněmecké spojovací dráhy (SNDVB), zkušebními komisaři vídeňské generální inspekce; dráha byla uznána provozuschopnou. Vlak byl složen ze čtyř vozů, který byly spřaženy s lokomotivou „Bohemia“ (č. 289, „Čechy“).
4. listopadu 1857 byl zahájen pravidelný provoz mezi Pardubicemi a Josefovem přes Opatovice nad Labem, Hradec Králové, Smiřice. První vlak vjížděl do stanice za doprovodu rakouské národní hymny v 11 hodin 18 minut, předtím absolvoval zastávku v Opatovicích nad Labem (do roku 1924 nesla stanice jednoslovný název Opatovice). Byl sestaven ze čtrnácti osobních a tří zavazadlových vozů. Celá trať mezi Pardubicemi a Josefovem byla tehdy projeta za 54 minut (po odečtení cca 20 minut na zastávky, běžně se uvádí celkový čas včetně zastávek). Zpáteční jízdy z Josefova do Hradce Králové využili zejména lidé z okolí Jaroměře a Smiřic, byť jízda vlakem přišla na 10 krejcarů a do svých domovů se poté museli navracet pěšky.
Ve své době sloužila stanice SNDVB (známá spíše pod názvem Pardubicko-liberecká dráha). Byla obsluhována třemi vlaky do Josefova a čtyřmi do Pardubic. Jízdné v té době činilo za půlhodinovou jízdu 20, 30 či 40 krejcarů, podle zvolené vozové třídy. Jízda dostavníkem mezi Pardubicemi a Josefovem přišla na 1 zlatý a 36 krejcarů, kdežto jízda vlakem ve 3. třídě přišla na 35 krejcarů, dalo by se říci, že nový způsob cestovaní byl určen široké veřejnosti bez rozdílu. V listopadu téhož roku byl v nádražní budově zřízen poštovní úřad.
Několik dní po zahájení provozu, a to 15. listopadu, se stala první železniční nehoda v historii nádraží. Ve večerních hodinách vykolejila ve stanici lokomotiva osobního vlaku jedoucího z Josefova, při incidentu nebyl nikdo zraněn. 3. prosince 1857 byl zrušen jeden pár osobních vlaků, byly nahrazeny vlaky nákladními, v té době bylo obnoveno dostavníkové spojení k rannímu vlaku do Pardubic, které zajišťoval hradecký forman A. R. Riedel. Stavba dráhy pokračovala z Josefova dál k Liberci.
O rok později 1. prosince roku 1858 byl uveden do provozu úsek dráhy z Josefova do Turnova.

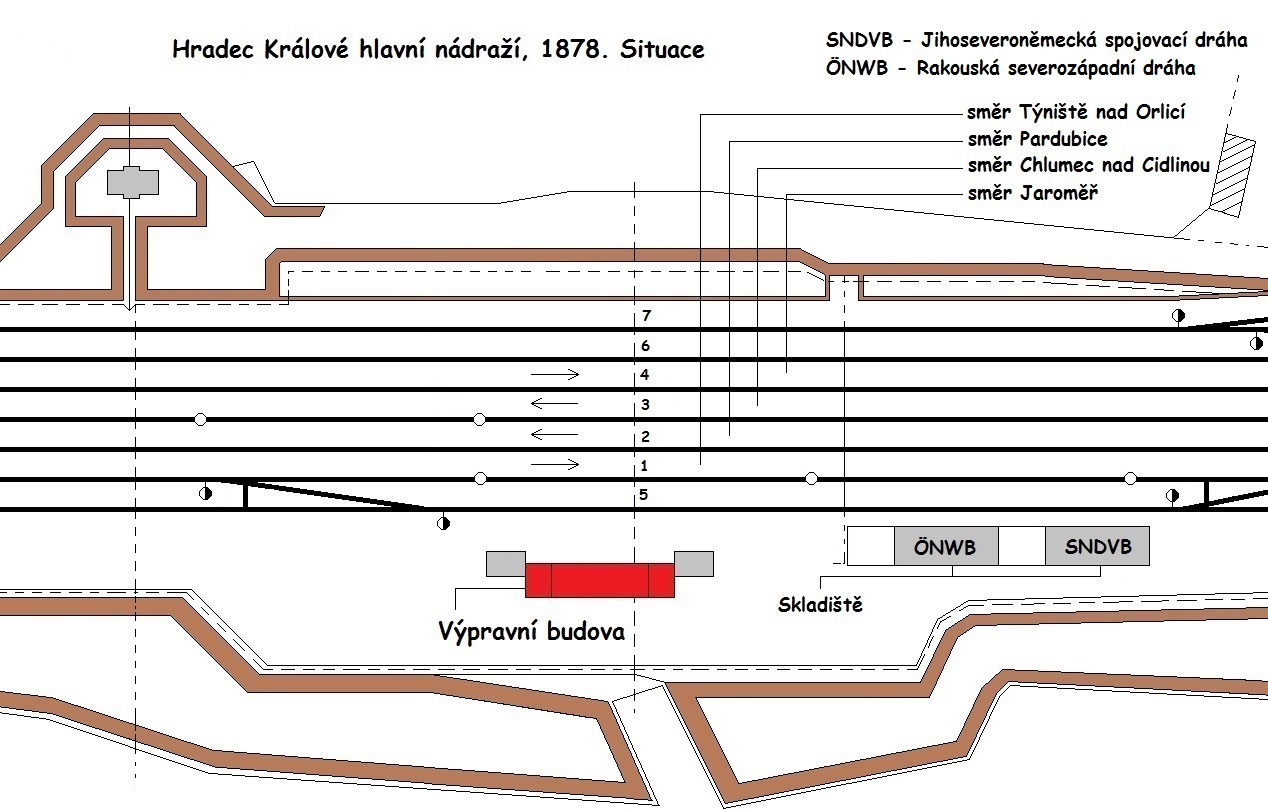
Uspořádání kolejiště v roce 1878.

1. května 1859 byl slavnostně zahájen provoz na odbočce SNDVB (známá též jako Svatoňovická dráha) z Josefova do Svatoňovic, nacházely se zde uhelné doly knížete Schaumburg-Lippe.
1. června 1859 byl uveden do provozu poslední úsek Pardubicko-liberecké dráhy mezi Turnovem a Libercem. Od té doby bylo zajištěno železniční spojení mezi Pardubicemi a Libercem. 26. června 1866 projížděl stanicí zvláštní vlak z Olomouce, který byl doprovázen rakouským vojevůdcem maďarského původu Ludwig von Benedekem a generálním štábem při cestě do Josefova. Ludwig von Bedenek velel rakouským vojskům v bitvě u Hradce Králové, která se odehrála 3. července 1866.
První vlak s raněnými projel stanicí 28. června 1866, neboť největší bitvy prusko-rakouské války se odehrály právě ve východních Čechách, první z nich byla bitva u Náchoda. V případě vojenského ohrožení měla být nádražní budova zničena, nestalo se tak. V době války, od 29. června až do 23. srpna, byl vypravován jeden vlak denně. 1. července přijel do Hradce Králové císařův zmocněnec podplukovník Friedrich von Bek, aby zjistil stav rakouské armády, po jednání s velitelem Severní armády Ludvíkem Augustem Bedenekem se týž den přesunul vlakem do Pardubic a odtud pokračoval dále do Vídně. Po podpisu mírové smlouvy v Praze, přijel do Hradce Králové 2. listopadu 1866 zvláštním vlakem z josefovské pevnosti císař František Josef I. (také tudy projížděl 7. června 1880 a to u příležitosti k oslavě sta let josefovské pevnosti).
Po prusko-rakouské válce pokračovala výstavba dráhy z Malých Svatoňovic dále k pruským hranicím do Královce. 1. srpna 1868 byl zprovozněn úsek dráhy mezi Svatoňovicemi, Poříčím a Královcem, 29. října 1870 yl uveden do provozu poslední úsek odbočky SNDVB mezi Poříčím a Trutnovem. Od té doby bylo zajištěno železniční spojení mezi Josefovem a Trutnovem. V roce 1870 měla stanice pouhé tři dopravní koleje, jednu manipulační, dvě kusé u skladů, také vlečku do cukrovaru na jaroměřské straně a první české akciové strojírny (dnes ZVU) na straně pardubické. Cukrovar byl vystavěn v roce 1863, strojírna o šest let později.
Teprve až v roce 1871 byla postavena první reprezentativní staniční budova (jednalo se o rozšíření původní budovy z roku 1857 podle návrhu Rudolfa Freye ve stylu ÖNWB), neboť vojenská pevnost byla zrušena po debaklu při bitvě u Hradce Králové v roce 1866. Budova pravděpodobně stála někde na úrovni dnešního druhého nástupiště. Doprava na nádraží byla zprvu zajišťována drožkami a později i omnibusy, což nejspíše ocenila movitější klientela. K hradeckým průkopníkům v této oblasti patřili nájemci a majitelé Grandhotelu.
Obec Kukleny měla po celá desetiletí zájem na transformaci nádraží, neboť se nacházelo na jejich území. 28. února 1872 poslala písemnou žádost na ministerstvo železnic a ředitelství drah s tím, aby se nádraží nazývalo „Kukleny-Hradec Králové“. Žádost byla zamítnuta, byť v následujících letech obec odeslala několik dalších žádostí, což samozřejmě mělo dopad na budoucí spolupráci s obcí. V roce 1910 byl přijat návrh na výstavbu mimoúrovňového přejezdu (dnešní kuklenský podjezd na jižním zhlaví), ovšem ten se měl nacházet v katastru obce, ta natruc s výstavbou nesouhlasila a to dalších devatenáct let.
V letech 1873–1874 byla zahájena doprava na části dráhy Rakouské severozápadní dráhy, zkráceně ÖNWB, mezi Chlumcem nad Cidlinou a Týništěm nad Orlicí, i tato dráha byla rovněž privátní železniční společností, jejíž síť se nacházela na území dnešního Česka a Rakouska.
Úsek dráhy mezi Chlumcem nad Cidlinou a královéhradeckým nádražím byl uveden do provozu 4. října 1873, od té doby bylo zajištěno železniční spojení mezi Prahou, respektive prozatímním koncovým nádražím na Rohanském ostrově, od roku 1875 Prahou-Těšnovem a Hradcem Králové přes Velký Osek a Nymburk.
Zbývající část dráhy do Lichkova přes Kyšperk, Týniště nad Orlicí a Slezské Předměstí byla slavnostně otevřena 10. ledna 1874.
14. prosince 1873 vyjel z Hradce Králové výstrojní vlak, který byl spřažen s parní lokomotivou „Vitruvius“. Tento vlak údajně vezl nábytek a potřebný materiál pro všechny stanice nacházející se mezi Hradcem Králové a Kostelcem nad Orlicí, ovšem tato jízda je některými historiky zpochybňována. Dráhu z Týniště nad Orlicí do Chocně a Broumova vlastnila privátní železniční společnost StEG, provoz na této dráze byl zahájen 25. července 1875.

### Druhé nádraží

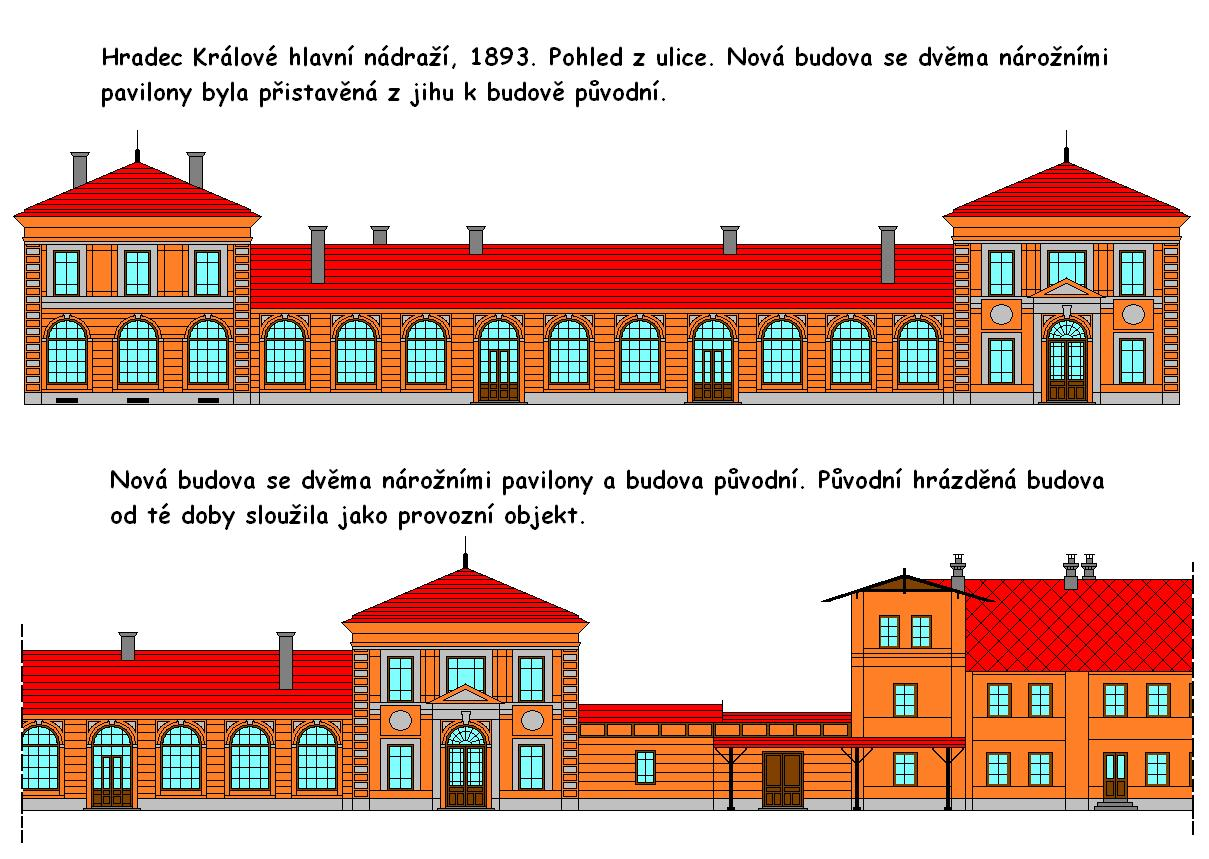
Budova se dvěma nárožními pavilony byla přistavěná v roce 1893 z jihu k budově původní. Původní hrázděná budova od té doby sloužila jako provozní objekt. Podobnou budovu dnes můžeme vidět v Turnově.

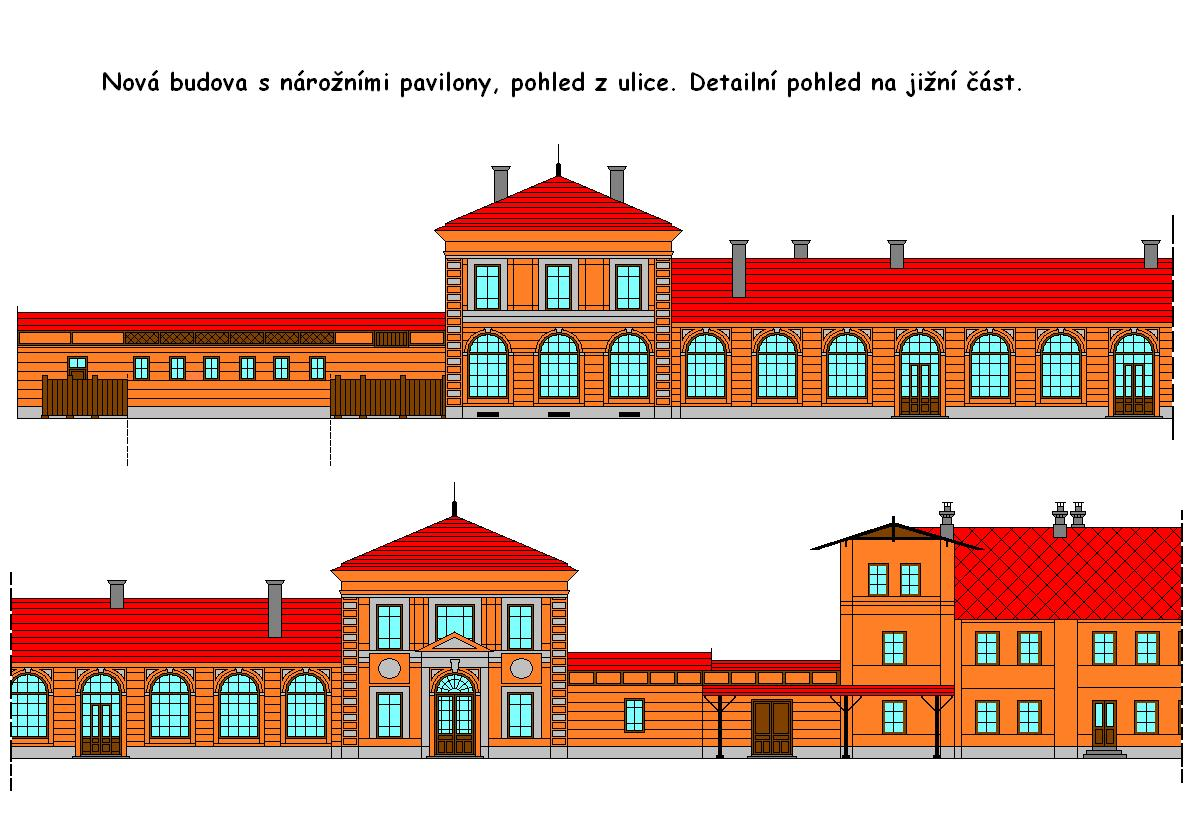
Detailní pohled na jižní část.

19. března 1882 byl zahájen provoz na části dráhy z Hradce Králové do Ostroměře, jež postavila a zprovoznila konkurenční společnost České obchodní dráhy (BCB). Tehdy došlo k propojení Jičína a Hradce Králové. Nádraží BCB a SNDVB nebyla původně propojena, přestože z nádraží BCB vedla vlečka do cukrovaru. Společnost SNDVB se obávala ztrát v drážní dopravě, proto končily BCB v Plotištích nad Labem a až později se mohly napojit do nádraží ÖNWB. V Plotištích byla vystavěna výtopna s točnou pro otáčení lokomotiv. Společnost ÖNWB byla v podstatě dceřinou společností v té době již delší dobu existující SNDVB. Spojení Plotišť s Hradcem Králové bylo uskutečněno až 20. srpna 1906, do té doby se na nádraží chodilo pěšky. Úsek dráhy z Ostroměře do Jičína vlastnila společnost ÖNWB, která tento úsek provozovala od 17. prosince 1871.
Úsek dráhy z Jičína do Turnova byl vystavěn mnohem později. Vlastníkem dráhy byla Státem garantovaná místní dráha, provozovatelem dráhy pak Císařsko-královské státní dráhy.
Provoz na tomto úseku byl zahájen 19. října 1903, avšak k propojení obou úseků nedošlo okamžitě. V roce 1925 byl úsek dráhy mezi Jičínem a Turnovem zestátněn, mezi oběma tratěmi byla zřízena spojka v roce 1927, kdy vlastníkem i provozovatelem všech úseků dráhy byl stát. Od roku 1886 započala „vlaková pošta“ přepravu poštovních zásilek mezi Hradcem Králové, Velkým Osekem a Kyšperkem, v té době se jednalo o pouhé doprovázení zaplombovaných poštovních pytlů s korespondencí poštovním průvodčím, skutečná vlaková pošta začala sloužit až od roku 1898. Rychlý rozvoj železniční sítě do roku 1894 vyžadoval další strukturální změny v prostoru stanice, kdy byla kupříkladu postavena nová administrativní budova k jižní straně budovy té původní (1893). Jednalo se o budovu s patrovými krajními křídly. V té době měla stanice osvětlená nástupiště a dvě nádražní budovy. Původní budova sloužila provozním účelům, byly zde byty a kanceláře, druhá budova sloužila jako odbavovací. Ze staniční statistiky společnosti ÖNWB za rok 1893 vyplývá, že tehdejší stanice obsloužila 71 120 cestujících, 7 451 vojáků, odbavila 171 tun zavazadel, 424 tun spěšnin, 44 390 tun nákladu a to s celkovým příjmem 127 831 zlatých.

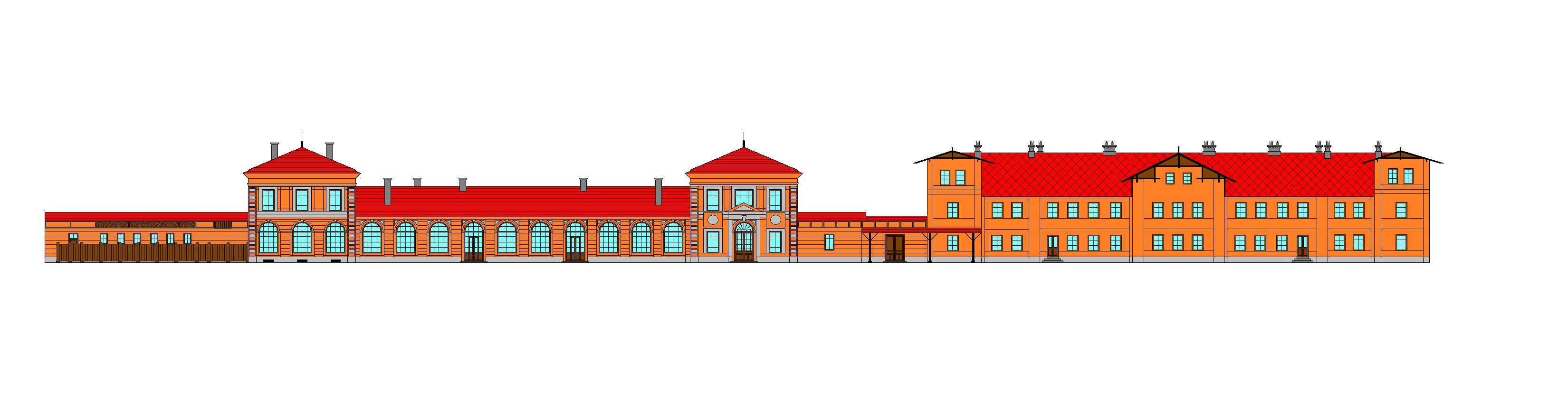
Panoramatický pohled na nádražní budovy po roce 1895.

Kolejiště stanice bylo rozšířeno v letech 1897, 1900 a 1923 až 1925. Výtopna pro 35 lokomotiv byla postavena v roce 1901 Johannem Čermákem z Jaroměře, administrativní budova depa o rok později. V roce 1907 bylo ve stanici 13 dopravních kolejí a dvě příjezdné koleje, které zaúsťovaly do výtopny s točnou, rovněž vlečky do cukrovaru a strojírny, další rozšíření a renovace stanice proběhly v následujících letech. V témže roce proběhla velká stávka drážních zaměstnanců společností ÖNWB a SNDVB , po dobu dvou týdnů byla doprava úplně zastavena. ÖNWB neměla zájem na dalším rozvoji železniční sítě a to kvůli plánovanému zestátnění, stávkujícím nakonec ustoupila. Plánované zestátnění tak bylo realizováno v bližším termínu. V roce 1909 byly soukromé rakouské železniční společnosti SNDVB, ÖNWB, BCB a StEG zestátněny Císařsko-královskými státními drahami (kkStB). V roce 1910 bylo ve stanici vybudováno zabezpečovací zařízení, které bylo tvořeno vjezdovými a odjezdovými návěstidly, předvěstmi, též byly nahrazeny petrolejové svítilny elektrickým osvětlením. V době první světové války se rakouské železnice postupně zcela podřídily potřebám armády, kdy došlo k zavedení tzv. válečného grafikonu, který znamenal radikální omezení civilní osobní dopravy. Po první světové válce, zániku Rakousko-Uherska a vzniku Československa se kkStB, potažmo Rakouské státní dráhy rozdělily do státních drah nástupnických států. V roce 1918 vznikly Československé státní dráhy. Podle Vilímkova jízdního řádu republiky československé z let 1918/1919 urazil rychlík vzdálenost 115 km mezi Prahou a Hradcem Králové za 2 hodiny 47 minut, vzdálenost mezi Hradcem Králové a Týništěm urazil osobní vlak za 37 minut. Tehdy byla trať Praha – Kyšperk v jízdním řádu pro cestující označená č. 54. Vzdálenost mezi Pardubicemi a Hradcem Králové urazil osobní vlak za 46 minut. Vzdálenost mezi stanicemi Hradec Králové a Josefov-Jaroměř taktéž za 46 minut. Tehdy byla trať Německý Brod – Seidenberg v jízdním řádu pro cestující označená č. 62. Vzdálenost mezi Hradcem Králové a Ostroměří urazil osobní vlak za 1 hodinu 58 minut. Tehdy byla trať Hradec Králové – Hořice – Ostroměř v jízdním řádu pro cestující označená č. 55.
1. března 1919 zavítal na královéhradecké nádraží papežský nuncius Valfré di Bonzo a to u příležitosti návštěvy královéhradeckého biskupa Dr. Josefa Doubravy. 1. února 1920 započaly státní Poštovní autobusy přepravu cestujících mezi nádražím a Novým Hradcem Králové. Vesměs se jednalo o suplování tehdy neexistující městské hromadné dopravy. Spojení města s nádražím bylo zajišťováno 20 jízdami v obou směrech s návazností na železniční dopravu. Jízda z města na nádraží trvala 5 minut. Jednalo se o autobusy tuzemské výroby Laurin & Klement, Praga a od roku 1927 také o autobusy Walter PN. Rychlost autobusů se pohybovala okolo 25 km/h, každý z nich byl vybaven poštovní schránkou. Zavedení státní autobusové linky se nelíbilo zejména místním povozníkům, kteří obstarávali osobní dopravu z města na nádraží. Podali písemnou žádost městské radě s tím, aby autobusová doprava byla okamžitě zastavena. Městská rada jim nevyhověla. Jízda z města na nádraží poštovním autobusem přišla na 2 Kč, avšak nikdo z povozníků nikoho nesvezl za méně než 8 Kč, mnohdy povozník požadoval i 15 Kč. 1. dubna roku 1920 byla linka poštovních autobusů prodloužena do Vysokého Mýta přes Býšť, Holice a Horní Jelení. 22. ledna 1921 přijela vlakem předsedkyně československého červeného kříže Alice Masaryková a to u příležitosti přednášky v městském muzeu. V roce 1924 byly zrušeny Schreberovy zahrádky, které se nacházely v prostorách před nádražím. 29. června téhož roku došlo k nehodě na železničním přejezdu v Plotištích, nákladní vlak č. 4156 zachytil jednospřežný kočár. Při incidentu nebyl nikdo zraněn, kůň musel být posléze utracen. Spolu s rozšířením kolejiště v roce 1925 byla vystavěna nová betonová rampa pro překládku zboží (stojí dodnes), původní překladištní budova byla záhy zbourána. 13. července 1926 přijel z Kostelce nad Orlicí rychlík č. 27, který byl doprovázen prezidentem republiky T. G. Masarykem, po několika minutách odejel do Prahy (T. G. Masaryk Hradcem Králové také projížděl dne 26. června 1929).
Teprve až v roce 1928 a to ve dnech 31. března až 2. dubna započaly tehdejší Autodráhy města Hradce Králové přepravu cestujících zkušebními jízdami na lince Kukleny – nádraží – Slezské Předměstí a to dvěma autobusy. Jednalo se o šestikolový autoomnibus Tatra a menší vůz Škoda. 20. září 1928 převzaly Autodráhy dva autobusy Škoda, o dva dny později byla provedena přejímací jízda po stanovené trase, které se zúčastnili členové městské rady. Podnik Autodráhy města Hradce Králové byl oficiálně založen 1. listopadu roku 1928, v týž den se uskutečnila další jízda Autodrah na trase od Grandhotelu na nádraží, prvním řidičem autobusu byl Alois Bartoš. 4. listopadu mohli cestující využít autobusy zadarmo a to u příležitosti otevření okresní nemocnice. 1. prosince započaly Autodráhy každodenní pravidelný provoz na lince Kukleny – Pražské Předměstí – Hradec Králové – Slezské Předměstí, cestující mohli v tento den využít autobusy zadarmo. Od 2. prosince byla zahájena pravidelná doprava na lince Hradec Králové, nádraží – Nový Hradec Králové. Ve své době se spíše jednalo o příměstské autobusové linky, než o městskou hromadnou dopravu, neboť stávající městské části byly v té době samostatnými obcemi. Rozvoj silniční dopravy do roku 1929 vyžadoval výstavbu železničního podjezdu mezi Pražským Předměstím a Kuklenami, rovněž úpravu plotišťského viaduktu s přilehlou silnicí, neboť v té době už nesplňoval podjezdnou výšku (byl zvednut o 45 cm).

### Třetí nádraží

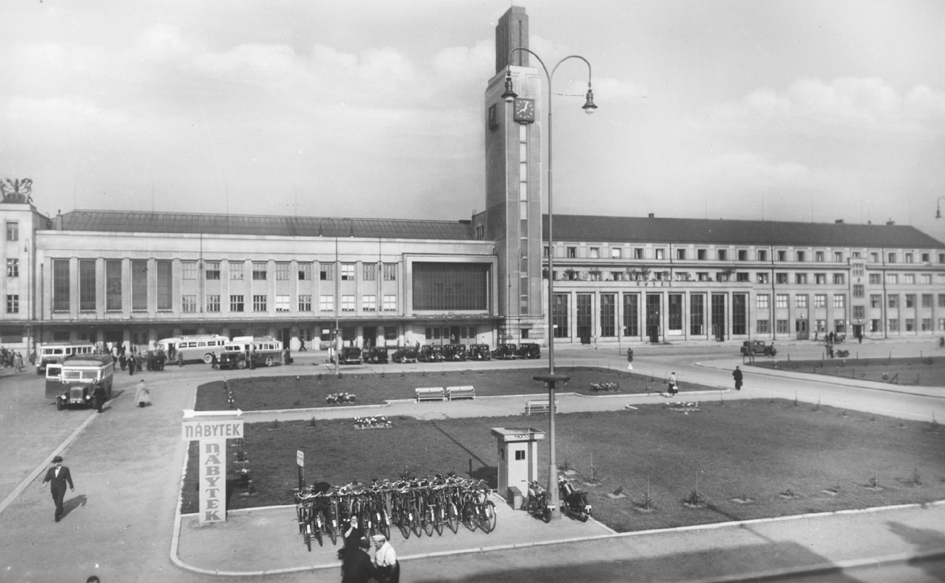
Stávající nádražní budova byla postavena za první republiky, cestujícím slouží od roku 1935. Snímek zachycuje dopravní situaci před nádražím koncem 30. let. 20. století.

Stávající staniční budovu, která se nachází v části Riegrova náměstí, navrhl v duchu funkcionalismu v letech 1928–1929 Ing. arch. Václav Rejchl ve spolupráci se svým bratrem Ing. arch. Janem Rejchlem. Statické výpočty zhotovila firma Dr. tech. ing. Hacar a Dr. tech. ing. Klouček. Stavbu uspíšila větrná smršť, která v červenci téhož roku poškodila původní nádraží. V roce 1929 začal základní výkop pro založení stavby. Samotná stavba byla zahájena roku 1930, trvala téměř 6 let. Stavbu vedl Ing. František Komárek, stavební práce prováděla firma ze Svobodných Dvorů téhož stavitele. O pět let později, dne 5. května roku 1935, oslavilo město Hradec Králové a železniční společnost inauguraci nové nádražní budovy. Původní nádraží odbavilo poslední motorový vlak č. 634 v 15.33, v 16.18 byl vlak č. 4108 odbaven v budově nové, cestující vycházeli podchodem. Před slavnostním otevřením přijel 16. dubna 1935 na hradecké nádraží salonním vozem generální ředitel čínských drah pan Huang, mimo jiné si prohlédl i novou nádražní budovu. Stavba byla dokončena v následujícím roce. Ve své době se jednalo o moderní multifunkční budovu, která patřila mezi nejmodernější ve střední Evropě. 152 metrů dlouhá monumentální stavba, rozkládající se na ploše 5 000 metrů čtverečních, byla rozdělena na dvě části střední hranolovou věží. V nádražní hale byla umístěna busta T. G. Masaryka, 21. února 1936 pak i pamětní bronzová deska s nápisem „Dostavěno k jubileu 85. narozenin prezidenta Osvoboditele T. G. Masaryka za ministra železnic Rudolfa Bechyně podle návrhu Ing. arch. V. Rejchla“. Hlavní průčelí budovy čítalo 41 okenních os, okna byla zdobena obrazy Merkura, okřídlených kol a znakem republiky (později městským znakem). Sedlová střecha vlevo od věže byla osazena ocelovým krovem se skleněnými výplněmi, zajišťující přirozené osvětlení odbavovací haly (mimo jiné už tenkrát byla zřízena posuvná plošina pro údržbu světlíku). V této části střechy vystupovalo sousoší od sochaře Josefa Škody, znázorňující dva světlonoše s okřídleným kolem. Dominantou nádražní budovy byla 46 metrů vysoká věž s hodinami, zakončena helmicí z měděného plechu, na jejímž vrcholu byl umístěn vodojem pro zásobování stanice vodou. Vnitřek věže tvořilo tříramenné schodiště, které přecházelo v kovové točivé. Vnější fasády budovy byly z brizolitu a pískovcových obkladových desek. Jižní křídlo nesla železobetonová konstrukce, severní křídlo bylo zděné, ze železobetonu byly pouze stropy, střecha byla pokryta pálenými střešními taškami. Výstavba přišla na 19 milionů korun. Staniční budova byla roku 1981 vyhlášena kulturní památkou. Severní část budovy ve své době sloužila jako obytná, nacházelo se zde několik nájemních bytů a hotel, jižní část budovy sloužila kancelářím a provozním prostorám (nutno poznamenat, že tato nádražní budova slouží cestujícím dodnes, vesměs neprošla výraznou stavební úpravou). Původní nádraží bylo zbouráno před rokem 1935. V souvislosti s výstavbou nádražní budovy a přestavbou kolejiště bylo ve stanici vybudováno elektromechanické zabezpečovací zařízení. Stavědlo 2, které se nacházelo na severním zhlaví (stojí dodnes) pocházelo z doby druhého nádraží, na jižním zhlaví bylo vybudováno přízemní stavědlo, které však sloužilo pouze do roku 1952 (stojí dodnes). V té době bylo jižní zhlaví vybaveno světelnými návěstidly typu Elektrosignál, severní zhlaví bylo v té době vybaveno mechanickými návěstidly, tato návěstidla byla nahrazena až v roce 1962. Během výstavby třetího hradeckého nádraží byl také vystavěn poštovní a telegrafní úřad č. 2 (1932–1934), který se nacházel v blízkosti jižního křídla přijímací budovy (stojí dodnes). V roce 1935 již jezdily motorové vlaky mezi Hradcem Králové a Kyšperkem. Rok po předání nádražní budovy cestujícím se uskutečnila druhá slavnost a to u příležitosti otevření osobního kolejiště, které se opět zúčastnil prezident Ředitelství drah dr. Nevole. Cestujícím byl předán odjezdový podchod a nástupiště. O několik minut později u druhého nástupiště zastavil osobní vlak č. 608, který byl spřažen s parní lokomotivou řady 354.109. 26. srpna 1937 projížděl stanicí zvláštní vlak, který byl doprovázen prezidentem republiky dr. Edvardem Benešem při cestě z Moravy. Prezident vyhlížel ze salonního vozu a pozdravil diváky na prvním nástupišti, ovšem samotné pozvání k návštěvě města Hradce Králové odmítl. 6. března 1939 přijel ministr dopravy gen. Alois Eliáš, odjel po pětadvaceti minutách.

Za války vytvořili hradečtí železničáři odbojový oddíl „Vraga“, který byl od roku 1943 ve spojení s partyzánskými oddíly „Vpřed“ a „Konstantin“. V závěru druhé světové války a to v letech 1944 až 1945 jezdily přes Hradec Králové pouze dva páry rychlíků. Jedním z nich byl R 27 na své trase z pražského hlavního nádraží přes Velký Osek, Chlumec nad Cidlinou, Hradec Králové, Týniště nad Orlicí, Častolovice, Kyšperk, Lichkov do Międzylesie. Pravidelný odjezd vlaku byl v 9.30, mimo jiné tehdy spoj urazil vzdálenost mezi Prahou a Hradcem Králové za 2 hodiny 21 minut, včetně mezilehlých zastávek. V té době byla trať (Praha) – Velký Osek – Hradec Králové – Lichkov v jízdním řádu pro cestující označená č. 502. V opačném směru jezdil spoj jako R 28. Druhý spoj představoval R 25 na své trase z pražského hlavního nádraží přes Velký Osek, Chlumec nad Cidlinou, Hradec Králové, Josefov-Jaroměř, Starkoč, Náchod, Teplice nad Metují do Meziměstí. Pravidelný odjezd vlaku byl ve 21.20. Trať Pardubice – Hradec Králové – Josefov-Jaroměř – Turnov byly v té době označena v jízdním řádu pro cestující číslem 503. V opačném směru jezdil spoj jako R 26. Tehdy urazil osobní vlak vzdálenost mezi Pardubicemi a Hradcem Králové za 33 minut, mezi stanicemi Hradec Králové a Josefov-Jaroměř za 30 minut. 

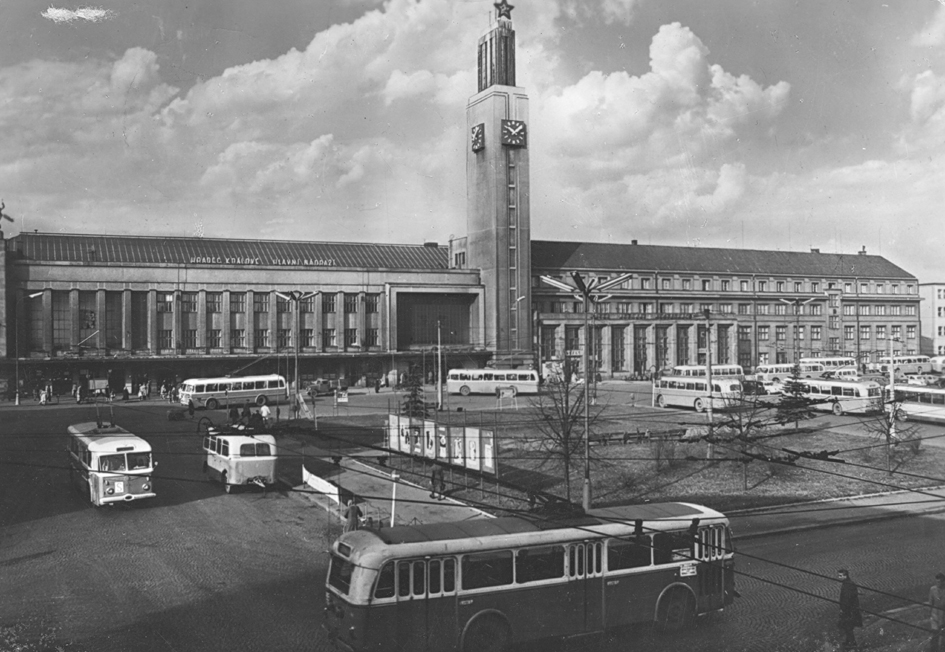
Dopravní situace před nádražím koncem 60. let 20. století. V té době byla na vrcholu věže umístěna pěticípá rudá hvězda, jakožto symbol komunismu. Od roku 1949 byla na dnešním Riegrově náměstí (dříve Fučíkovo) instalována trolejbusová trolej.

Po druhé světové válce se železnice opět ujaly Československé státní dráhy. V roce 1946 byly zaváděny nové motorové rychlíky z Prahy přes Hradec Králové do Broumova, vlaky byly vedeny soupravami složenými z motorových vozů řady M 274.0. V roce 1947 byl zaveden „Balt-Adria expres“ (137/138), jeho první slavnostní jízda se uskutečnila 4. května, vlak byl spřažen s parní lokomotivou řady 464.0. Ve své době spojoval Prahu Wilsonovo nádraží s Hradcem Králové, Kyšperkem, Lichkovem, Varšavou a Gdyní. V roce 1948 byla z nádražní haly odstraněna busta T. G. Masaryka, včetně bronzové pamětní desky, místo toho bylo prázdné místo osazeno bustou dělnického prezidenta Klementa Gottwalda. 22. února 1949 projížděl stanicí expres č. 137, který byl doprovázen reprezentačním týmem československého národního hokejového mužstva, který ve Stockholmu vybojoval titul mistrů světa. Expres se ve stanici zdržel asi 16 minut. 2. května 1949 byla otevřena první trolejbusová trať ve městě. Ve své době vedla od hlavního nádraží do Nového Hradce Králové. Doprava byla zajišťována čtyřmi trolejbusy typu Vetra-ČKD. V témže roce byly Autodráhy města Hradce Králové začleněny do Sdruženého komunálního podniku. V roce 1950 byl podnik přejmenován na Dopravní podnik města Hradce Králové, tehdy národní podnik. Týž rok byla na vrchol věže umístěna pěticípá rudá hvězda, jakožto symbol komunismu.

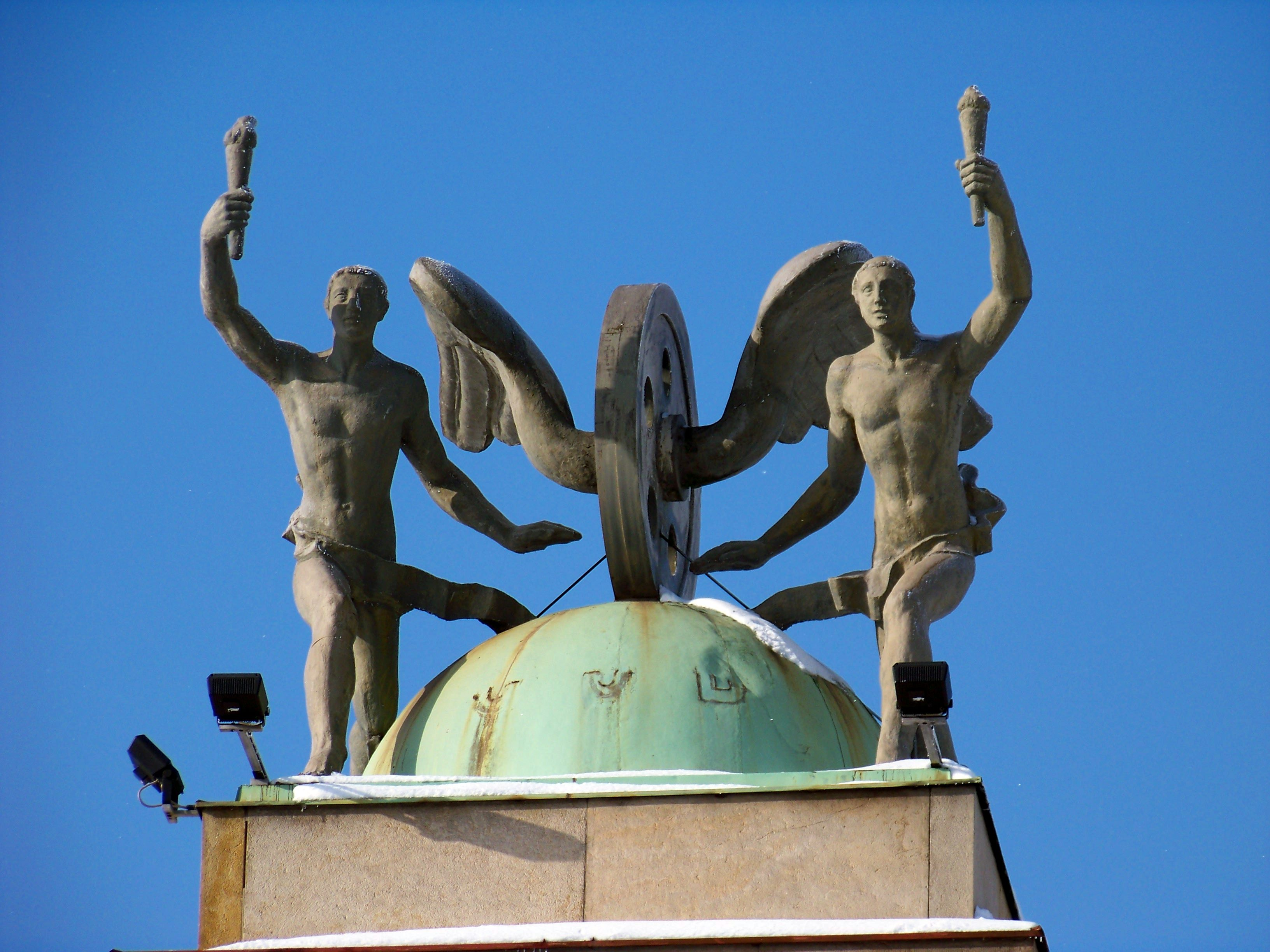
Sousoší světlonoši s okřídleným kolem od Josefa Škody na střeše nádražní budovy. (2010)

 Ovšem rok 1950 přinesl pro odbavovací halu hradeckého nádraží také hezkou výzdobu v podobě bývalých reklamních pásů, na které akademická malíř Břetislav Jüngling přenesl tzv. „výjevy“ z některých děl spisovatele Aloise Jiráska. O rok později byl na jižní část střechy umístěn znak pětiletky, směrem do náměstí pak nápis „S prezidentem Gottwaldem k socialismu“. 24. listopadu 1951 došlo na nádraží k nehodě. Osobní vlak č. 836 vjel na kusou kolej č. 10 a narazil do zarážedla, které rozbil, lokomotiva zastavila až na prvním nástupišti. Při incidentu bylo zraněno 45 cestujících, z toho 3 těžce. Odpovědnost za způsobenou havárii nesl strojvedoucí, který se domníval, že jede na jinou kolej. 5. května 1960 přijel na hradecké nádraží zvláštní vlak z Francie, který byl doprovázen členy Alexandrovova souboru písní a tanců. 21. června 1960 byla otevřena nová traťová spojka o délce čtyř kilometrů mezi Plačicemi a Opatovicemi nad Labem. Spojka začala sloužit zejména uhelným vlakům z Mostecka, které jezdí do opatovické elektrárny. Do té doby jezdily všechny tyto vlaky na hradecké nádraží a odtud pokračovaly do Opatovic, což mělo neblahé následky na plynulost dopravy. V roce 1962 bylo ve středovém obvodu stanice vybudováno reléové zabezpečovací zařízení. Vzhledem k tomu, že obslužný panel se od té doby nacházel v dopravní kanceláři, bylo výhybkářské stanoviště na „středu“ (č. 4) úplně zrušeno. V té době byla stará mechanická návěstidla nahrazena světelnými návěstidly sovětské výroby, v 80. letech pak novými návěstidly typu AŽD 70. Původně mělo být reléové zabezpečovací zařízení instalováno v celém obvodu stanice, ovšem po půlstoletí v roce 2014 sloužilo jen ve středovém obvodu. Do konce 50. let sloužila ve stanici také dvě výhybkářská stanoviště, stanoviště č. 3 se nacházelo u jižního zhlaví, stanoviště č. 5 se nacházelo u zhlaví severního, mezi rozběhem tratí na jaroměřské a týnišťské straně se také nacházelo závorářské stanoviště č. 7. Mimochodem v dřívějších dobách sloužil na stanici také stavědlový přístroj, který byl umístěn v plechové skříni na jižním křídle přijímací budovy. Umožňoval uvolnění místně stavěných výměn kolejové spojky mezi kolejemi č. 8 a 10 a. Průjezd vlaků ze severního zhlaví kolem 1. nástupiště na nástupiště 1 A nebyl možný, kolejová spojka tehdy sloužila výhradně posunu. Uvolnění klíčů ze stavědlového přístroje zajišťovalo stavědlo 1 na jižním zhlaví, přestavování výměn prováděl vedoucí posunu. V letech 1962 až 1963 byly na motorové rychlíky z Prahy do Broumova nasazovány motorové vozy řady M 262.0. 14. července 1964 přijela na královéhradecké nádraží Gusta Fučíková, a to u příležitosti besedy členů brigády socialistické práce Julia Fučíka. V témže roce byly mezi Hradcem Králové a Kyšperkem nasazovány nové motorové vozy řady M 240.0, byť do Velkého Oseka zvládaly vozbu osobních vlaků stále parní lokomotivy řady 354.7. V rámci předelektrizačních úprav byl ve dnech 30. srpna až 1. září roku 1965 nahrazen původní ocelový silniční most spojující město s Plotišti novým betonovým nadjezdem. 17. prosince 1965 byl na železniční trati mezi Pardubicemi a Hradcem Králové zahájen provoz v elektrické trakci (v té době byla trať označena číslem 3). V prosinci téhož roku byl zahájen provoz v elektrické trakci na železniční trati z Velkého Oseka mezi Chlumcem nad Cidlinou a Týništěm nad Orlicí (v té době byla trať označena číslem 2). Elektrický provoz na těchto tratích zahojovala lokomotiva řady E 669.1. Po zavedení nového vlakového jízdního řádu 1967/1968 byly na nově elektrizované tratě a to mezi Pardubicemi a Hradcem Králové, Nymburkem a Hradcem Králové nasazovány elektrické jednotky řady EM 475.1. V roce 1968 na protest proti okupaci železničáři rozřezali pěticípou rudou hvězdu o rozpětí tří metrů a váze 90 kg, která se v té době vyjímala na vrcholu nádražní věže, poté už se tam nikdy nevrátila. Po zavedení vlakového jízdního řádu 1970/1971 byly na motorové rychlíky z Prahy do Broumova a Letohradu nasazovány motorové vozy řady M 296.2. Do poloviny 70. let 20. století byly na hlavním nádraží k vidění elegantní parní lokomotivy řady 475.1, zejména v čele rychlíků Liberec – Brno. Tyto lokomotivy byly posléze nahrazeny novými motorovými lokomotivami, v té době částečně převzaly vozbu osobních vlaků v relaci Pardubice – Hradec Králové – Stará Paka – Liberec, Hradec Králové – Jičín – Turnov, ve druhé polovině 70. let v regionu zcela dosloužily. 31. května 1975 byla definitivně zrušena vlaková pošta, která do té doby jezdila v obou směrech mezi Prahou, Hradcem Králové, Letohradem a to ve vlacích č. 5201/2217. Od 30. května 1976 byl zaveden nový významný spoj EEx/Ex 6/7 „Praga“, který směřoval z Prahy přes Hradec Králové do Moskvy. Mezi Prahou a Hradcem Králové byl veden lokomotivou řady E 499.1, mezi Hradcem Králové a Międzylesie pak lokomotivou řady T 478.3. V letech 1978 a 1983 byl vystavěn objekt sloužící administrativě a zázemí depa. Roku 1980 byl oficiálně ukončen provoz parní trakce. 7. dubna 1993 byl zahájen provoz v elektrické trakci na zbývajícím úseku trati č. 031 z Hradce Králové do Jaroměře. V roce 2000, u příležitosti prezentace integrovaného dopravního systému (IDS) Hradec Králové – Pardubice, byly mezi Pardubicemi a Jaroměří nasazovány elektrické jednotky řady 471.

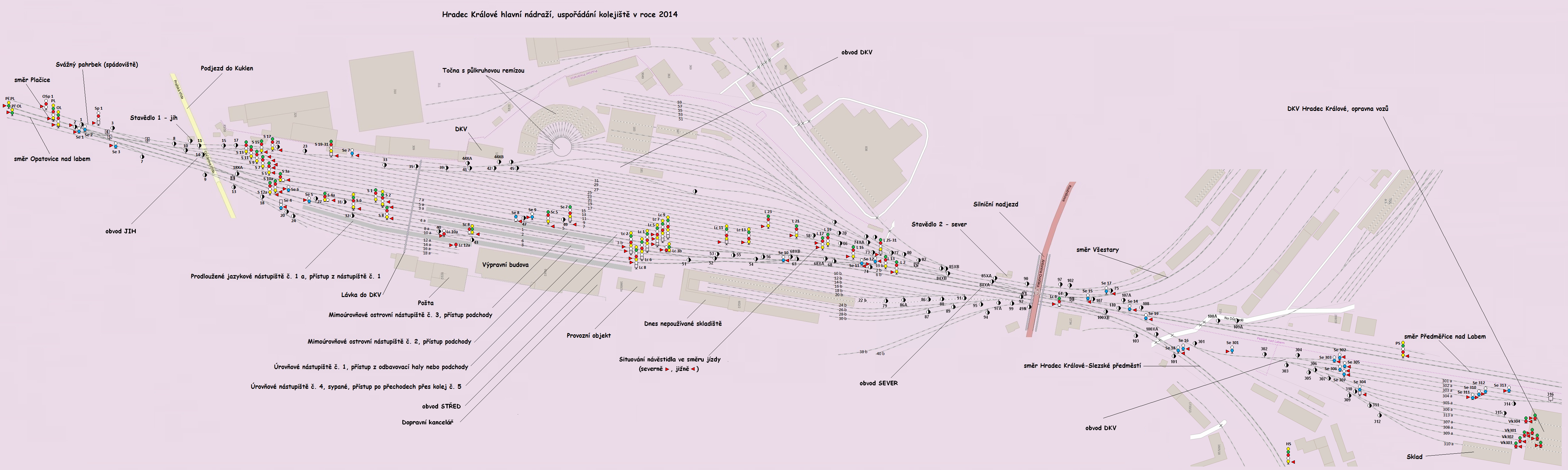
Uspořádání kolejiště v roce 2014.

V roce 2003 byla založena společnost OREDO (Organizátor REgionální DOpravy) v rámci zajištění základní dopravní obslužnosti Královéhradeckého kraje. Po mnohaletém úsilí, které vyvrcholilo v témže roce, se stanice dočkala částečné rekonstrukce nádražní budovy (rekonstrukci nádražní haly provedla v roce 2001 Orlická Stavební), kdy kupříkladu vzniklo ČD centrum a čekárna pro matky s dětmi, také došlo na opravu věžních hodin. Rekonstrukcí prošla i všechna nástupiště, na kterých byly vybudovány prosklené výtahy, které zajišťují bezbariérový přístup na nástupiště. V prostorách stanice se nachází několik obchodů s potravinami, tabákem, tiskovinami, ale i lékárna. Od 4. září 2006 (JŘ 2005/2006) byly na železniční trati č. 041 mezi Hradcem Králové, Jičínem a Turnovem nasazovány motorové jednotky řady 814. V letech 2006/2007 byly na rychlíkových spojích mezi Pardubicemi a Libercem a to v rámci zkvalitnění dopravy, rozšíření přepravní nabídky nasazovány motorové vozy řady 843 s přípojnými vozy ř. 043. Do roku 2008 sloužila autobusové dopravě plocha před nádražím, autobusové stanoviště Hradec Králové, žel. st. a Hradec Králové, aut. st. Koruna vzdálené asi 200 m jižně od nádražní budovy. Město Hradec Králové bylo jedno z největších českých měst, které nemělo vlastní autobusové nádraží. Jednalo se o stání se šikmým řazením, nastupovalo se z úrovně vozovky. Po dokončení přestavby Riegrova náměstí se autobusová doprava přesunula do nově vybudovaného Terminálu hromadné dopravy, který je vzdálen cca 300 metrů od hlavního nádraží. V prostorách před nádražím dnes zastavují pouze linky městské hromadné dopravy. Od 1. října 2012 (JŘ 2011/2012) byly na železniční trati č. 031 mezi Pardubicemi, Hradcem Králové a Jaroměří nasazovány nízkopodlažní elektrické jednotky řady 440 RegioPanter.. V roce 2013 byl do haly nádražní budovy umístěn klavír, na kterém si může kdokoliv z cestujících zahrát. Smyslem projektu Ondřeje Kobzy bylo šířit dobrou náladu, mimo jiné projekt Piána na ulici se ve své době rozšířil i do dalších českých měst. V roce 2014 byly mezi Pardubicemi a Hradcem Králové nasazovány motorové jednotky řady 844, ovšem pouze na méně vytížených spojích, zejména ve večerních hodinách.

## Popis stanice

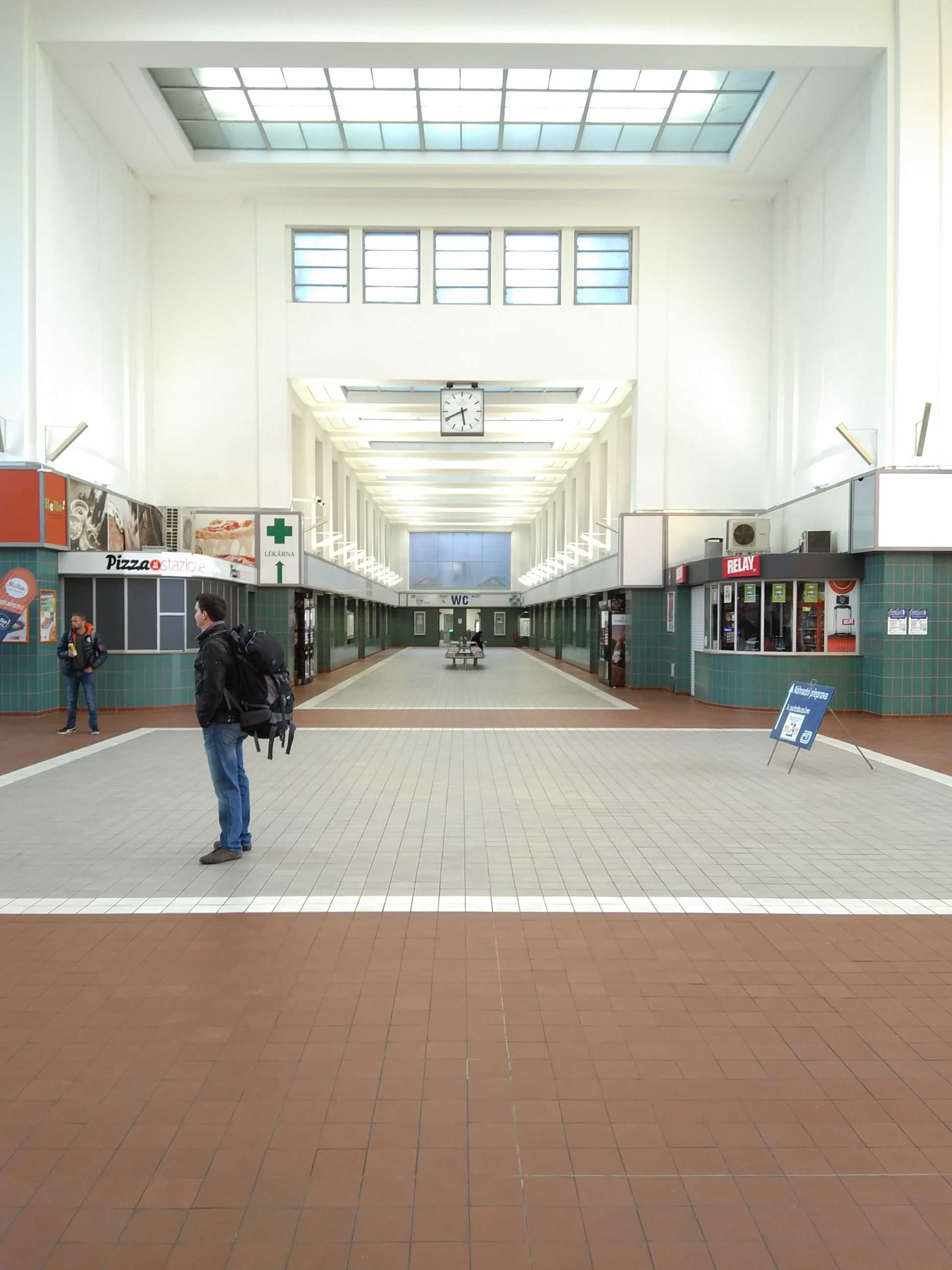
Hala nádraží v roce 2022

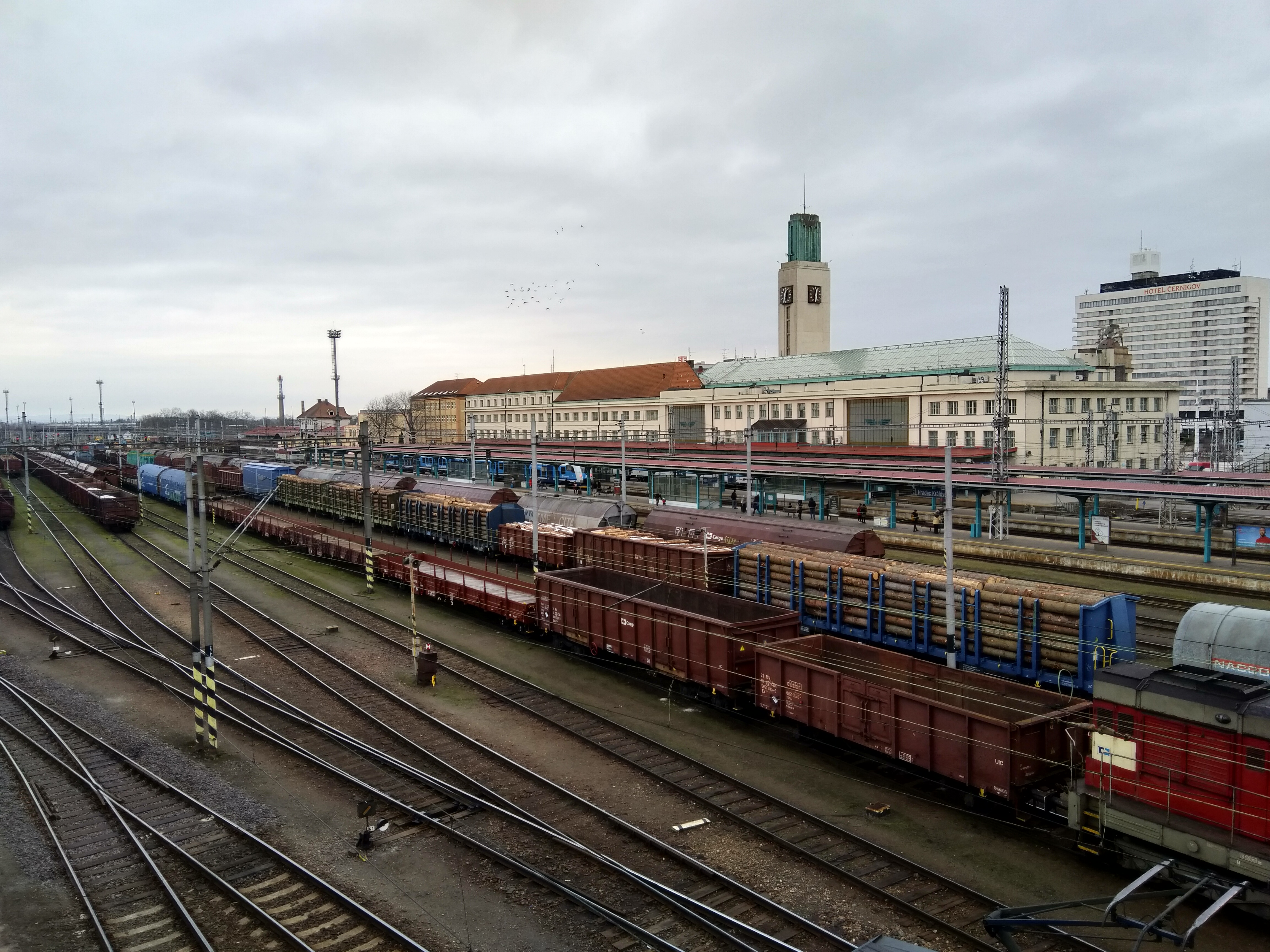
Kolejiště v roce 2022

Železniční stanice leží na jednokolejné trati Choceň – Velký Osek, jednokolejné trati Pardubice – Jaroměř, je odbočnou pro trať Hradec Králové – Turnov. Železniční trať Velký Osek – Choceň zaúsťuje do zhlaví severního a jižního, železniční trať Pardubice – Jaroměř – Liberec zaúsťuje do zhlaví severního a jižního, železniční trať Hradec Králové – Turnov zaúsťuje do zhlaví severního. Je stanicí smíšenou, seřaďovací, vlakotvornou. Výkonnost spádoviště v roce 2013 – počet relačních kolejí 11, denní výkonnost v rozposunovaných vozech (počet rozposunovaných vozů / den) 639.
Na stanici se také nacházelo DKV – provozní jednotka Hradec Králové (dnes OCÚ Střed – středisko údržby Hradec Králové).[zdroj?] Královéhradecké depo v minulosti obstarávalo rozsáhlý provoz parních lokomotiv řad 354.1, 354.7, 475.1 „Šlechtična“, 556.0 „Štokr“, motorových vozů řad M 131.1 „Hurvínek“, M 131.1, M 262.0, M 286.0, M 296.1, motorových lokomotiv řad T 466.0, T 478.3, T 478.4. V současné době provozuje zejména elektrické jednotky RegioPanter nebo motorové jednotky 814.[zdroj?] Součástí depa je i točna s půlkruhovou remízou, na severním zhlaví se nachází dnes nepoužívané skladiště, vlečka do ZVU, na stanici se nachází celkem sedm vleček, také myčka kolejových vozidel a opravna vozů. V blízkosti severního zhlaví při ulici Kydlinovská se také nachází muzejní expozice sdělovací a zabezpečovací techniky. Stanice je vybavena orientačními hlasovými majáčky pro nevidomé.
Mimo jiné se v Hradci Králové nachází i druhá méně významná železniční stanice Hradec Králové-Slezské Předměstí. Nachází se na trati Velký Osek – Choceň] v severovýchodní části města Hradec Králové-Slezské Předměstí. Také se zde nacházejí tři železniční zastávky. První zastávkou je Hradec Králové-Kukleny, nachází se mezi stanicí Hradec Králové hl. n. a odbočkou Plačice, druhou pak Hradec Králové zastávka, nachází se mezi stanicemi Hradec Králové-Slezské Předměstí a Hradec Králové hl. n. Obě zastávky se nacházejí taktéž na trati Velký Osek - Choceň. Poslední, třetí železniční zastávkou na území města jsou Plotiště nad Labem, nachází se na železniční trati Hradec Králové – Turnov.

### Informační systém
Stanice je vybavena hlasovým systém HIS od firmy MikroVOX, vizuálním informačním systémem VIS od firmy Starmon. Hlasový a vizuální informační systém byl původně vyvinut pod souhrnným názvem HaVIS. Jednalo o hlasový informační systém (HIS) od firmy MikroVOX a vizuální informační systém (VIS) od firmy Starmon Choceň. Je určen pro informování cestujících o vlakových spojích a to v podobě vizuální a zvukové. Vizuální informační systém je tvořen panely, které jsou sestaveny z aktivních prvků – LED diod. Hlasový informační systém je tvořen softwarem, který obsahuje rozsáhlou databázi zvukových segmentů. Staniční hlášení pro cestující, které je také namluveno v anglickém (Věra Pockley) a německém (Blanka Trčanová) jazyce namluvil český herec Václav Knop. Hlášení také kdysi začínalo znělkou Okolo Hradce.

### Nástupiště
Stanice má pět zvýšených betonových nástupišť, z toho dvě ostrovní nástupiště s průjezdnými kolejemi, čtyřmi nástupištními hranami. 1. A nástupiště se dvěma hranami se nachází u kusých kolejí, mezi kolejemi 10a, 12a s délkou 200 m. 1. jednostranné nástupiště se nachází u výpravní budovy s délkou 225 m. 2. nástupiště je umístěno mezi kolejemi č. 6 a 2 s délkou 256 m. 3. nástupiště je umístěno mezi kolejemi č. 1 a 5 s délkou 210 m u koleje č. 1. U koleje č. 5, na straně ke koleji č. 5 je také jedno jednostranné zvýšené betonové nástupiště s délkou 70 m. U dopravní koleje č. 7 je také zřízeno provizorní sypané nástupiště v délce 150 m, používá se při mimořádných událostech.
Nástupiště č. 1, 2, a 3 jsou zastřešena, propojena dvěma podchody. Třetí podchod je volně přístupný pouze pomocí výtahů na nástupištích, zajišťují tak bezbariérový přístup na nástupiště, také slouží služebním účelům. V bezprostřední blízkosti pošty a z čela 3. nástupiště na jižním zhlaví vedou schody na lávku, která vede do ZVU a DKV Hradec Králové. Používat lávku je cestujícím zakázáno.

### Dopravní koleje

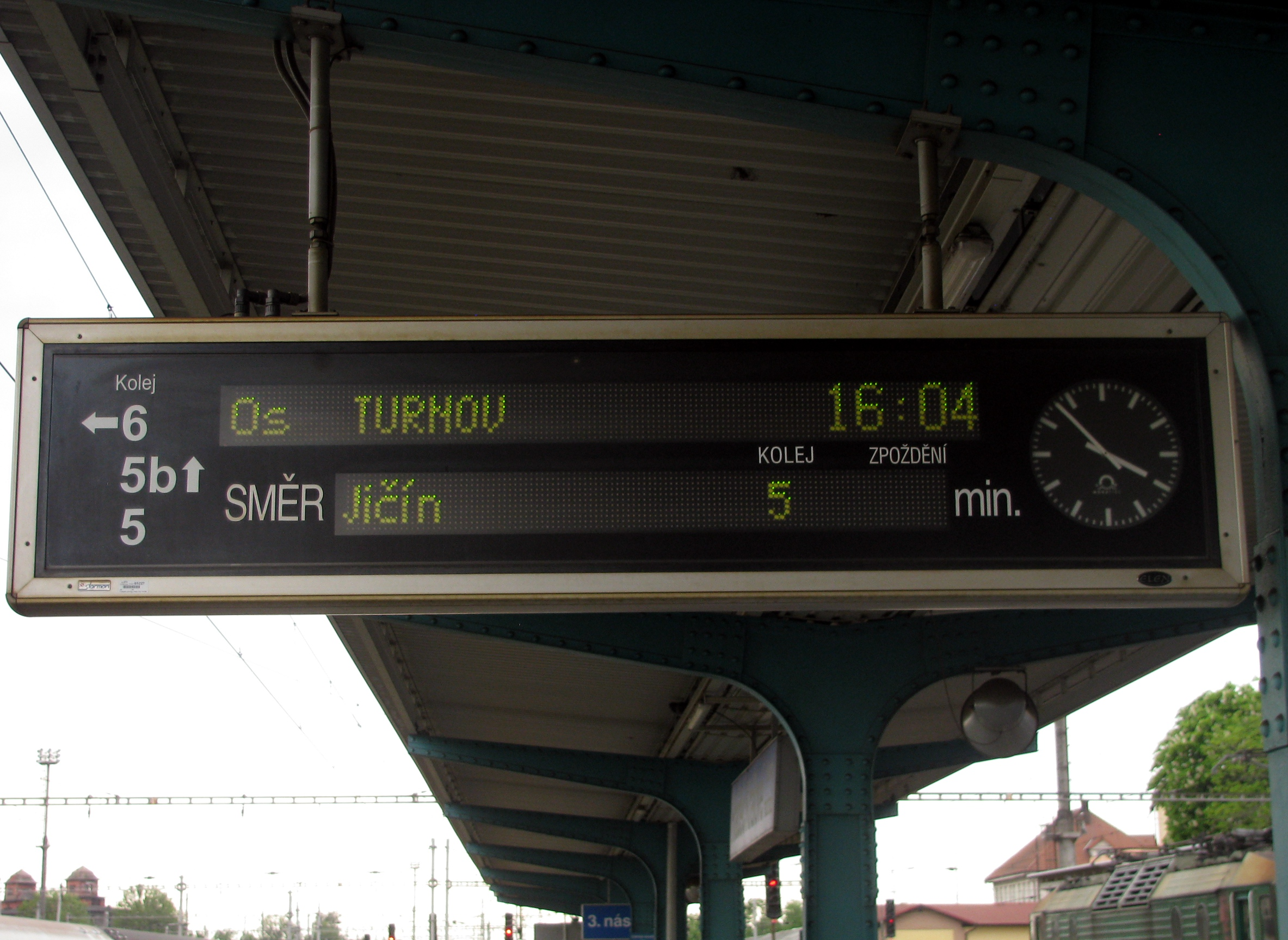
Ukazatel staničního informačního systému na severním konci 3. nástupiště. Pouze tato tabule ukazuje údaj „Kolej“, tím je uzpůsobena pro rozlišení vlaku přistaveného na průběžnou 5. kolej, na kusou kolej 5b nebo k nouzovému sypanému nástupišti u koleje 6 (ve skutečnosti se tam nachází kolej č. 7, kolej č. 6 se nachází mezi prvním a druhým nástupištěm). (2013)

- č. 12 a vjezdová a odjezdová kolej pro všechny vlaky směr Pardubice a Velký Osek, délka 259 m
- č. 10 a vjezdová a odjezdová kolej pro všechny vlaky směr Pardubice a Velký Osek, délka 213 m, — „ —
- č. 8 vjezdová a odjezdová kolej pro všechny vlaky všemi směry, délka 248 m k Sc 8, 344 m k S 8, — „ —
- č. 6 vjezdová a odjezdová kolej pro všechny vlaky všemi směry, délka 346 m, — „ —
- č. 6 b vjezdová a odjezdová kolej pro všechny vlaky ze směru Hradec Králové-Slezské Předměstí, délka 332 m, — „ —
- č. 4 a kusá odjezdová kolej pro lok. vlaky směr Opatovice nad Labem a Praskačka, délka 80 m
- č. 2 vjezdová a odjezdová kol. pro všechny vlaky, délka 315 m, — „ —
- č. 2 b vjezdová a odjezdová kol. pro všechny vlaky směr Jaroměř a Hradec Králové-Slezské Předměstí, délka 126 m, — „ —
- č. 1 vjezdová a odjezdová kol. pro všechny vlaky, délka 328 m
- č. 3 a kusá odjezdová kolej pro lok. vlaky směr Opatovice nad Labem a Praskačka, délka 175 m, — „ —
- č. 3 b kusá odjezdová kolej lok. vlaky směr Všestary, Předměřice nad Labem, Hradec Králové-Slezské Předměstí, délka 60 m, — „ —
- č. 5 a vjezdová a odjezdová kolej pro všechny vlaky všemi směry (seřaďovací), délka 295 m
- č. 5 — „ — , délka 179 m
- č. 7 vjezdová a odjezdová kolej pro všechny vlaky všemi směry, délka 564 m
- č. 7 a vjezdová a odjezdová kolej pro vlaky bez přepravy cestujících ze všech směrů a všemi směry (seřaďovací), délka 342 m, — „ —
- č. 7 b — „ — , délka 159 m
- č. 9 vjezdová a odjezdová kolej pro vlaky bez přepravy cestujících ze všech směrů a všemi směry (seřaďovací), délka 636 m, — „ —
- č. 11 — „ — , délka 614 m, — „ —
- č. 13 — „ — , délka 642 m, — „ —
- č. 13 b vjezdová a odjezdová kol. pro všechny vlaky, délka 35 m
- č. 15 vjezdová a odjezdová kolej pro vlaky bez přepravy cestujících ze všech směrů a všemi směry (seřaďovací), délka 764 m, — „ —
- č. 17 — „ — , délka 696 m, — „ —
- č. 19 odjezdová kolej pro vlaky bez přepravy cestujících, vjezdová kolej pro vlaky bez přepravy cestujících od Slezského Předměstí, Předměřic nad Labem a Všestar (seřaďovací), délka 489 m, — „ —
- č. 21 — „ — , délka 409 m
- č. 23 — „ — , délka 384 m, — „ —
- č. 25 odjezdová kolej pro vlaky bez přepravy cestujících (seřaďovací), délka 475 m,
- č. 27 — „ — , délka 352 m, — „ —
- č. 29 — „ — , délka 328 m, — „ —
- č. 31 — „ — , délka 370 m, — „ —
- č. 25 kusá kolej, délka 282 m, provozovatel ČD – DKV
- č. 53 — „ — , délka 275 m, — „ —
- č. 55 — „ — , délka 231 m, — „ —[3]

### Manipulační koleje
- č. 10 b délka 146 m[3]
- č. 12 b délka 152 m, — „ —

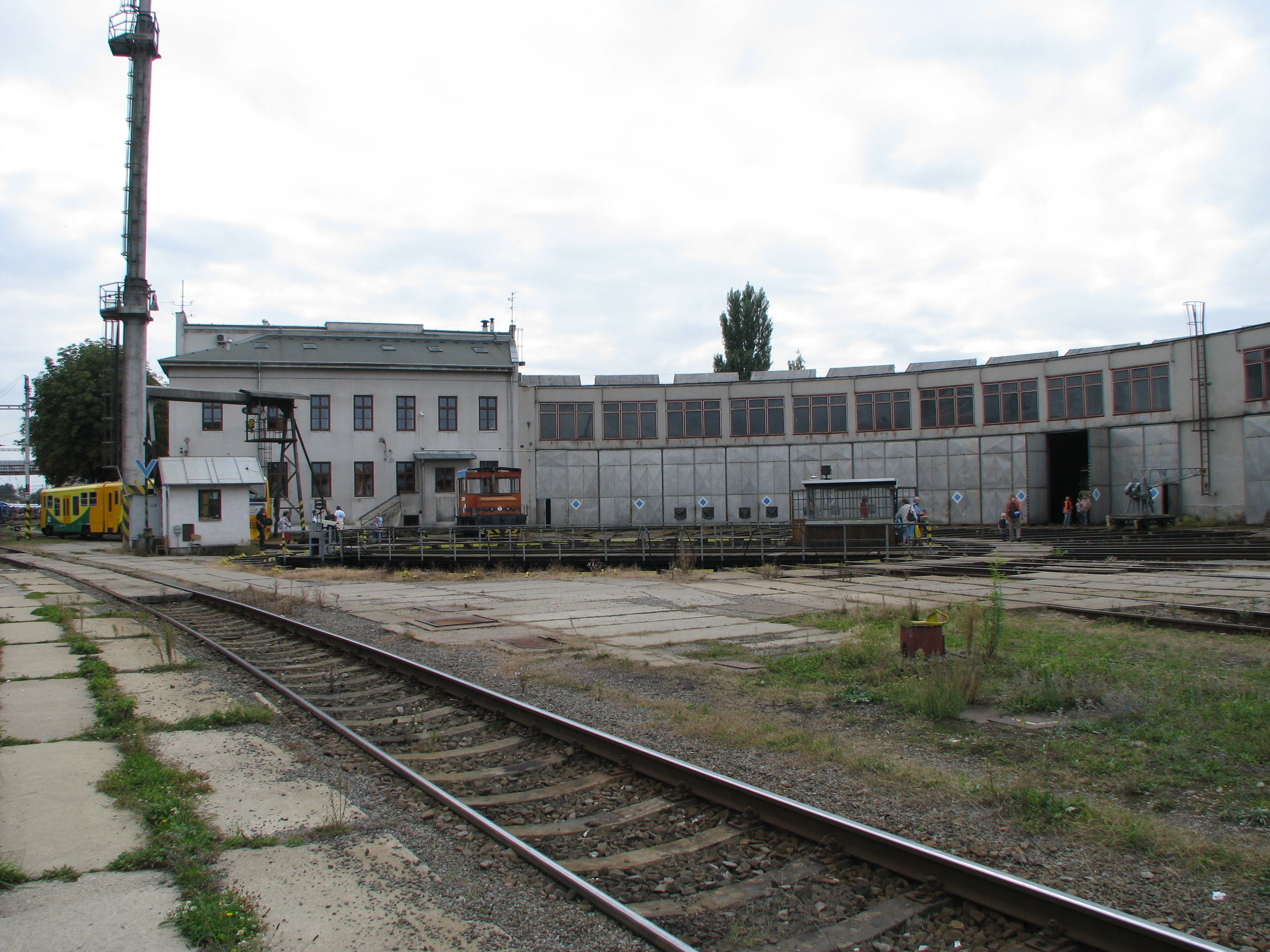
Točna s půlkruhovou remízou v obvodu depa, v Hradci Králové nazývaná též „rotunda“ (2011)

- č. 14 b kusá kolej pro odstavení osobních souprav, délka 175 m, — „ —
- č. 16 b bez trakčního vedení, délka 208 m, — „ —
- č. 18 b délka 189 m, — „ —
- č. 20 a kusá, pro potřeby SDC, délka 50 m, — „ —
- č. 20 b kusá, všeobecná nakládací a vykládací kolej, celní bez trakčního vedení, délka 208 m, — „ —
- č. 22 a kusá, pro potřeby SDC, délka 72 m, — „ —
- č. 22 b kusá kolej pro posilové osobní vozy bez trakčního vedení, délka 145 m, — „ —
- č. 24 b kusá, všeobecná nakládací a vykládací kolej, bez trakčního vedení, délka 259 m, — „ —
- č. 26 b kusá, všeobecná nakládací a vykládací kolej, bez trakčního vedení, délka 244 m, — „ —
- č. 28 b kusá kolej, délka 244 m, — „ —
- č. 30 b kusá kolej, bez trakčního vedení, délka 157 m, — „ —
- č. 38 b kusá, všeobecná nakládací a vykládací kolej bez trakčního vedení, pro kotlové vozy a vozy s výbušninami, délka 140 m, provozovatel SŽDC
- č. 40 b kusá kolej pro potřeby SNV, bez trakčního vedení, délka 123 m, — „ —
- č. 14 a kusá kolej pro soupravy os.vozů ,čekací kolej pro lokomotivy, délka 179 m, — „ —
- č. 16 a čekací kolej pro lokomotivy, délka 179 m, — „ —
- č. 18 a kusá kolej pro odstavené vozy, čekací kolej pro el. lokomotivy, délka 163 m, — „ —
- č. 59 kusá odstavná kolej, délka 186 m, — „ —
- č. 10 c (pardubický výtah) kusá kolej pro odstavování osobních vozů, délka 250 m, — „ —
- č. 13 c (předměřický výtah) výtažná kusá kolej pro posun, délka 658 m, — „ —
- č. 19 c (kuklenský výtah) výtažná kusá kolej pro posun, délka 630 m, — „ —
- plotišťský výtah výtažná kusá kolej pro posun s posunovací lokomotivou v posunovacím obvodu sever, délka 209 m, — „ —
- třebechovický výtah výtažná kusá kolej pro posun 3. posunovací lokomotivy, délka 400 m, — „ —

### Spojovací koleje
- spojka smí být obsazována speciálními a hnacími vozidly, slouží jako variantní vlaková cesta, délka 36 m[3]

### Trakční a proudová soustava
Stanice je elektrizovaná, trakční vedení je rozděleno na čtyři trakční úseky. V trolejové síti je stejnosměrný proud o napětí 3 kV.
Výška trolejového vedení ve stanici je 5,6 m, na vykládkových kolejích pak 6 m. Elektrizované jsou tratě Velký Osek – Choceň, Pardubice – Jaroměř. Severní zhlaví je vybaveno návěstidly pro elektrický provoz s návěstí „Připravte se ke stažení sběrače“, „Stáhněte sběrač“, „Zdvihněte sběrač“ a to pro směr jízdy od a do Předměřic nad Labem.

### Zabezpečovací zařízení ve stanici
V obvodech jižního a severního zhlaví je stanice vybavena elektromechanickým zabezpečovacím zařízením se světelnými návěstidly v závislosti na řídicím přístroji, umístěném v dopravní kanceláři. Ve středovém obvodu je stanice vybavena provizorním zabezpečovacím zařízením MOZAS, které je ovládáno z jednotného obslužného pracoviště, které je umístěného rovněž v dopravní kanceláři, také elektrickým ohřevem výměn (EOV). Jedná se o zabezpečovací zařízení 2. a 3. kategorie. Při výpadku proudu je zabezpečovací zařízení napájeno z náhradního zdroje.

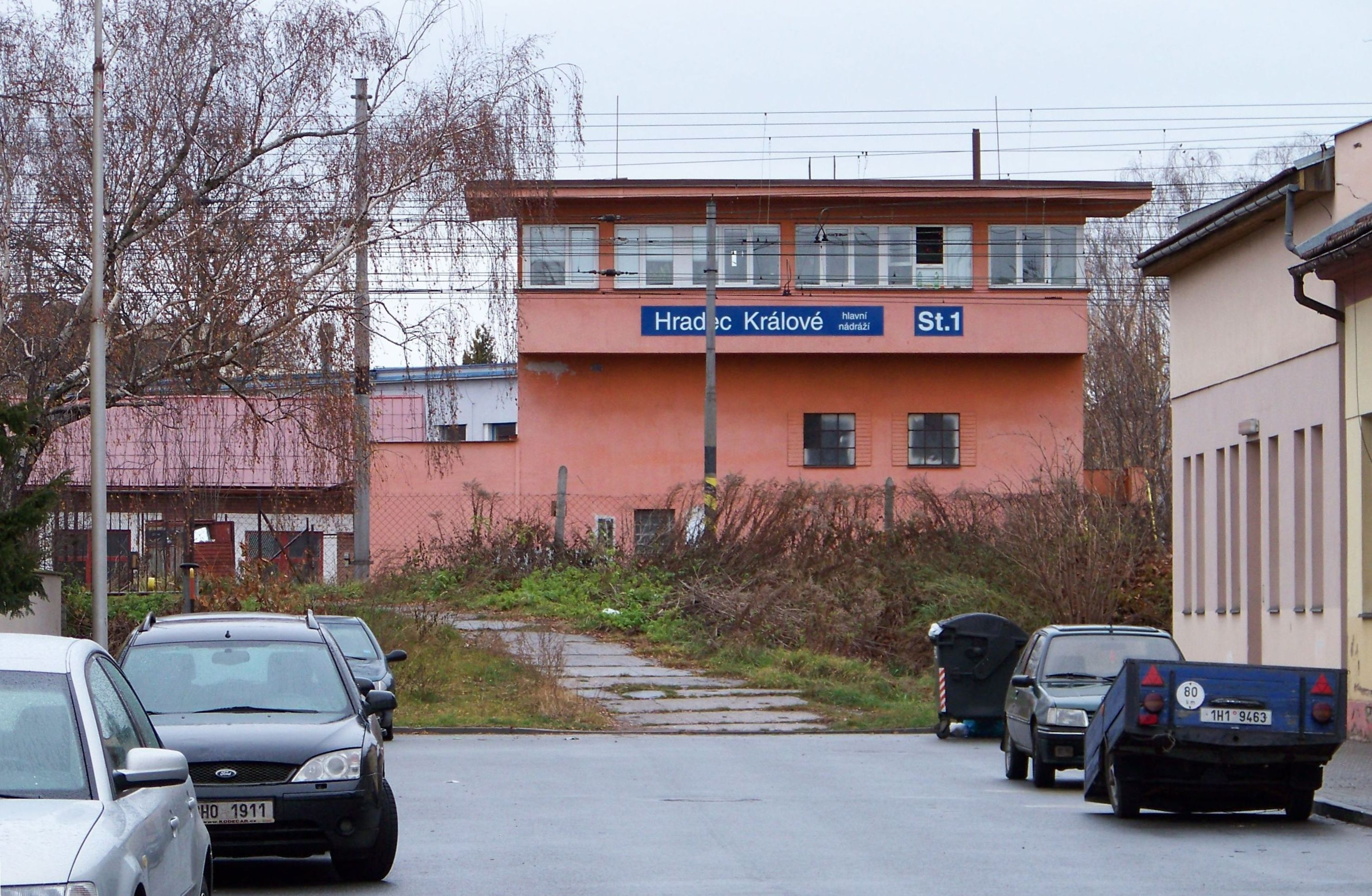
Stavědlo 1, z něhož se ovládají výměny výhybek na jižním zhlaví (2011)

V rámci jedné pracovní směny vykonávají službu současně dva výpravčí a to staniční výpravčí a traťový výpravčí. Vedoucím směny je traťový výpravčí, který je nadřízeným pracovníkem staničnímu výpravčímu, dále pak také vydává souhlasy k odjezdu vlaků ze stanice staničnímu výpravčímu. Staniční výpravčí řídí a organizuje jízdy vlaků v obvodu stanice, dále pak posun vlaků ve svém obvodu, obsluhuje traťové zabezpečovací zařízení, staniční zabezpečovací zařízení, je podřízen traťovému výpravčímu. Na jižním zhlaví stanice je umístěno stavědlo 1, na severním zhlaví stanice pak stavědlo 2, z nichž jsou ovládány výměny výhybek prostřednictvím výhybkářského stavědlového přístroje, který je závislý na řídícím stavědlovém přístroji umístěném v dopravní kanceláři.
Na stavědlech jsou signalisté (ve směně je každé stavědlo obsazeno dvěma signalisty, nebo jenom signalistou 2, který přejímá povinnosti signalisty 1), kteří na pokyn staničního výpravčího nebo osoby řídící posun přestavují výhybky, výkolejky, obsluhují seřaďovací a hlavní návěstidla, které jsou umístěny v obvodu příslušného stavědla. Signalisté jsou podřízeni staničnímu výpravčímu. V dopravní kanceláři také vykonává službu operátor železniční dopravy, který obsluhuje kamerový systém, informační a rozhlasové zařízení, ohlašuje změny v dopravě staničním zaměstnancům na příkaz traťového výpravčího. Všechny hovory mezi jednotlivými pracovišti jsou zaznamenávány záznamovým zařízením (PC), které je umístěno mimo dopravní kancelář, kontrolu tohoto zařízení provádí traťový výpravčí.

### Zabezpečovací zařízení v přilehlých mezistaničních úsecích
V přilehlých mezistaničních úsecích do Předměřic nad Labem a Všestar je provoz zabezpečován reléovým poloautomatickým blokem, zabezpečovacím zařízením 2. kategorie. V přilehlých mezistaničních úsecích do odbočky Plačice a Opatovic nad Labem-Pohřebačky je provoz zabezpečen automatickým hradlem, zabezpečovacím zařízením 3. kategorie. V přilehlém mezistaničním úseku do Hradce Králové-Slezského Předměstí je provoz zabezpečen telefonickým dorozumíváním, zabezpečovacím zařízením 1. kategorie.

### Klub železničních modelářů
Ve sklepních prostorách výpravní budovy hlavního nádraží sídlí klub železničních modelářů Hradec Králové, který každoročně pořádá tradiční podzimní výstavu. Návštěvníci zde mohou vidět jedno z nejstarších a největších kolejišť v Česku ve velikosti TT (1 : 120). Poprvé bylo vystaveno v roce 1983, mimo jiné i na mezinárodní výstavě v Lipsku.

## Historie železniční dopravy

### Cestovní časy mezi dvěma stanicemi z pohledu historie
Během několika desítek let vlaky výrazně zrychlily.
| období jízdního řádu | číslo tratě a celkový rozsah tratě                                                 | spojení mezi dvěma stanicemi             | druh vlaku | celkový čas *     |
| --- | ---------------------------------------------------------------------------------- | ---------------------------------------- | ---------- | ----------------- |
| relace Praha – Hradec Králové |                                                                                    |                                          |            |                   |
| 1902/1903 | 54 Praha – Mezilesí                                                                | Praha – Hradec Králové                   | R          | 2 hodiny 58 minut |
| 1918/1919 | 54 Praha – Kyšperk                                                                 | Praha – Hradec Králové                   | R          | 2 hodiny 47 minut |
| 1944/1945 | 502 Praha – Velký Osek – Lichkov                                                   | Praha – Hradec Králové                   | R          | 2 hodiny 21 minut |
| 1988/1989 | 020 Praha – Velký Osek – Hanušovice                                                | Praha – Hradec Králové                   | R          | 2 hodiny 7 minut  |
| 2013/2014 | 020 Praha – Velký Osek – Choceň                                                    | Praha – Hradec Králové                   | R          | 1 hodina 40 minut |
| relace Velký Osek – Hradec Králové |                                                                                    |                                          |            |                   |
| 1918/1919 | 54 Praha – Kyšperk                                                                 | Velký Osek – Hradec Králové              | Os         | 1 hodina 42 minut |
| 1944/1945 | 502 Praha – Velký Osek – Lichkov                                                   | Velký Osek – Hradec Králové              | Os         | 1 hodina 30 minut |
| 1988/1989 | 020 Praha – Velký Osek – Hanušovice                                                | Velký Osek – Hradec Králové              | Os         | 1 hodina 9 minut  |
| 2013/2014 | 020 Praha – Velký Osek – Choceň                                                    | Velký Osek – Hradec Králové              | Os         | 1 hodina 2 minuty |
| relace Hradec Králové – Třebechovice pod Orebem |                                                                                    |                                          |            |                   |
| 1918/1919 | 54 Praha – Kyšperk                                                                 | Hradec Králové – Třebechovice pod Orebem | Os         | 29 minut          |
| 1944/1945 | 502 Praha – Velký Osek – Lichkov                                                   | Hradec Králové – Třebechovice pod Orebem | Os         | 22 minut          |
| 1988/1989 | 020 Praha – Velký Osek – Hanušovice                                                | Hradec Králové – Třebechovice pod Orebem | Os         | 19 minut          |
| 2013/2014 | 020 Praha – Velký Osek – Choceň                                                    | Hradec Králové – Třebechovice pod Orebem | Os         | 16 minut          |
| relace Hradec Králové – Týniště nad Orlicí |                                                                                    |                                          |            |                   |
| 1918/1919 | 54 Praha – Kyšperk                                                                 | Hradec Králové – Týniště nad Orlicí      | Os         | 37 minut          |
| 1944/1945 | 502 Praha – Velký Osek – Lichkov                                                   | Hradec Králové – Týniště nad Orlicí      | Os         | 33 minut          |
| 1988/1989 | 020 Praha – Velký Osek – Hanušovice                                                | Hradec Králové – Týniště nad Orlicí      | Os         | 24 minut          |
| 2013/2014 | 020 Praha – Velký Osek – Choceň                                                    | Hradec Králové – Týniště nad Orlicí      | Os         | 24 minut          |
| relace Pardubice – Hradec Králové |                                                                                    |                                          |            |                   |
| 1918/1919 | 62 Německý Brod – Seidenberg                                                       | Pardubice – Hradec Králové               | Os         | 46 minut          |
| 1944/1945 | 503 Pardubice – Josefov-Jaroměř – Turnov                                           | Pardubice – Hradec Králové               | Os         | 33 minut          |
| 1988/1989 | 030 Pardubice – Turnov                                                             | Pardubice – Hradec Králové               | Os         | 29 minut          |
| 2013/2014 | 031 Pardubice – Jaroměř                                                            | Pardubice – Hradec Králové               | Os         | 28 minut          |
| relace Hradec Králové – Jaroměř |                                                                                    |                                          |            |                   |
| 1918/1919 | 62 Německý Brod – Seidenberg                                                       | Hradec Králové – Josefov-Jaroměř         | Os         | 46 minut          |
| 1944/1945 | 503 Pardubice – Josefov-Jaroměř – Turnov                                           | Hradec Králové – Josefov-Jaroměř         | Os         | 30 minut          |
| 1988/1989 | 030 Pardubice – Turnov                                                             | Hradec Králové – Jaroměř                 | Os         | 27 minut          |
| 2013/2014 | 031 Pardubice – Jaroměř                                                            | Hradec Králové – Jaroměř                 | Os         | 20 minut          |
| relace Hradec Králové – Trutnov |                                                                                    |                                          |            |                   |
| 1918/1919 | 62 Německý Brod – Seidenberg, 63 Josefov-Jaroměř – Libava, 101 a Teplice – Trutnov | Hradec Králové – Trutnov                 | Os         | 2 hodiny 41 minut |
| 1944/1945 | 503 Pardubice – Josefov-Jaroměř – Trutnov                                          | Hradec Králové – Trutnov                 | Os         | 2 hodiny 22 minut |
| 1988/1989 | 030 Pardubice – Turnov, 031 Jaroměř – Trutnov                                      | Hradec Králové – Trutnov                 | Os         | 1 hodina 57 minut |
| 2013/2014 | 031 Pardubice – Jaroměř, 032 Jaroměř – Trutnov                                     | Hradec Králové – Trutnov                 | Os         | 1 hodina 19 minut |
| relace Hradec Králové – Ostroměř |                                                                                    |                                          |            |                   |
| 1918/1919 | 55 Hradec Králové – Ostroměř                                                       | Hradec Králové – Ostroměř                | Os         | 1 hodina 58 minut |
| 1944/1945 | 503 f Hradec Králové – Turnov                                                      | Hradec Králové – Ostroměř                | Os         | 1 hodina 15 minut |
| 1988/1989 | 041 Hradec Králové – Turnov                                                        | Hradec Králové – Ostroměř                | Os         | 1 hodina 7 minut  |
| 2013/2014 | 041 Hradec Králové – Turnov                                                        | Hradec Králové – Ostroměř                | Os         | 49 minut          |
| relace Hradec Králové – Jičín |                                                                                    |                                          |            |                   |
| 1918/1919 | 55 Hradec Králové – Ostroměř, 57 Ostroměř – Jičín                                  | Hradec Králové – Jičín                   | Os         | 2 hodiny 35 minut |
| 1944/1945 | 503 f Hradec Králové – Turnov                                                      | Hradec Králové – Jičín                   | Os         | 1 hodina 48 minut |
| 1988/1989 | 041 Hradec Králové – Turnov                                                        | Hradec Králové – Jičín                   | Os         | 1 hodina 35 minut |
| 2013/2014 | 041 Hradec Králové – Turnov                                                        | Hradec Králové – Jičín                   | Os         | 1 hodina 20 minut |
| Vysvětlivky: R – rychlík nebo expres, Os – osobní nebo spěšný vlak, * celkový čas je pouze orientační, neboť v daném období se celkový čas u jednotlivých spojů nepatrně lišil z důvodu křižování vlaků, čekání vlaků v přípojných stanicích a podobně, podrobnější údaje lze dohledat ve služebních jízdních řádech |                                                                                    |                                          |            |                   |

### Významné spoje v letech 1971–2013

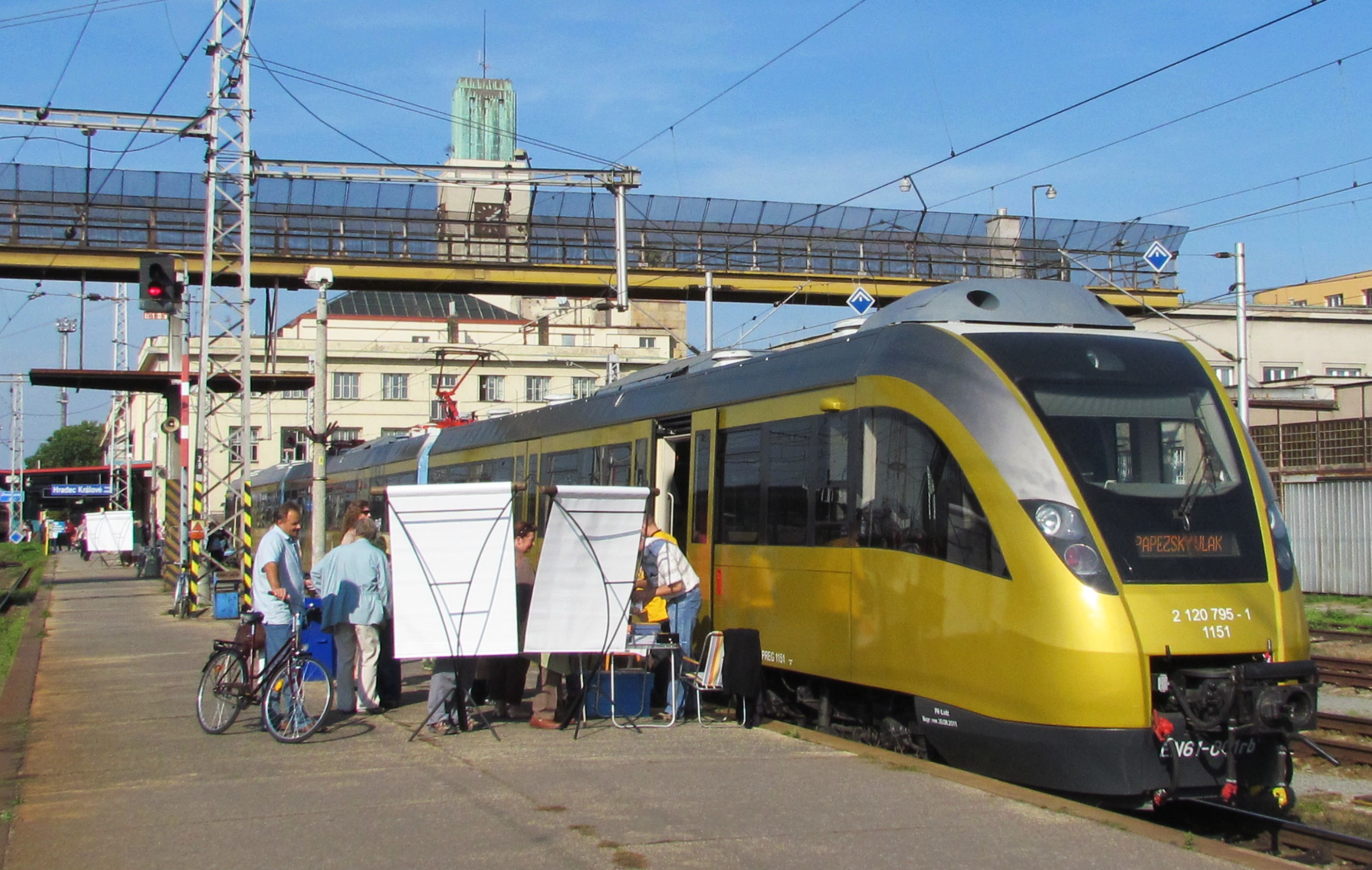
Papežský vlak Jana Pavla II. „Totus tuus“ na 1. A nástupišti v roce 2011

Všechny spoje byly zaváděny do páru pro opačné směry a to beze změn v trasování, pouze byly upraveny časové polohy spojů. Kupříkladu R 253 Bohemia v relaci Praha – Varšava, jezdil také v opačném směru jako R 252 Bohemia. Vzhledem k tomu, že některé spoje opakovaně jezdily v období následujícím beze změny, nejsou zde proto uvedeny.
Hlavní nádraží v minulosti obsluhovalo i dálkové mezinárodní spoje. V letech 1971/1972 byl jedním ze spojů R 22 Bohemia
na své trase z pražského hlavního nádraží přes Chlumec nad Cidlinou, Hradec Králové, Lichkov, Międzylesie, Vratislav, do Varšavy. V plánovaném řazení tohoto vlaku byly zařazeny přímé vozy, které spojovaly Prahu se Svinoústím, Gdyní a Štětínem. Pravidelný odjezd vlaku byl ve 21.19.
V letech 1977/1978 byl jedním ze spojů R 253 Bohemia na své trase z pražského hlavního nádraží, přes Chlumec nad Cidlinou, Hradec Králové, Lichkov Międzylesie do Varšavy. V plánovaném řazení tohoto vlaku byly zařazeny přímé vozy, které spojovaly Prahu se Svinoústím, Gdyní a Štětínem. Pravidelný odjezd vlaku byl ve 20.27. Týž rok jezdil i Ex 7 Praga na své trase z pražského hlavního nádraží přes Chlumec nad Cidlinou, Hradec Králové, Lichkov, Międzylesie, Varšavu, Brest do Moskvy. Mimo jiné v plánované řazení vlaku byly řazeny přímé vozy, které spojovaly Karlovy Vary s Moskvou a Kyjevem. Ve své době byla vnitrostátní přeprava vyloučena. Pravidelný odjezd vlaku byl v 0.48.
V letech 1978/1979, 1979/1980, 1980/1981, 1981/1982 jezdily rovněž mezinárodní rychlíky do Varšavy a Moskvy. Prvním byl R 253 Bohemia, druhým pak Ex 7 Praga.
V letech 1985/1986 byl jedním ze spojů R 253 Bohemia
na své trase z pražského hlavního nádraží přes Chlumec nad Cidlinou, Hradec Králové, Lichkov, Międzylesie, Vratislav do Varšavy. Mimo jiné v plánovaném řazení tohoto vlaku byly zařazeny přímé vozy, které spojovaly Prahu s Gdyní, Svinoústím a Štětínem. V témže roce jezdil i R 1480
na své trase z Margecan přes Hradec Králové, Liberec, Zittau do Lipska. Pravidelný odjezd vlaku byl ve 20.15. Také R 11953 Hořec
na své trase z pražského hlavního nádraží přes Hradec Králové, Trutnov do Svobody nad Úpou. Mimo jiné tento spoj byl určen výhradně rekreantům ROH. Také R 681 na své trase z Liberce přes Hradec Králové, Českou Třebovou, Brno do Bratislavy. Pravidelný odjezd vlaku byl v 9.09.
V letech 1988/1989 byl jedním ze spojů také R 480 Kriváň
na své trase z Košic přes Žilinu, Hradec Králové, Liberec, Zittau do Drážďan. Pravidelný odjezd vlaku byl ve 4.14. Týž rychlík jezdil i v letech 1985/1986.
V témže roce jezdil i R 253 Bohemia
na své trase z pražského hlavního nádraží přes Hradec Králové, Týniště nad Orlicí, Letohrad, Lichkov, Międzylesie, Vratislav do Varšavy. Mimo jiné v plánovaném řazení tohoto vlaku byly zařazeny přímé vozy, které spojovaly Prahu s Gdyní. Také R 681
na své trase z Liberce přes Hradec Králové, Českou Třebovou, Brno do Bratislavy. Pravidelný odjezd vlaku byl v 8.58.
V letech 1991/1992 byl jedním ze spojů R 255 Baltic
na své trase z pražského hlavního nádraží přes Hradec Králové, Týniště nad Orlicí, Miedzylesie do stanice Gdynia Główna. V témže roce jezdil i R 685 Liptov
na své trase z Liberce přes Hradec Králové, Pardubice, Přerov, Havířov do Košic. Pravidelný odjezd vlaku byl v 0.14.
Rychlík 255 Baltic jezdil i v letech 1993/1994 se změnou v trasování a to
z pražského hlavního nádraží přes Hradec Králové, Týniště nad Orlicí, Miedzylesie, Štětín do Svinoústí.
V letech 1998/1999 byl jedním z dalších spojů R 251
na své trase z pražského hlavního nádraží přes Chlumec nad Cidlinou, Hradec Králové, Týniště nad Orlicí, Náchod, Meziměstí, Valbřich do Vratislavi. V současné době slouží přeshraniční úsek železniční trati č. 291 z Meziměstí do Mieroszówa pouze nákladní dopravě. Týž rok jezdil i R 253 Bohemia
na své trase z pražského hlavního nádraží přes Hradec Králové, Týniště nad Orlicí, Miedzylesie, Vratislav do Varšavy.

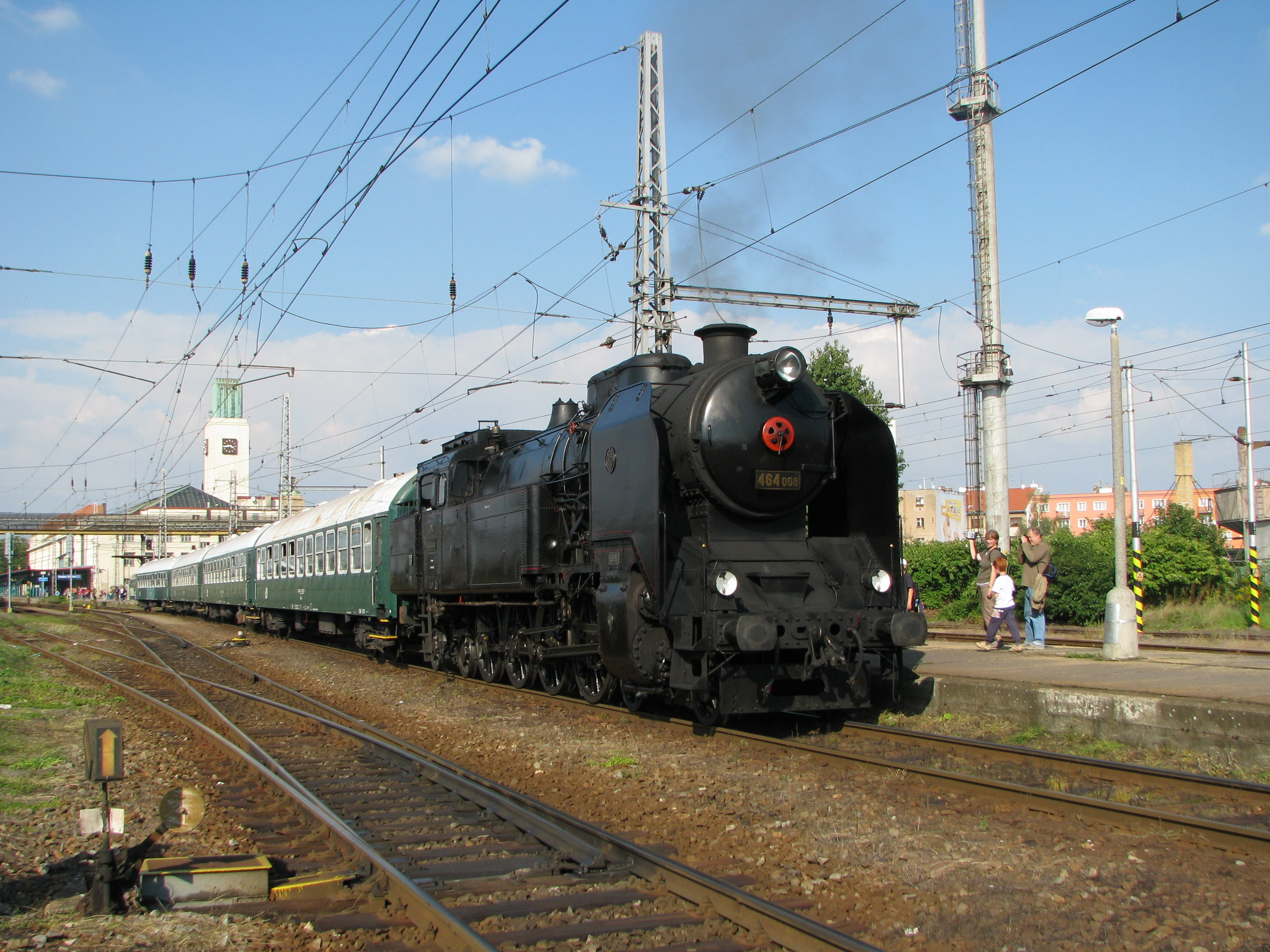
Parní lokomotiva řady 464.0 v čele zvláštního vlaku do Pardubic na 1. A nástupišti v roce 2011.

V letech 2000/2001 byl jedním ze spojů také R 255
na své trase z pražského hlavního nádraží přes Chlumec nad Cidlinou, Hradec Králové, Týniště nad Orlicí, Międzylesie do Vratislavi. Mimo jiné v plánovaném řazení tohoto vlaku byl v letním období zařazen přímý lůžkový vůz, který spojoval Prahu s Gdyní, městem, které se nachází na severu Polska v Pomořském vojvodství na břehu Baltského moře. Také Ex 550 Královéhradecký expres
na své trase z Hradce Králové přes Chlumec nad Cidlinou, Nymburk, Prahu do Plzně. Pravidelný odjezd vlaku byl v 7.42.
V letech 2004/2005 byl jedním ze spojů také R 377 Děvín na své trase z Františkových Lázní přes Prahu, Chlumec nad Cidlinou, Hradec Králové, Týniště nad Orlicí, Choceň do Bratislavy. Pravidelný odjezd vlaku byl v 1.55. V témže roce jezdil i Ex 561 Krakonoš na své trase z pražského hlavního nádraží přes Hradec Králové, Jaroměř do Trutnova. Pravidelný odjezd vlaku byl v 16.17. Týž expres jezdil i v letech 2005/2006.

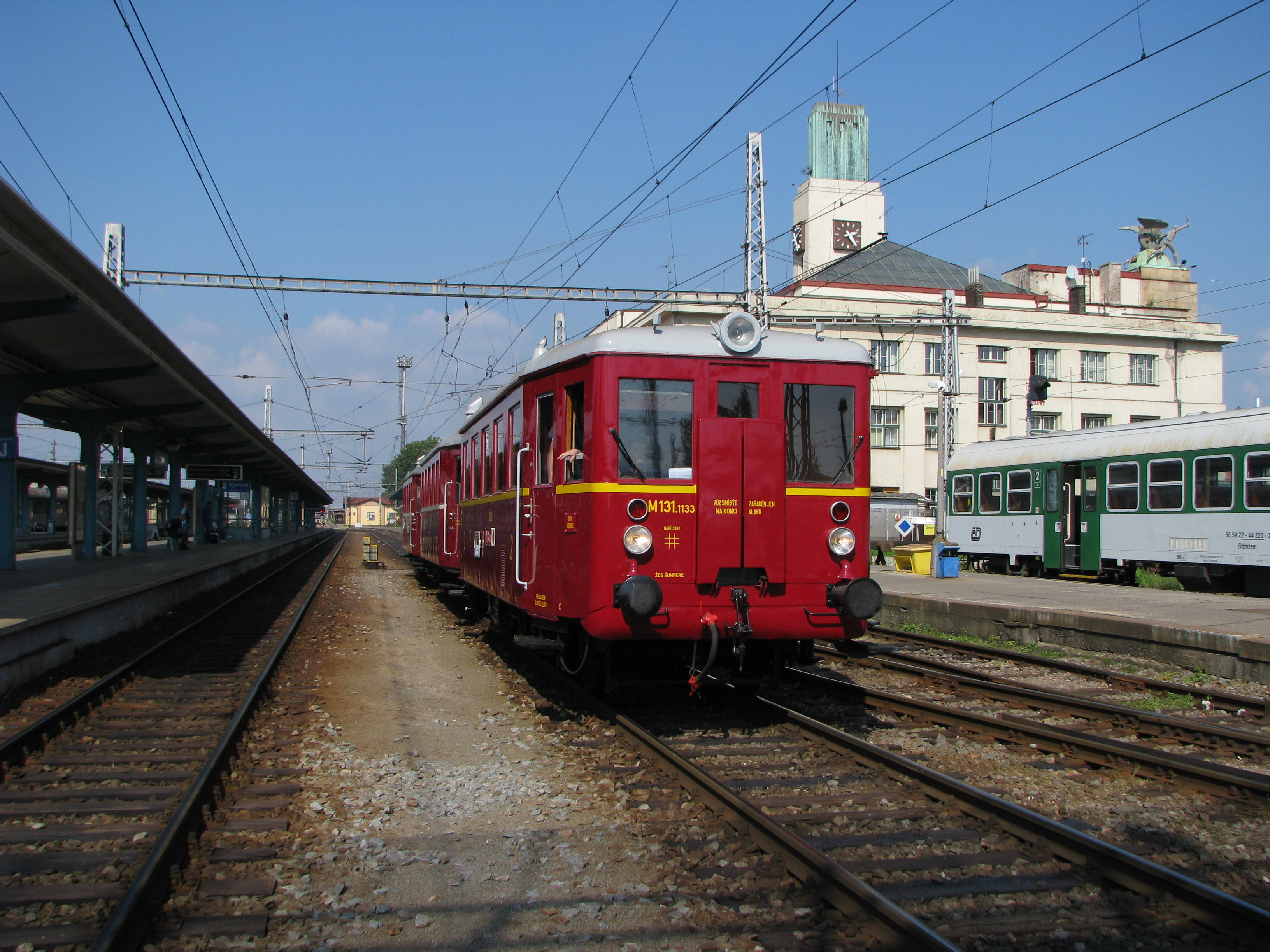
Motorový vůz řady M 131.1 pravděpodobně při odjezdu z prvního nástupiště v roce 2010.

V letech 2005/2006 byl jedním ze spojů také R 251
na své trase z pražského hlavního nádraží přes Hradec Králové, Týniště nad Orlicí, Letohrad, Lichkov, Międzylesie, Vratislav do Poznaně. Pravidelný odjezd vlaku byl v 16.02.
V letech 2008/2009 byl jedním ze spojů také R 251
na své trase z pražského hlavního nádraží přes Hradec Králové, Týniště nad Orlicí, Letohrad, Lichkov, Międzylesie do Vratislavi. Pravidelný odjezd vlaku byl v 9.05. Týž rok jezdil po stejné trase i R 253 s pravidelným odjezdem v 17.05.
V roce 2009, s příchodem nového jízdního řádu, se na královéhradeckém hlavním nádraží objevily polské lokomotivy řady EU07 společnosti PKP Intercity, kdy nešlo pouze o změnu ve vedení mezistátních rychlíků mezi Polskem a Českem. Tyto lokomotivy byly nasazovány i do čela spojů vnitrostátních, konkrétně na páru osobních vlaků mezi Pardubicemi, Týništěm nad Orlicí a Jaroměří, což nebylo zcela obvyklé. Šlo především o to, že mezi svými hlavními výkony, kupříkladu vedením mezistátních rychlíků R 408/409 Vltava z Katovic na pražské hlavní nádraží a zpět, nebudou kdesi postávat.
25. září 2011 přijel na královéhradecké hlavní nádraží Papežský vlak, pojmenovaný latinsky Totus tuus, česky Celý tvůj a to podle pastýřského motta papeže Jana Pavla II. Ve své době se jednalo se o jediný papežem vysvěcený vlak a jednu z nejmodernějších příměstských elektrických jednotek na polských železnicích. Vlak byl vesměs putovní výstavou mapující pontifikát papeže Jana Pavla II.

## Provoz
V současnosti (2014) hlavní nádraží obsluhuje pouze dálkové vnitrostátní, regionální spoje směřující kupříkladu do měst, jakými jsou: Choceň, Letohrad, Týniště nad Orlicí, Nové Město nad Metují, Poděbrady, Nymburk, Lysá nad Labem, Praha, Pardubice, Jaroměř, Dvůr Králové nad Labem, Turnov, Liberec, Česká Skalice, Trutnov, Náchod.
Co se nákladní dopravy týká, tak největší zastoupení zde má přeprava osobních automobilů z výrobního závodu firmy Škoda Auto pobočka Kvasiny. Objevují se zde zejména elektrické lokomotivy řady 150, 163, 130, 110, také dieselové lokomotivy řady 754, 742, 714, elektrické jednotky řada 440 v minulosti také řada 471, motorové jednotky kupříkladu řada 814, motorové vozy řady 854. Při nostalgických jízdách i parní lokomotivy.[ve zdroji nenalezeno]

## Galerie

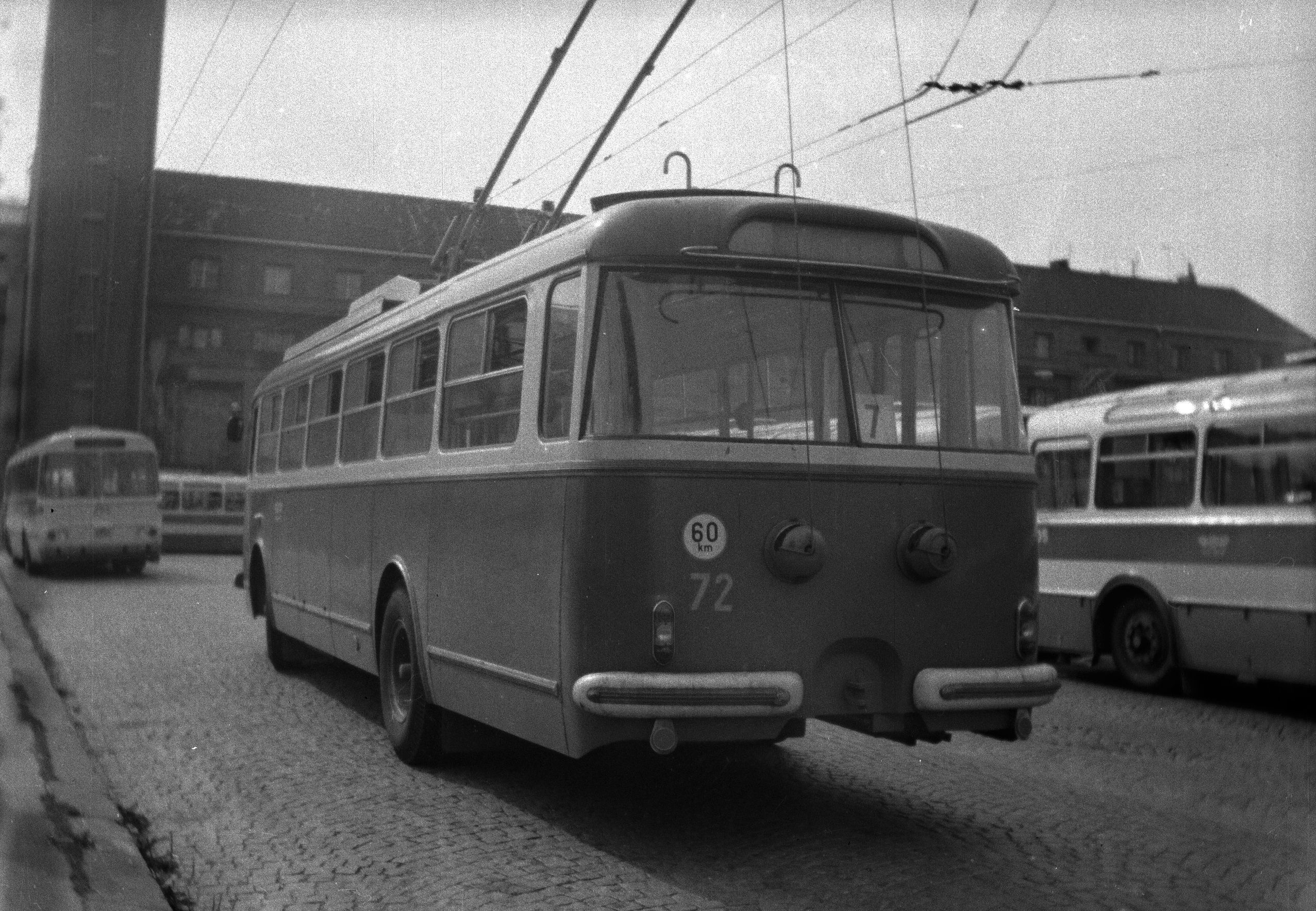
Riegrovo náměstí, u hlavního nádraží v roce 1981, trolejbus Škoda 9Tr.
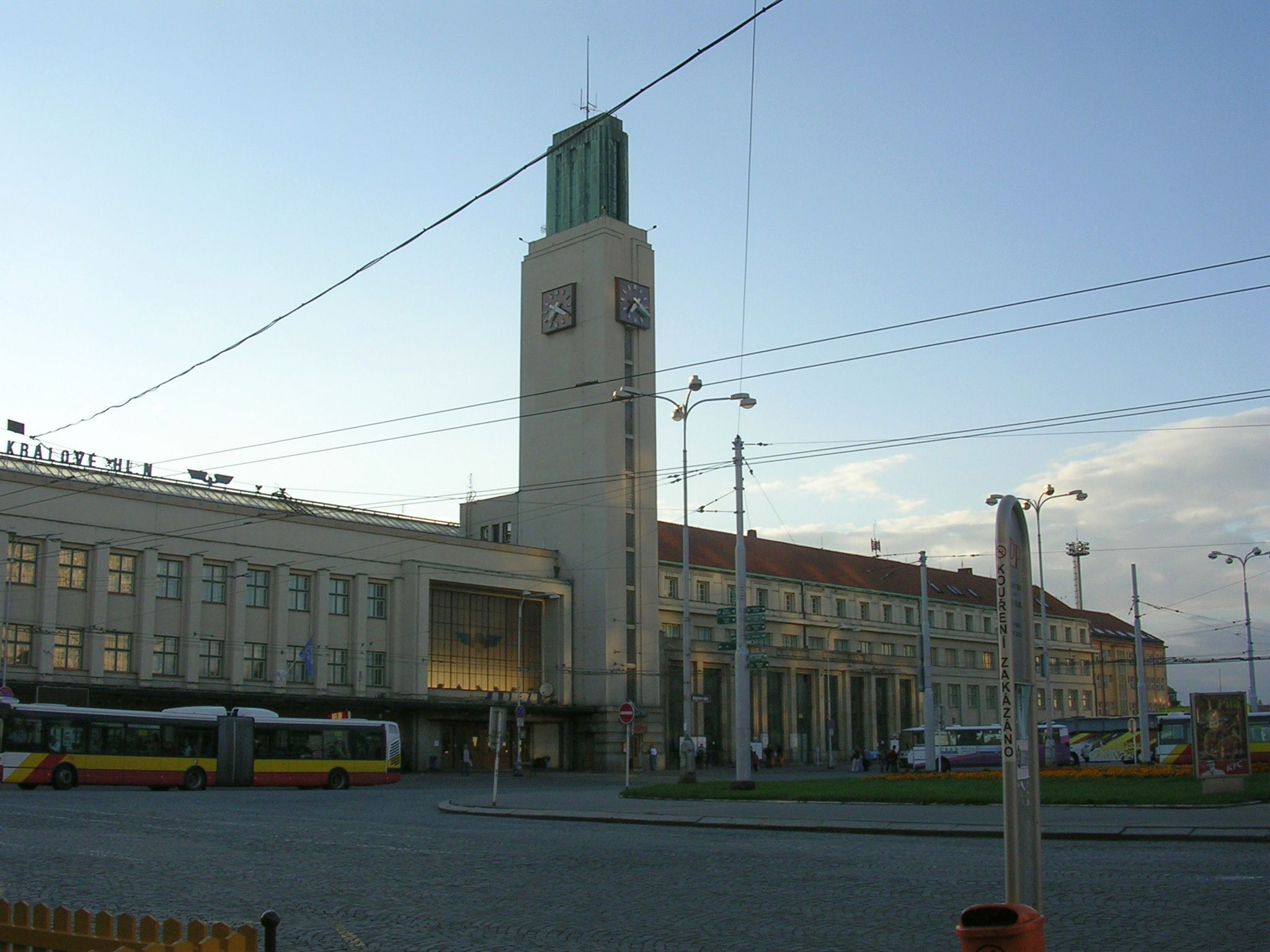
Pohled na nádražní budovu před přestavbou Riegrova náměstí v roce 2006.
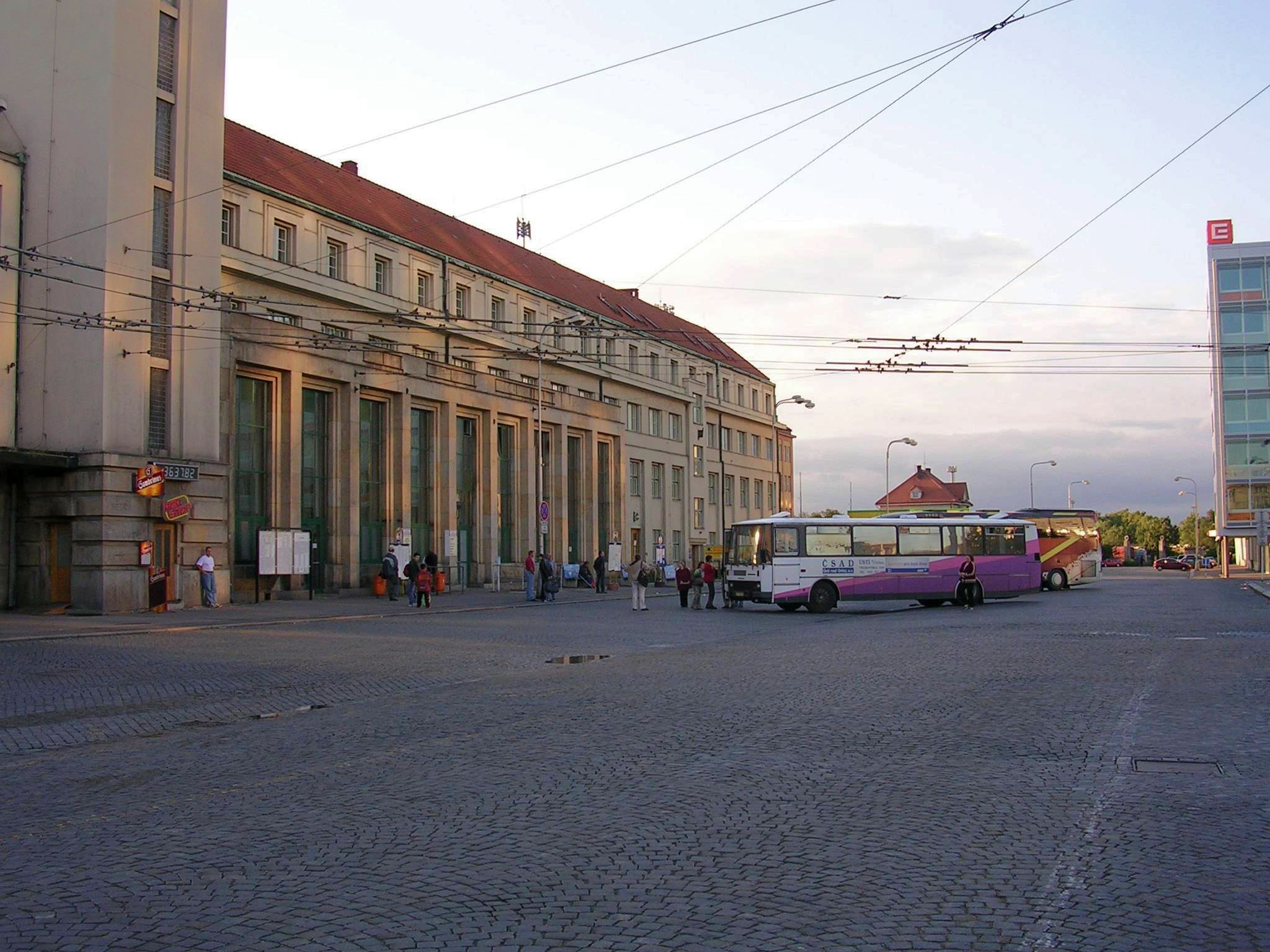
Autobusové stanoviště před nádražní budovou v roce 2006.
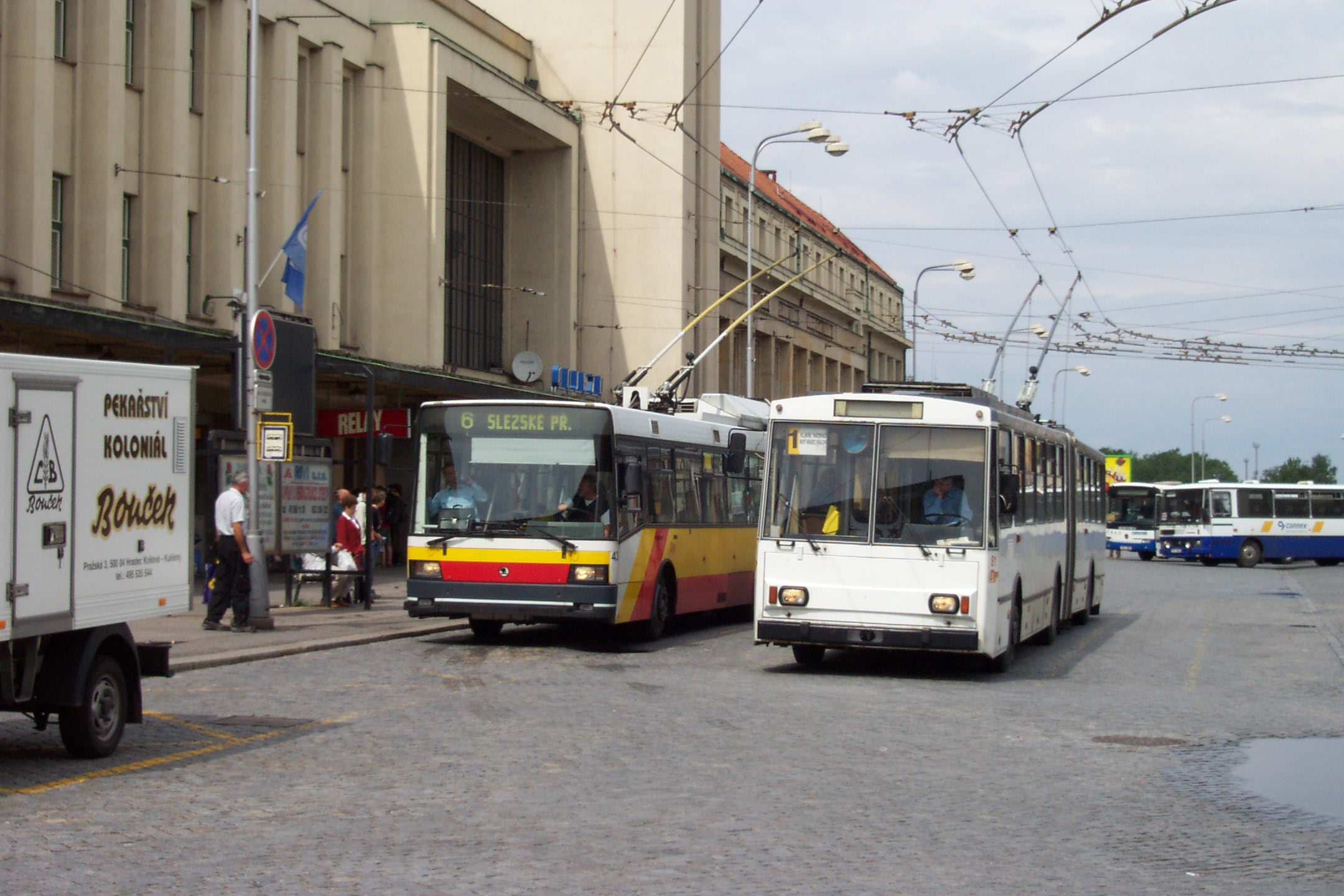
Do roku 2008 sloužila autobusové a trolejbusové dopravě plocha před nádražím, trolejbusy Škoda 21Tr a Škoda 15Tr. (2006)
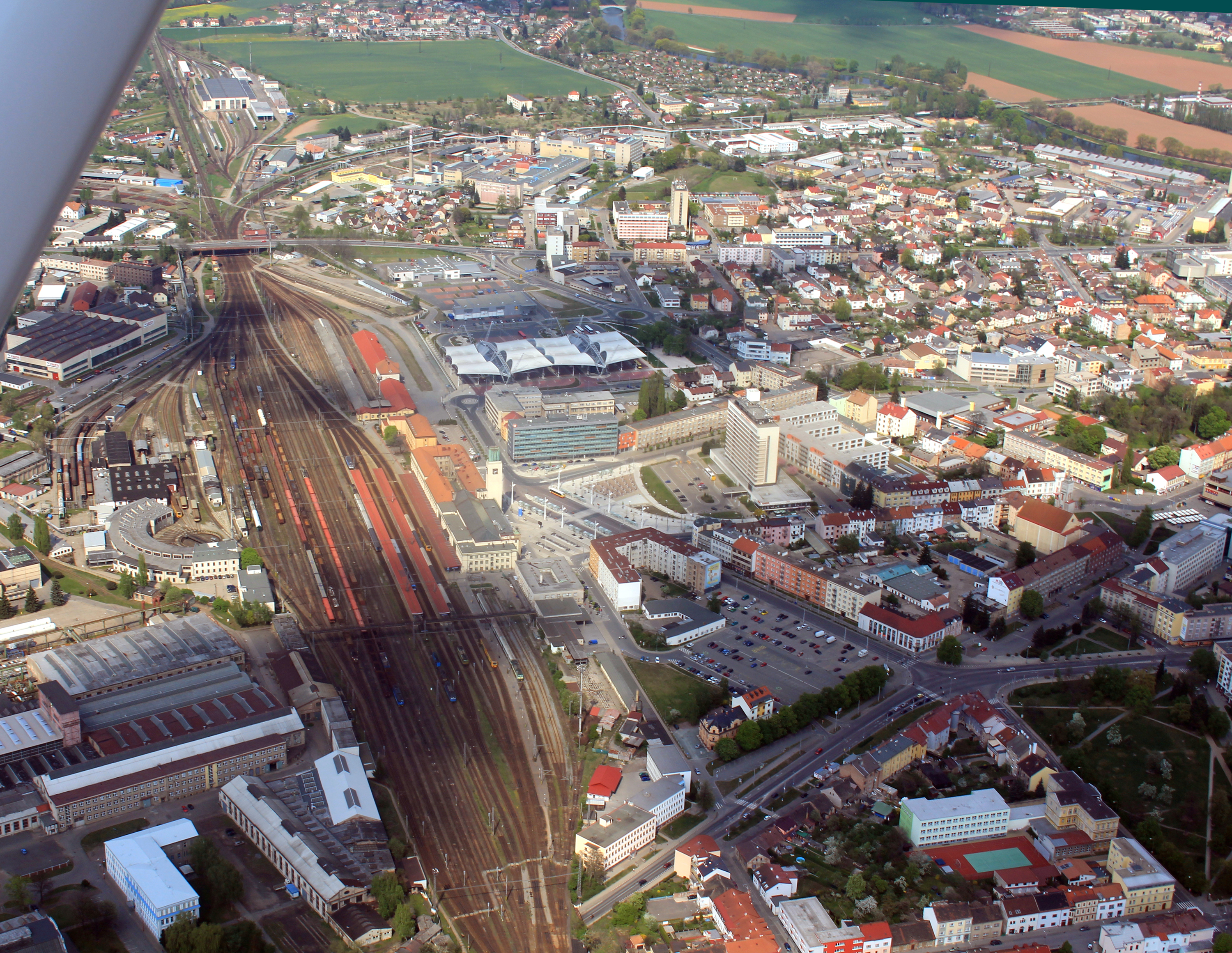
Nádraží z ptačí perspektivy po přestavbě Riegrova náměstí v roce 2010.
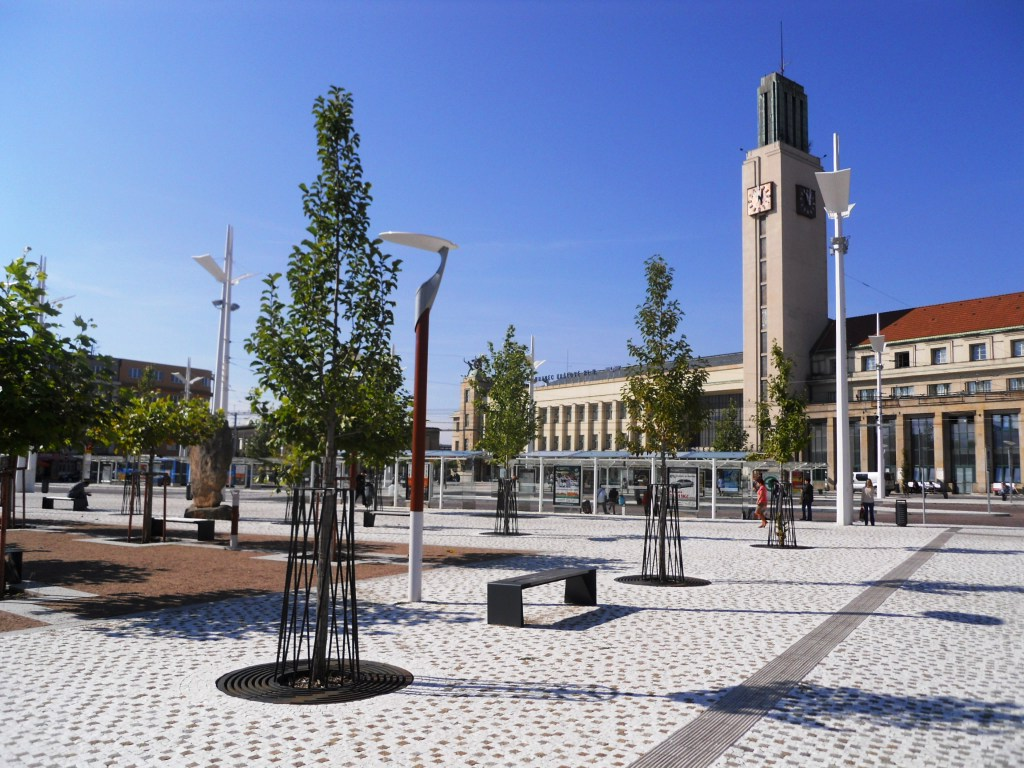
Nádražní budova po přestavbě Riegrova náměstí v roce 2010.
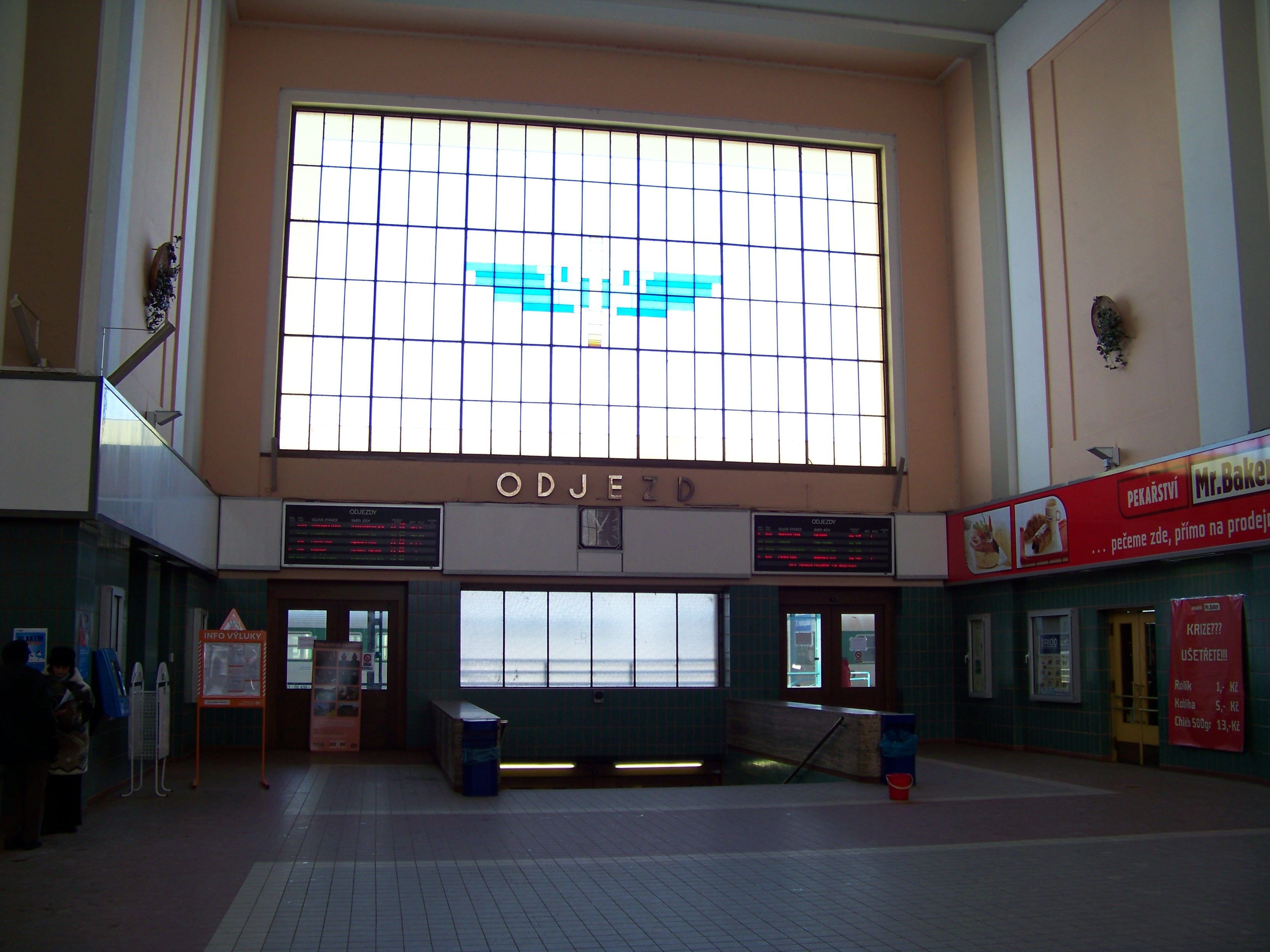
Nádražní hala v roce 2010.
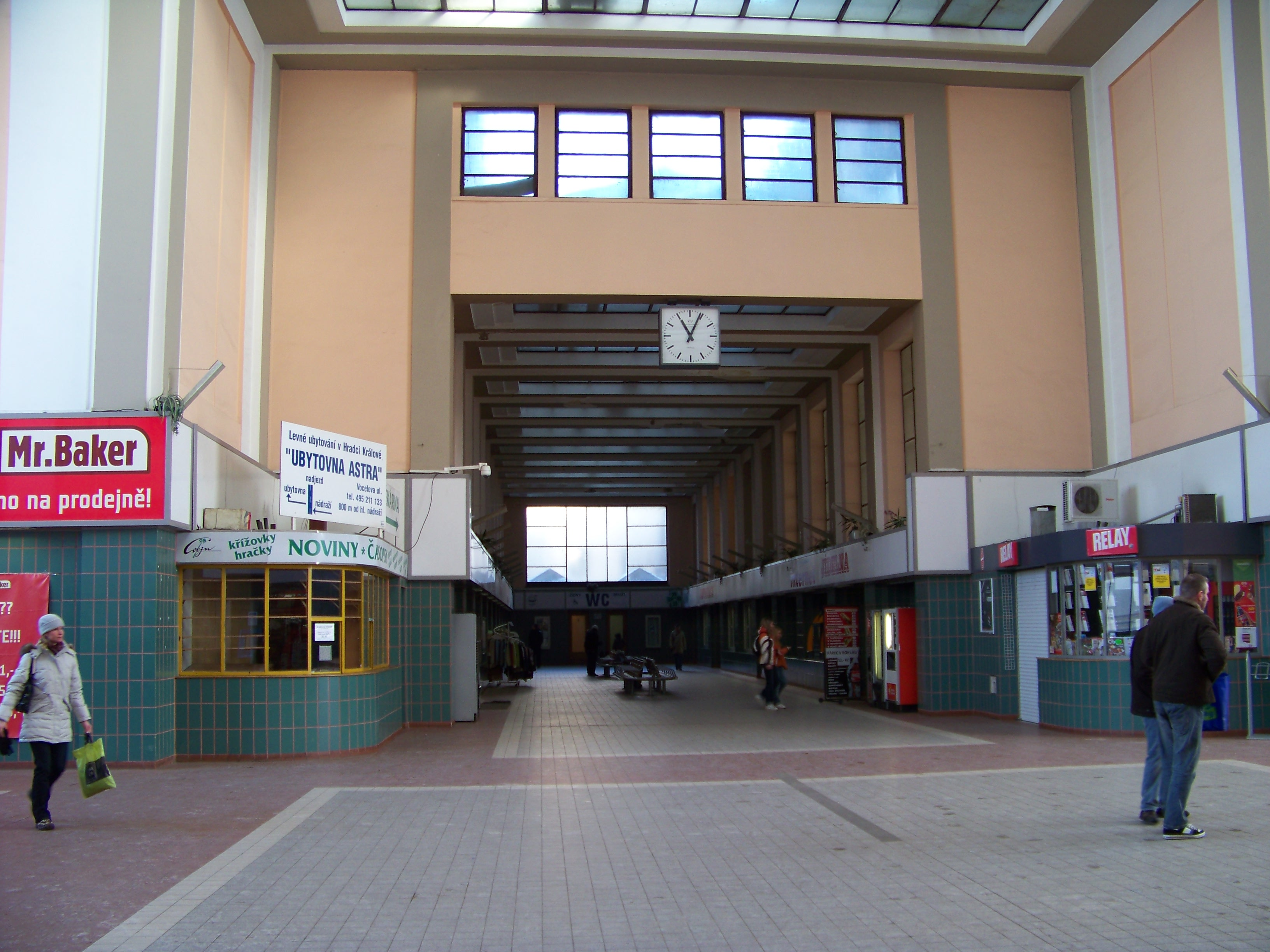
Nádražní hala v roce 2010.
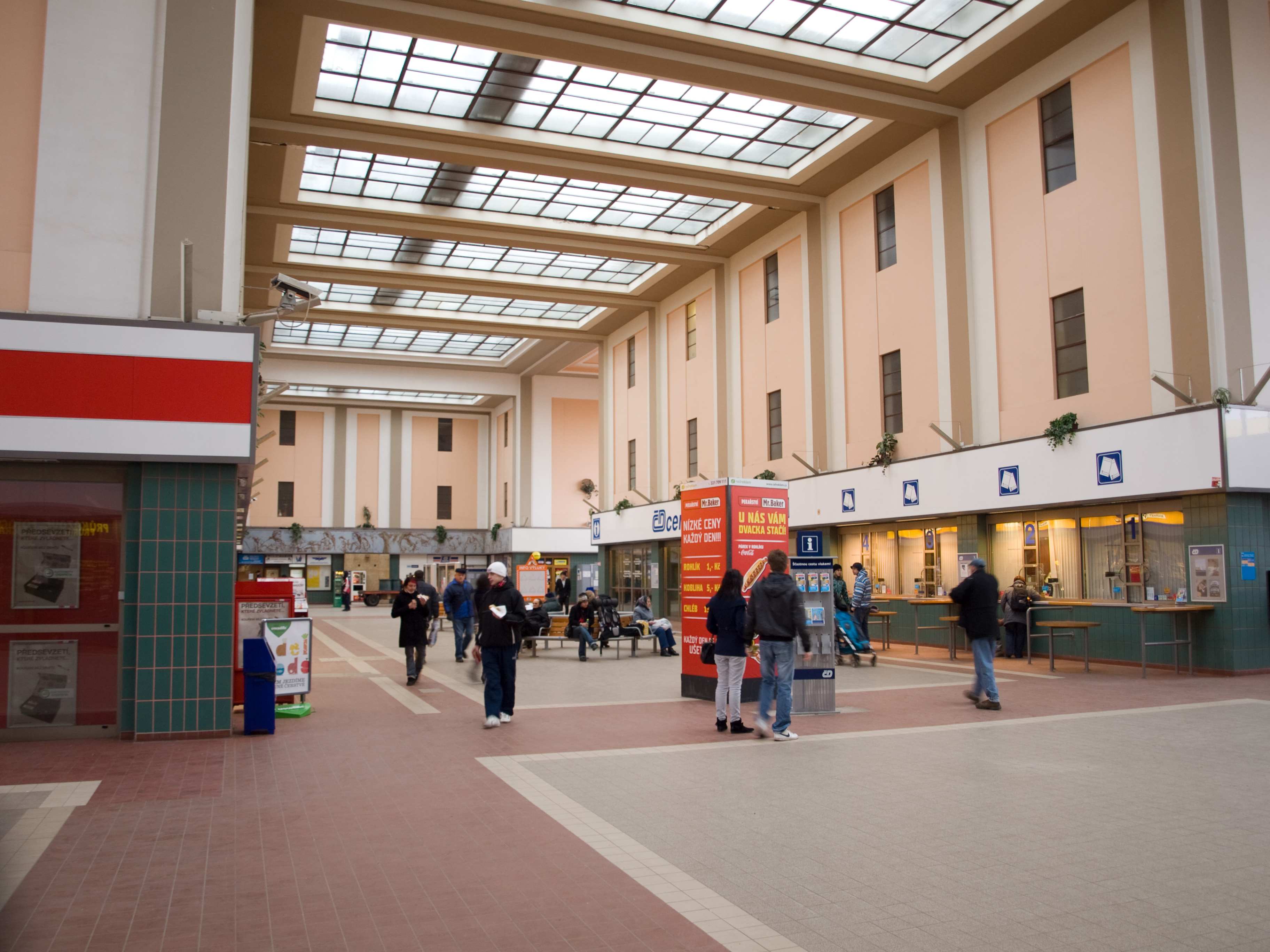
Nádražní hala v roce 2011.
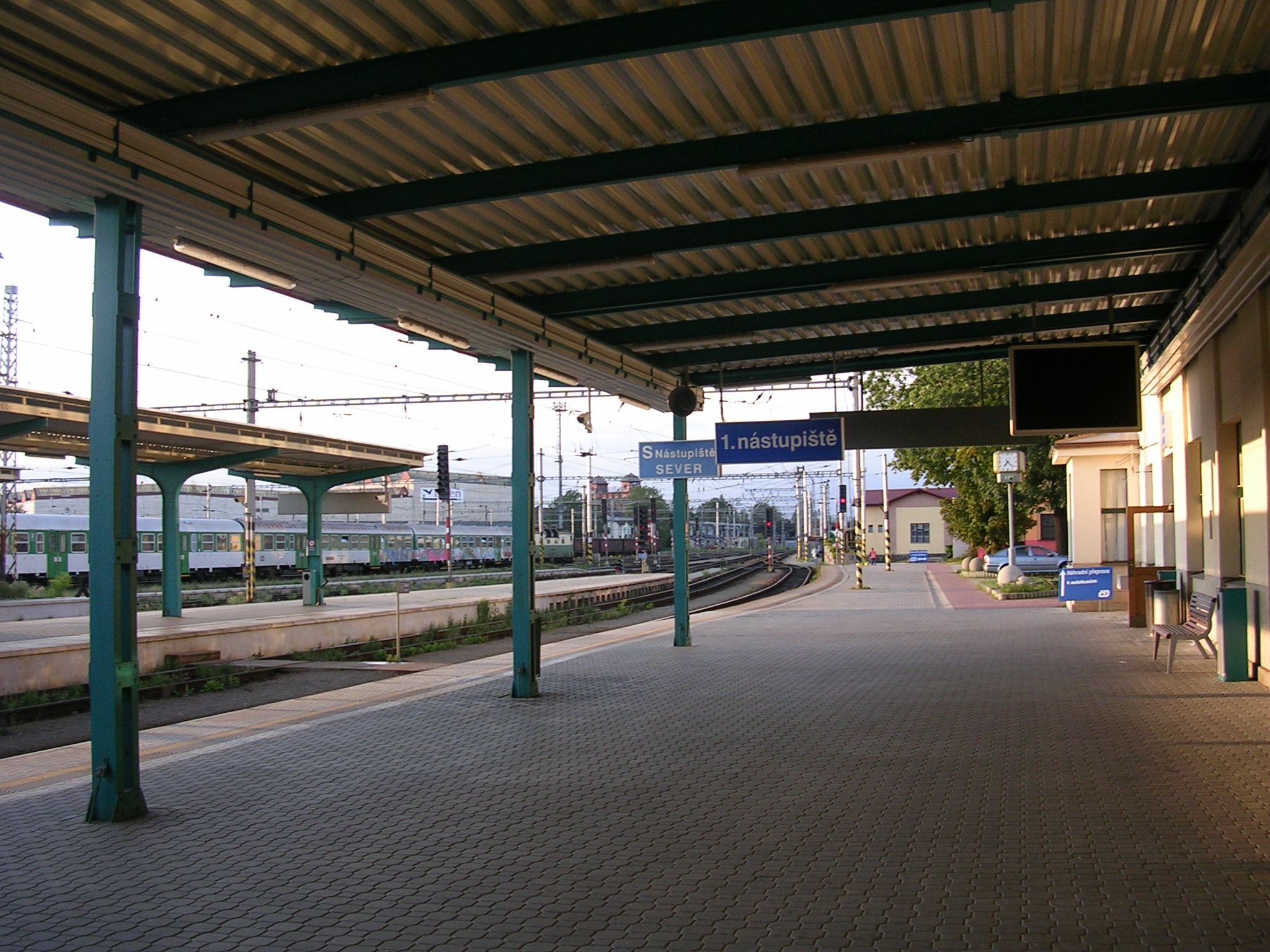
1. nástupiště v roce 2006.
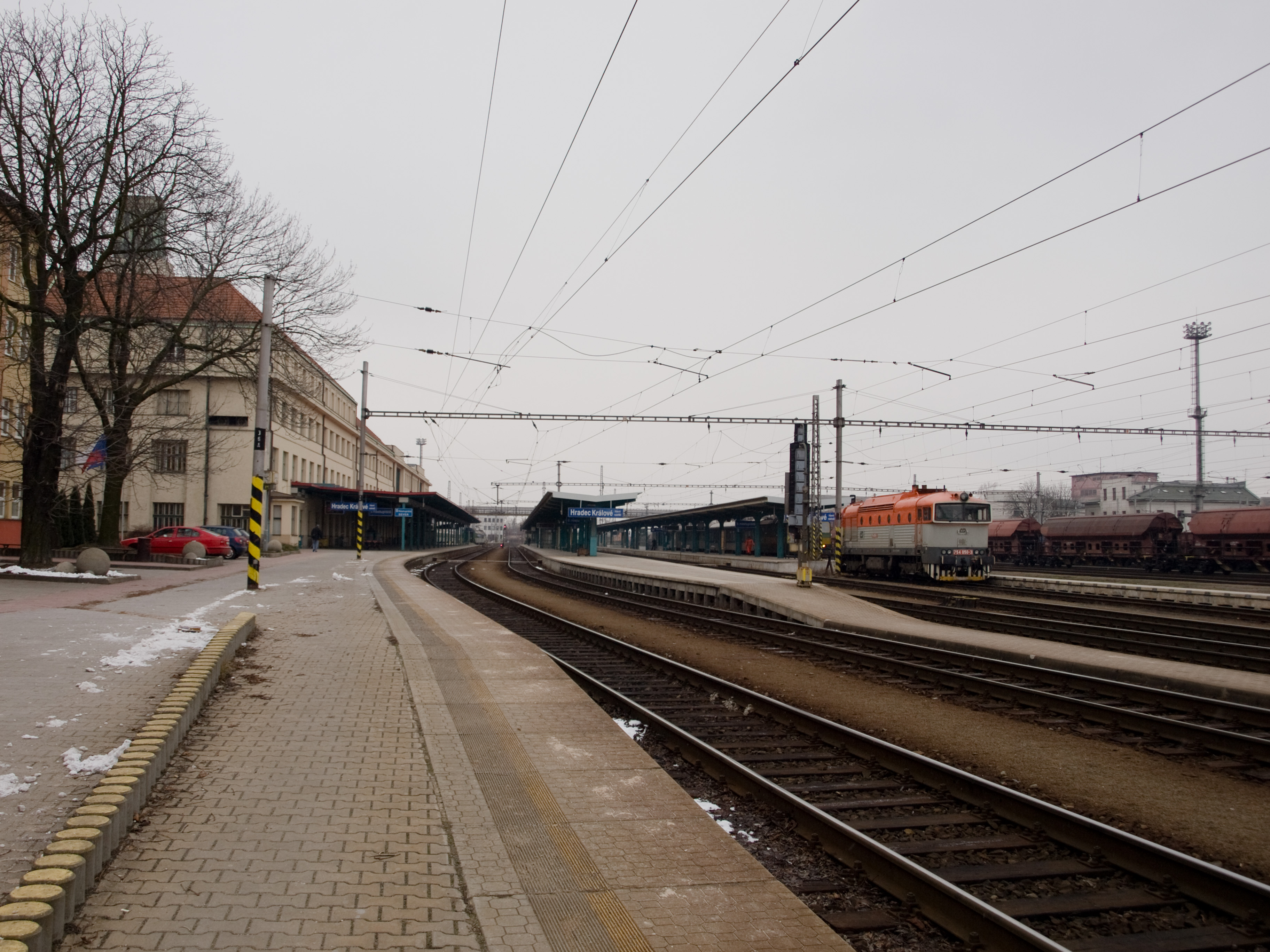
Pohled na 1., 2., 3. nástupiště v roce 2011 ze severního zhlaví.
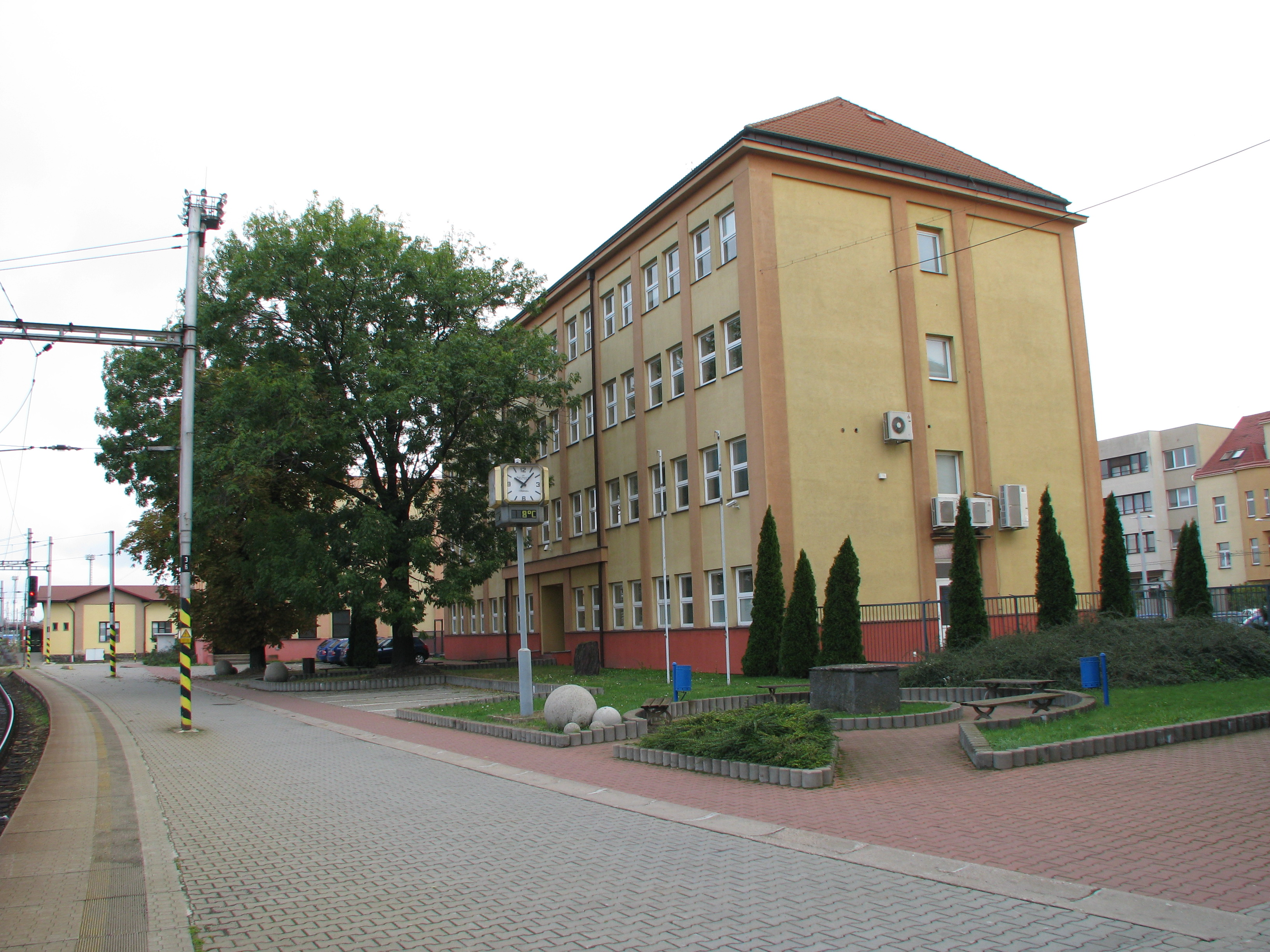
Administrativní budova vedle výpravní budovy v roce 2011.
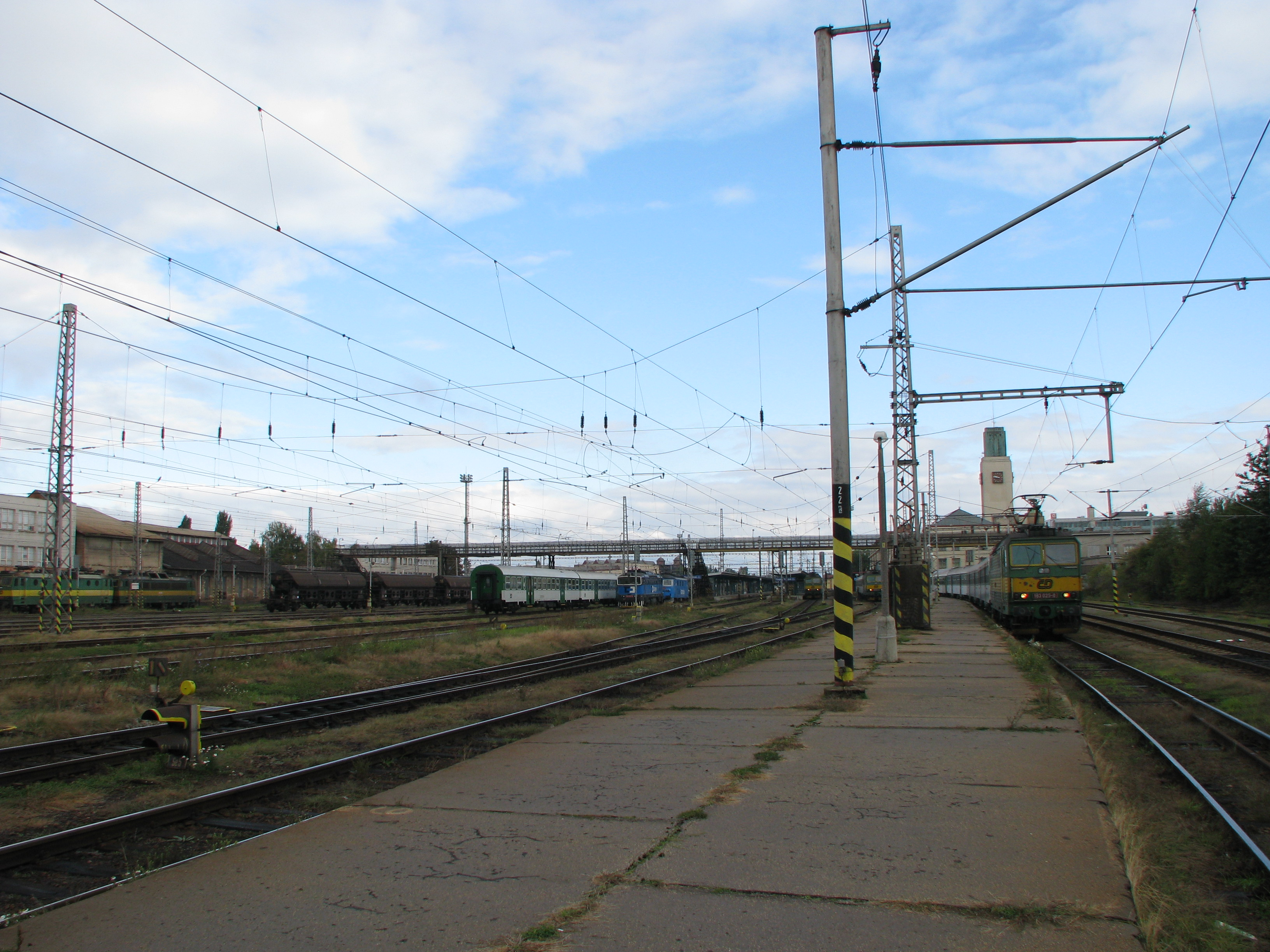
1. A nástupiště, v čele osobního vlaku lokomotiva řady 163, v pozadí lávka vedoucí do ZVU a DKV. (2011)
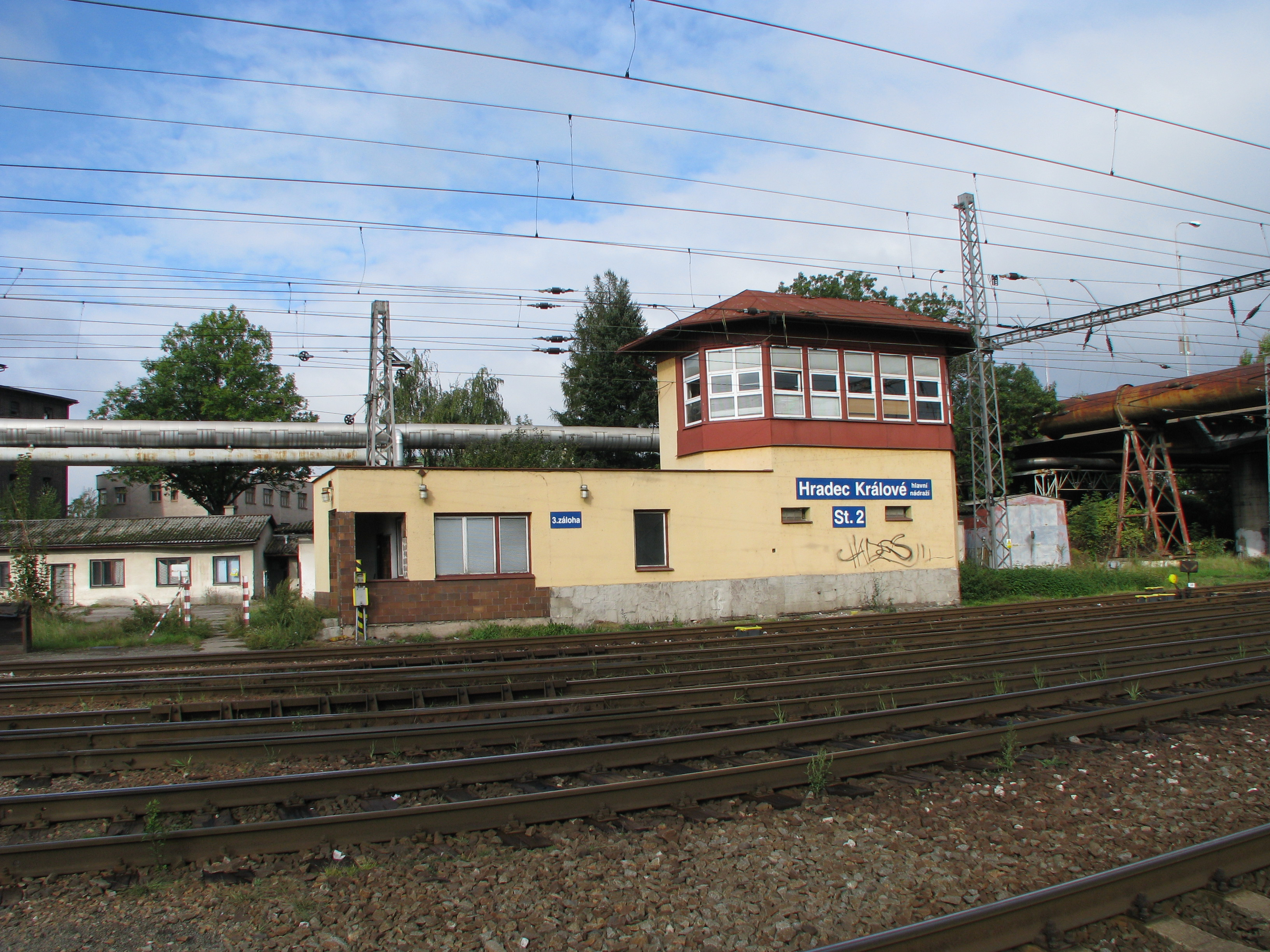
Stavědlo 2, z něhož se ovládají výměny výhybek na severním zhlaví. (2011)
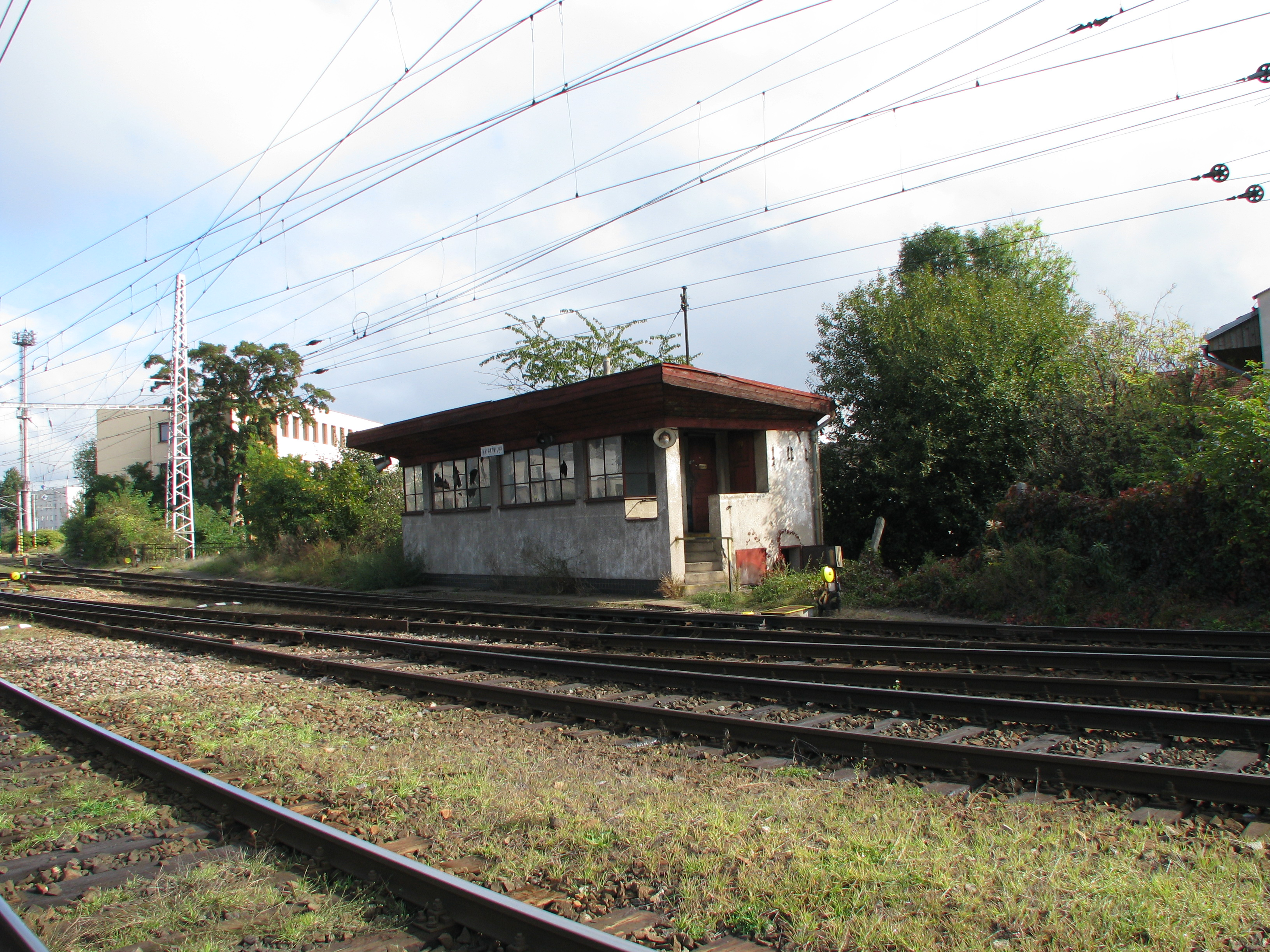
Staré stavědlo na jižním zhlaví. (2011)
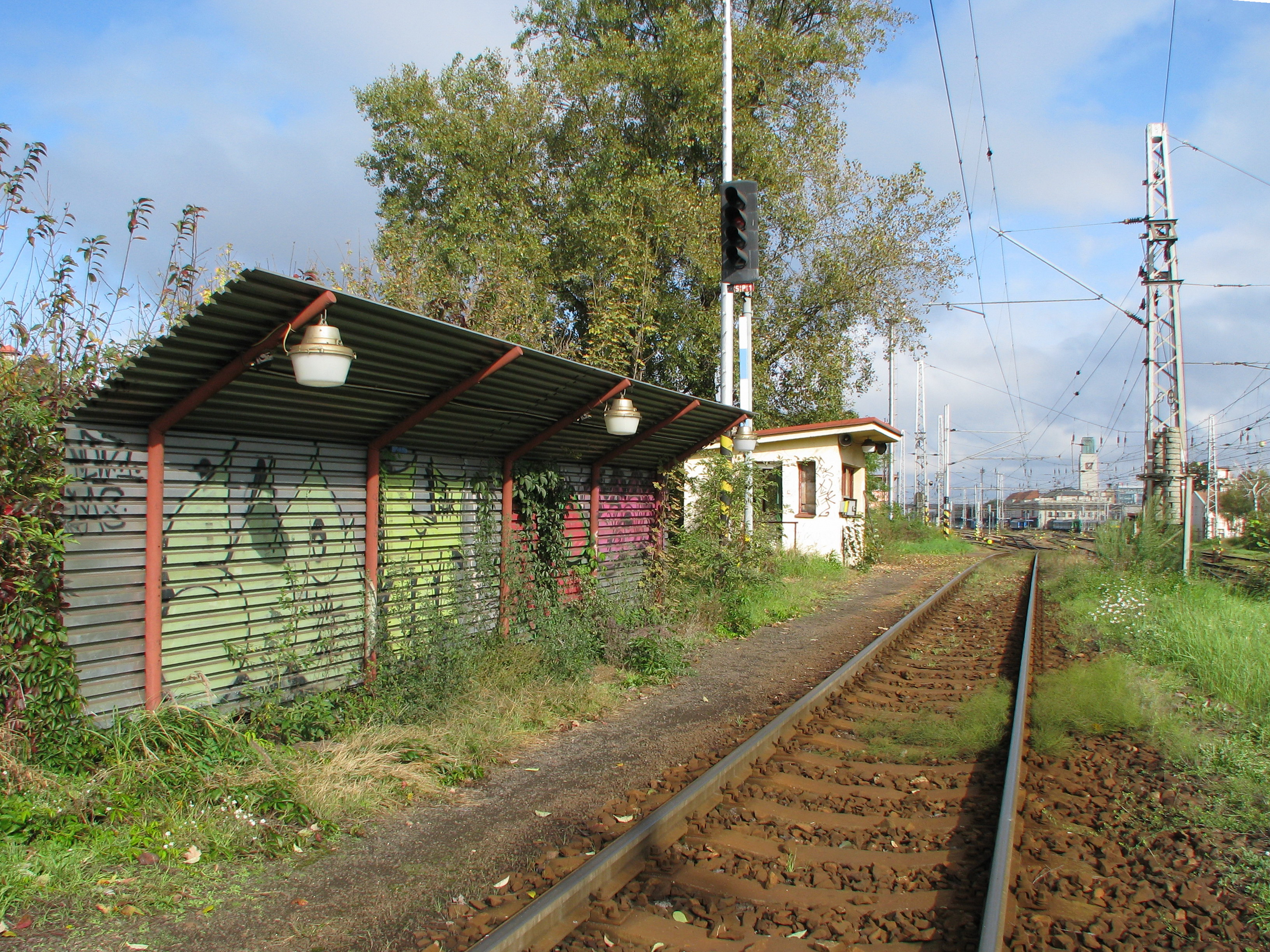
Svážný pahrbek na jižním zhlaví. (2011)
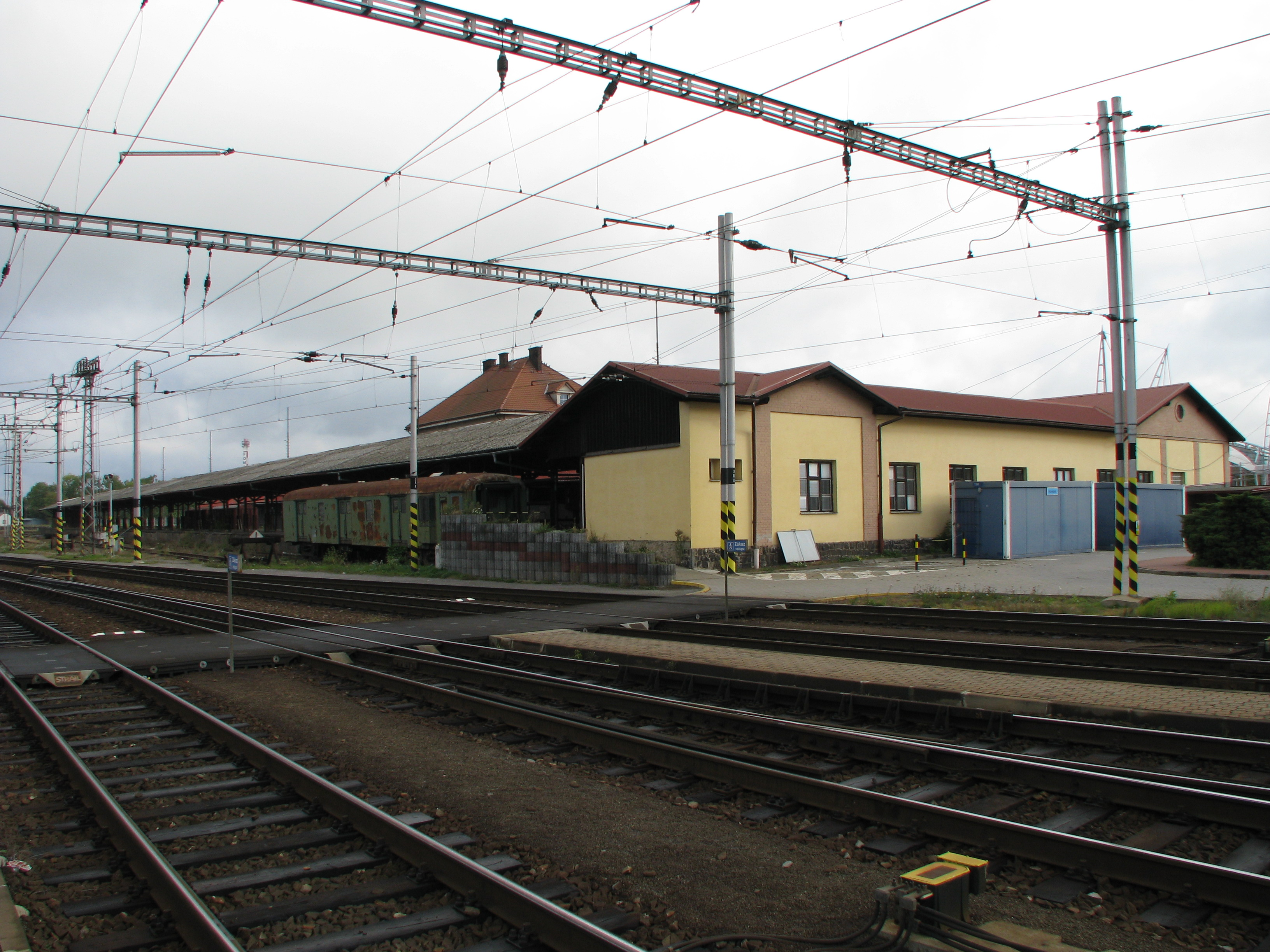
Skladiště na severním zhlaví. (2011)
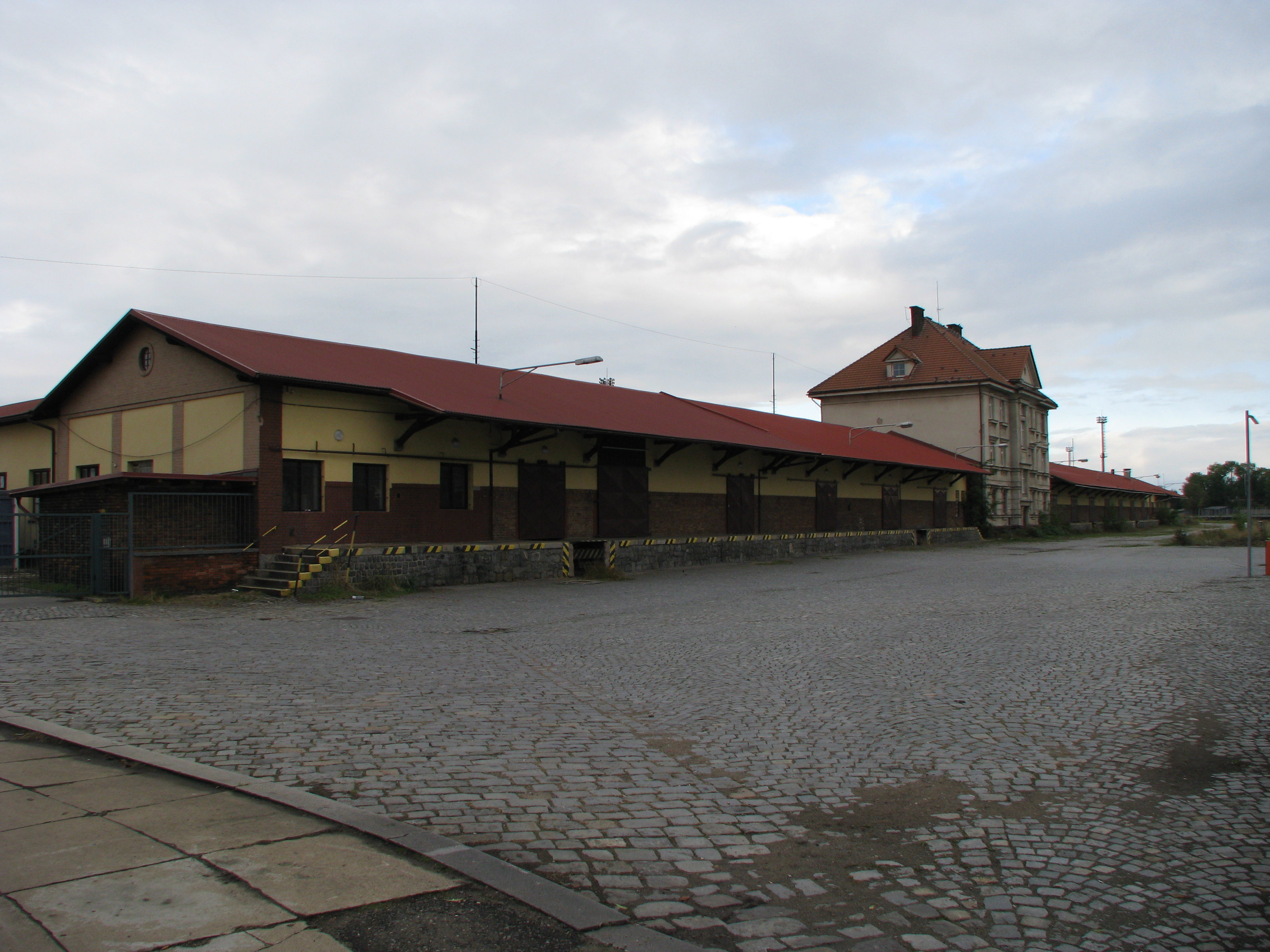
Skladiště na severním zhlaví pohledem od Terminálu hromadné dopravy. (2011)
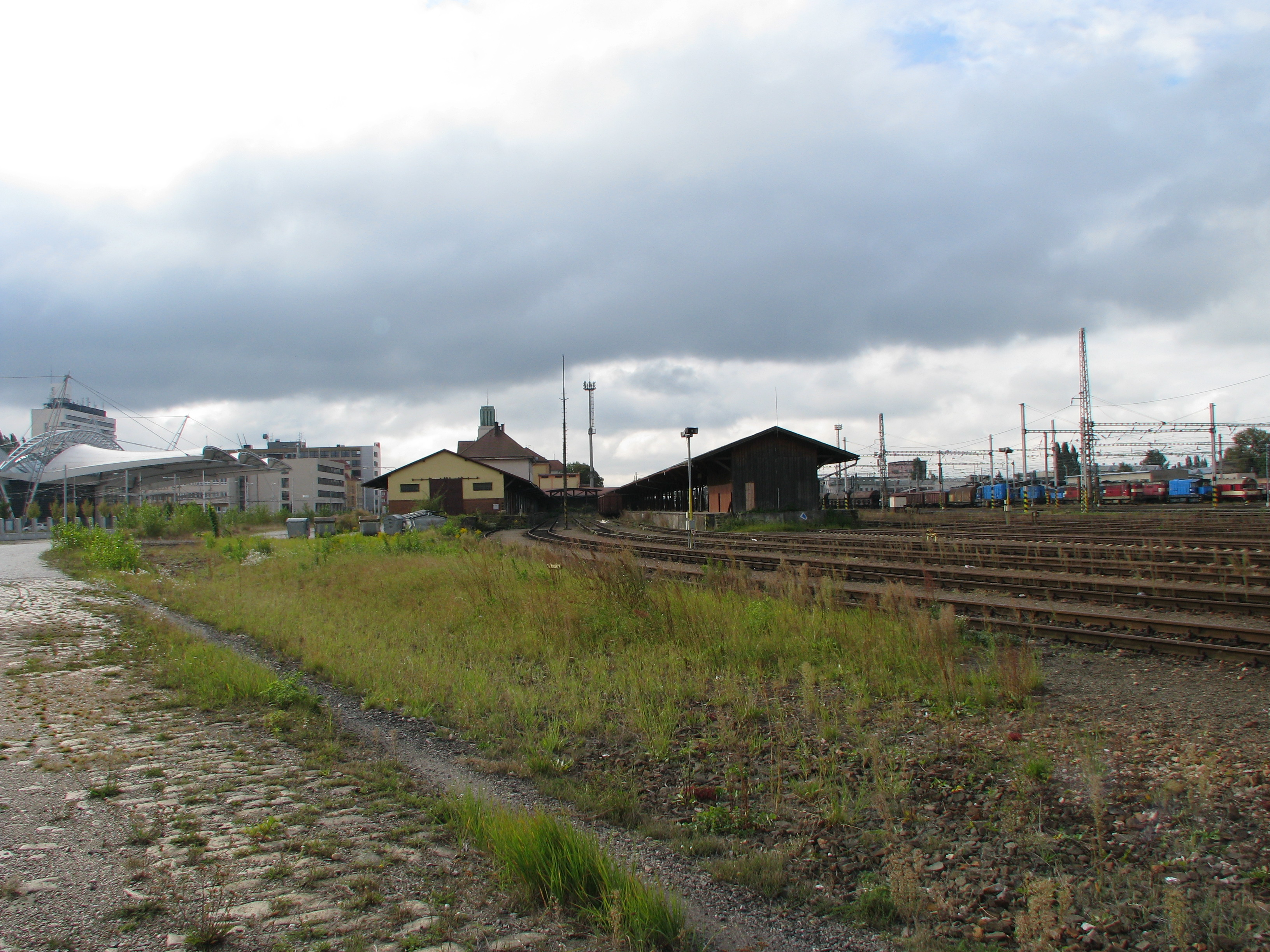
Skladiště na severním zhlaví, na levé straně vystupuje Terminál hromadné dopravy. (2011)
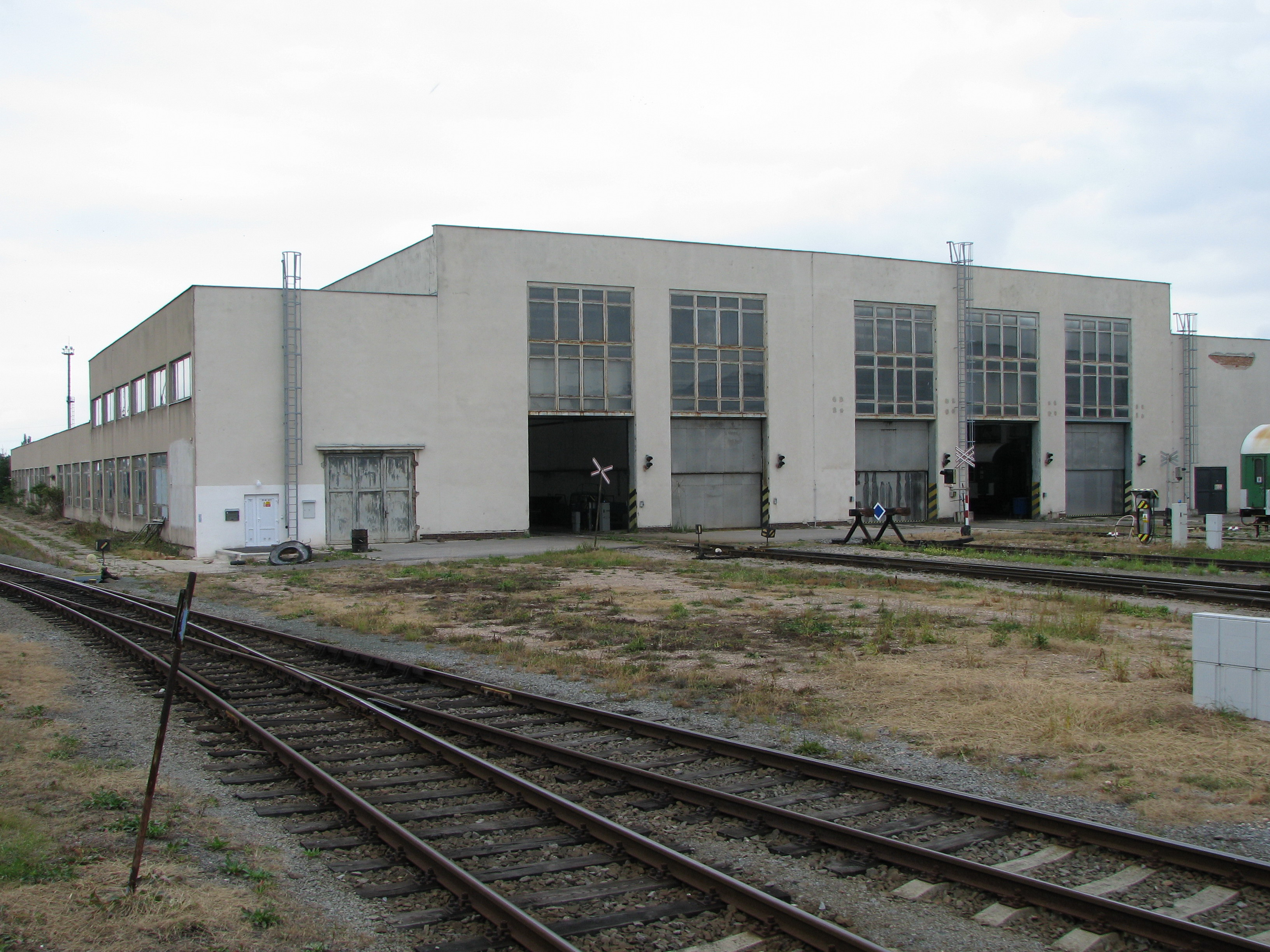
Opravna vozů při severním zhlaví. (2011)
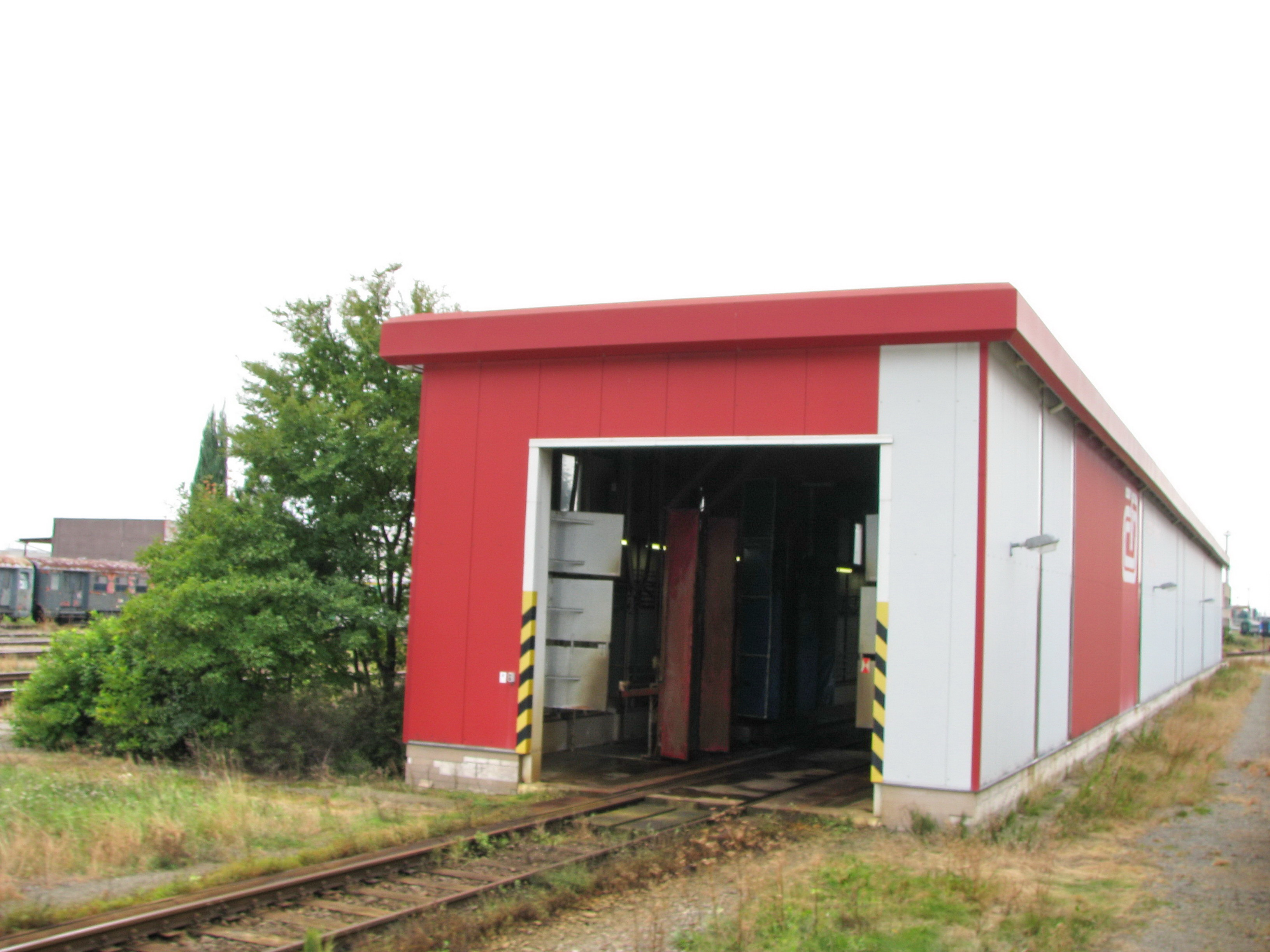
Myčka kolejových vozidel při severním zhlaví. (2011)
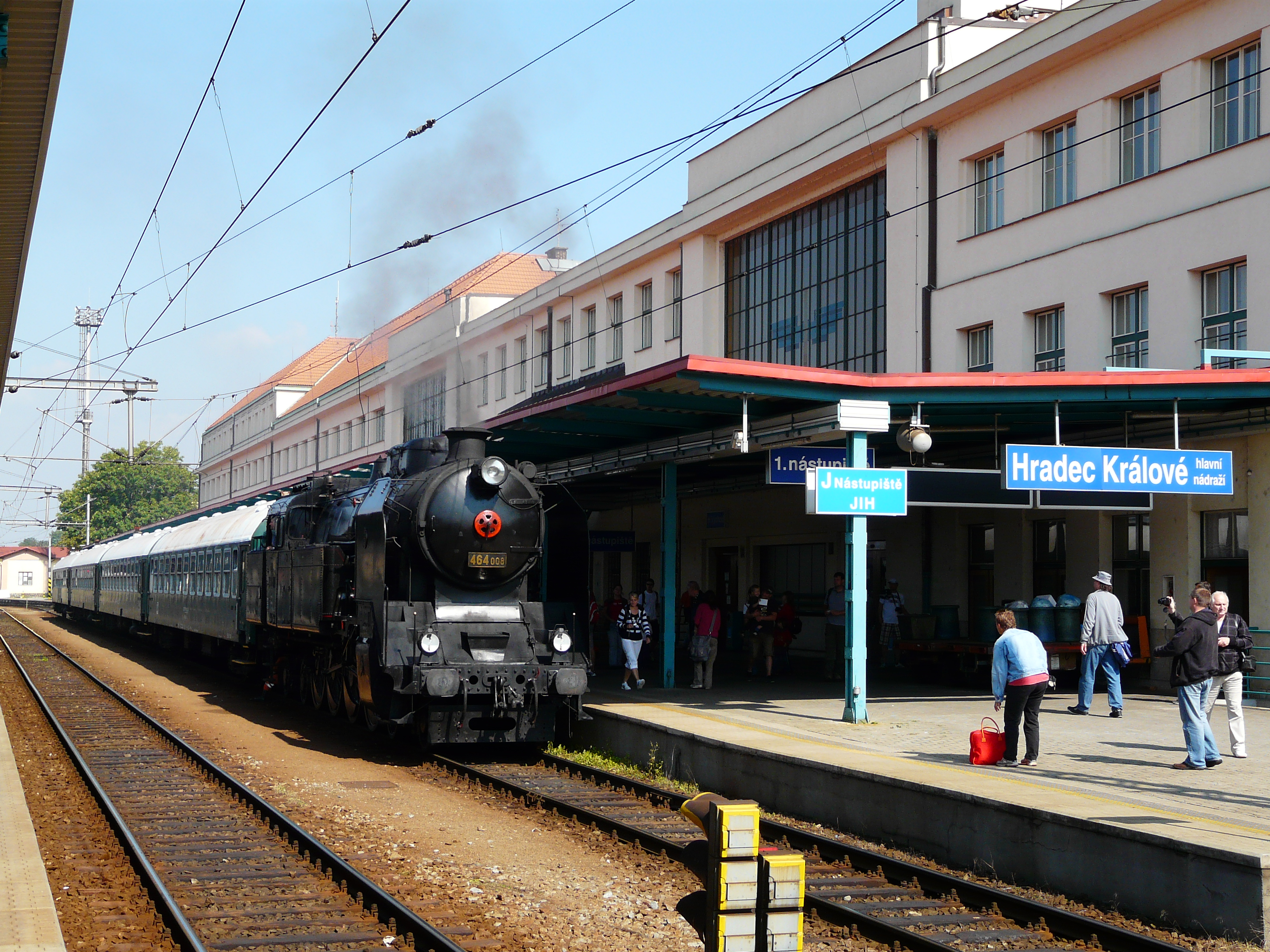
Parní lokomotiva řady 464.0 v čele zvláštního vlaku u prvního nástupiště v roce 2010.
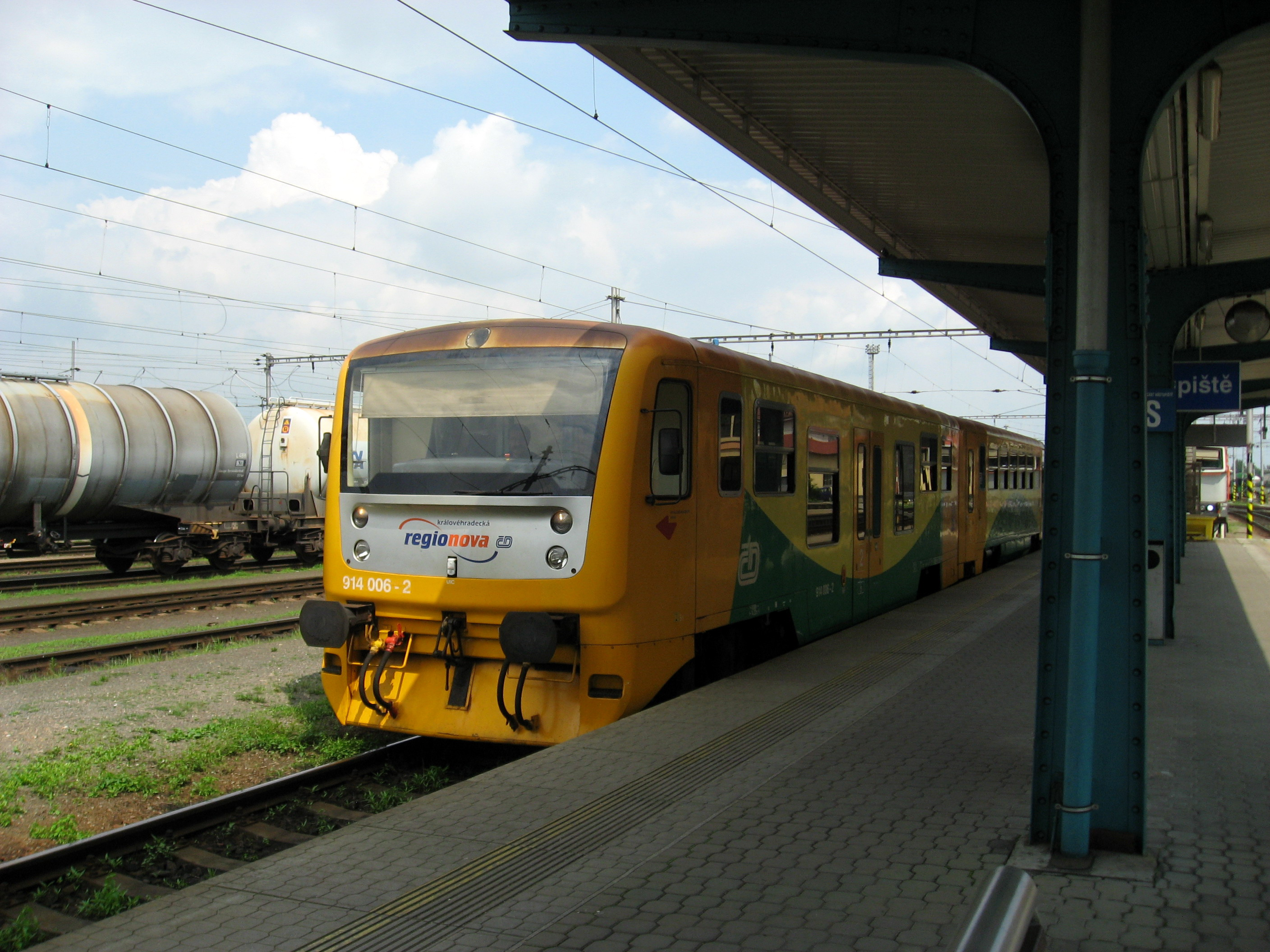
Motorová jednotka řady 814 u 3. nástupiště v roce 2009.